# Les Aventures de Tintin
« Tintin » redirige ici.  Pour le personnage, voir Tintin (personnage). Pour les autres significations, voir Tintin (homonymie).
Les Aventures de Tintin constituent une série de bandes dessinées créée par le dessinateur et scénariste belge Georges Remi, dit Hergé.
Avec 270 millions d'exemplaires vendus en 2019, Les Aventures de Tintin font partie des bandes dessinées européennes les plus célèbres et plus populaires du XXe siècle. Elles ont été traduites dans une centaine de langues et dialectes et adaptées à de nombreuses reprises au cinéma, à la télévision et au théâtre. Elles se déroulent dans un univers réaliste et parfois fantastique, fourmillant de personnages aux traits de caractère bien définis. Le héros de la série est Tintin, un jeune reporter et globe-trotter belge ; il est accompagné dans ses aventures par son fox-terrier Milou. Au fil des albums, plusieurs figures récurrentes apparaissent, comme les détectives accumulant les maladresses loufoques Dupond et Dupont, le capitaine Haddock qui ne tarde pas à devenir un personnage principal, ou encore le professeur Tournesol.
La série est appréciée pour ses dessins qui associent personnages comiques et décors réalistes. L'utilisation de traits d'une égale épaisseur, l'absence de hachures et le recours aux aplats de couleur sont les marques du style de l'auteur, connu sous l'appellation de « ligne claire ».
Les intrigues des albums mélangent les genres : des aventures à l'autre bout du monde, des enquêtes policières, des histoires d'espionnage, de la science-fiction, plus rarement du fantastique. Les histoires racontées dans Les Aventures de Tintin font toujours la part belle à l'humour « peau de banane », combiné à une certaine ironie et une réflexion sur la société.

## Historique de la série

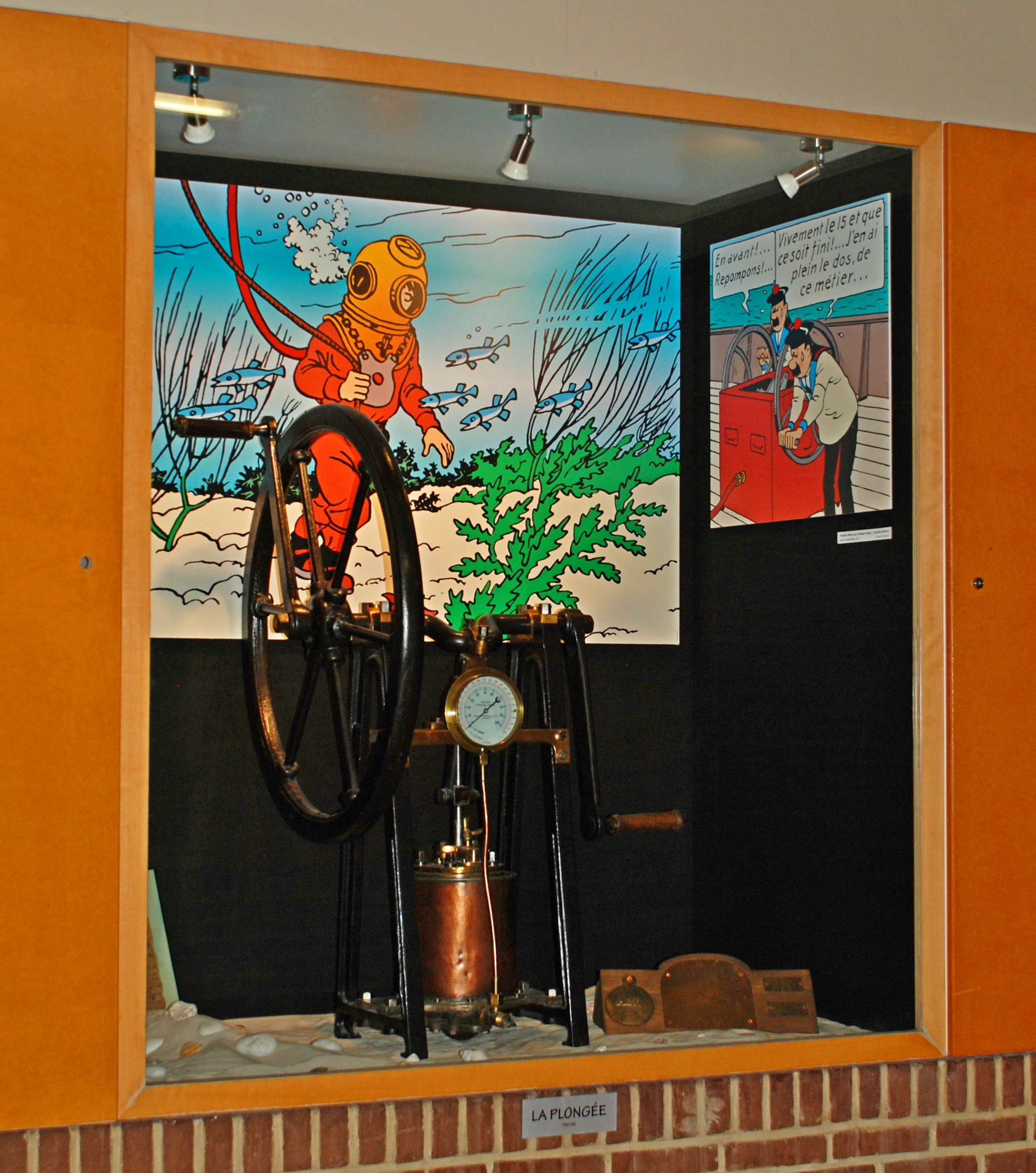
Tintin illustrant le thème de la plongée dans les couloirs du Centre sportif de Blocry à Louvain-la-Neuve avec des scènes tirées de l'album Le Trésor de Rackham le Rouge.

### Naissance du personnage (1929-1930)

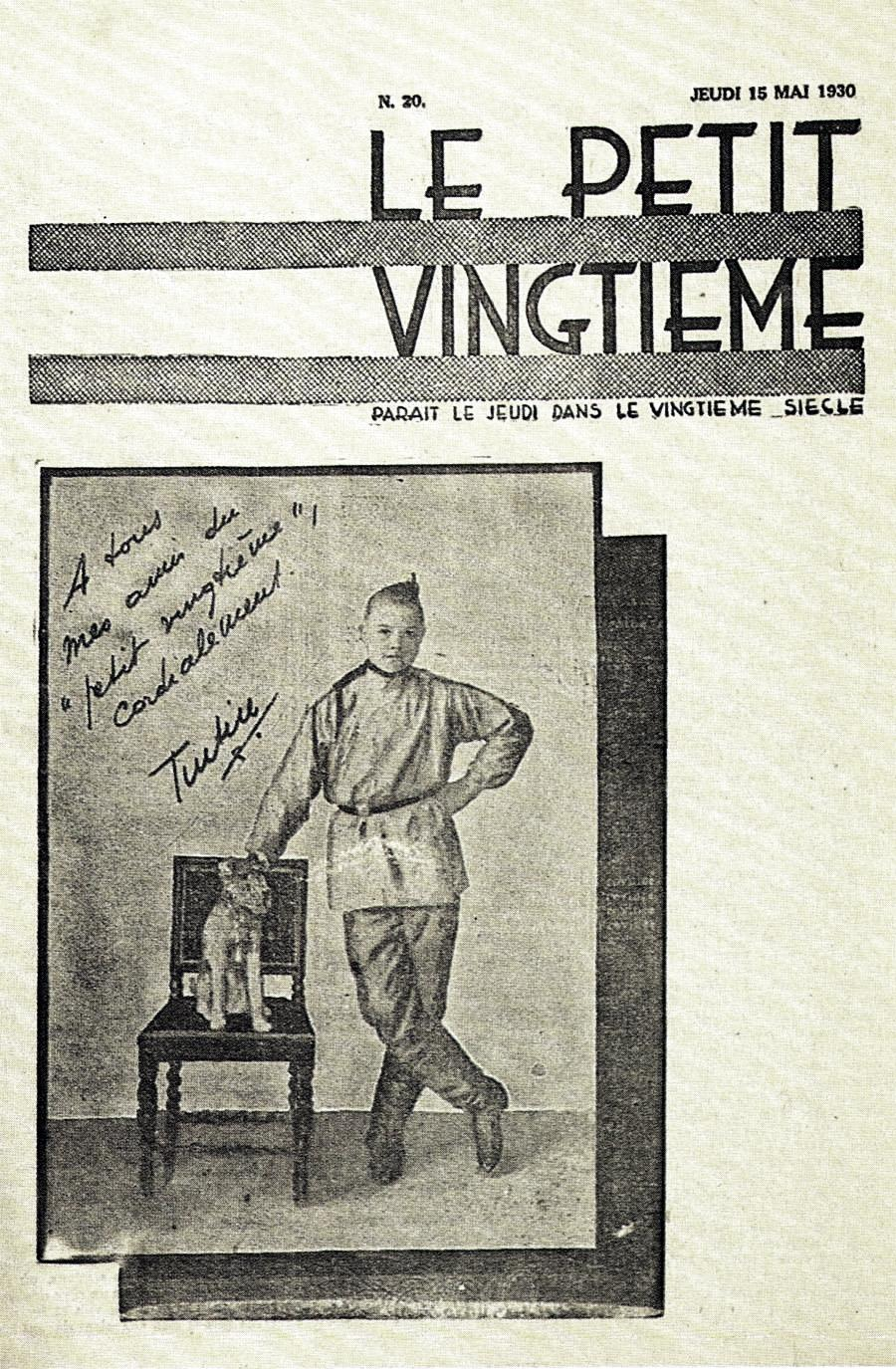
Couverture du Petit Vingtième du 15 mai 1930, montrant Tintin de retour du pays des Soviets.

En septembre 1925, Hergé entre au service des abonnements du Vingtième Siècle,, un quotidien catholique et conservateur dirigé par l'abbé Norbert Wallez. En parallèle, il continue de publier ses propres dessins dans des revues comme Le Blé qui lève ou Le Boy-Scout, qui devient Le Boy-Scout belge à la suite d'une fusion en 1927. C'est dans ce périodique qu'il publie notamment sa première bande dessinée, Les Aventures de Totor, C. P. des Hannetons, à partir du mois de juillet 1926.
En août 1927, à l'issue de son service militaire, il bénéficie d'une promotion, engagé au sein de la rédaction comme reporter-photographe et dessinateur. Hergé multiplie les contributions pour le quotidien et illustre notamment des récits publiés en feuilleton dans le supplément littéraire du journal. Il collabore également avec René Verhaegen pour illustrer trois de ses récits, Une petite araignée voyage, Popokabaka, puis La Rainette. L'année suivante, Norbert Wallez lui confie la responsabilité d'un supplément hebdomadaire destiné à la jeunesse Le Petit Vingtième, dont le premier numéro paraît le 1er novembre 1928,.
Dans un premier temps, Hergé doit illustrer L'extraordinaire aventure de Flup, Nénesse, Poussette et Cochonnet, une histoire écrite par un chroniqueur judiciaire et sportif du Vingtième Siècle, Armand De Smet,,. Peu satisfait de cette production qu'il juge « ennuyeuse », il multiplie les contributions dans d'autres périodiques, dont deux planches intitulées Réveillon et La Noël du petit enfant sage qu'il publie dans Le Sifflet.
Cette dernière met en scène un jeune garçon accompagné de son chien blanc, deux personnages qui séduisent Norbert Wallez au point que l'abbé propose à Hergé de les publier dans Le Petit Vingtième. C'est la naissance de Tintin et Milou, le 10 janvier 1929, pour une première aventure intitulée Tintin au pays des Soviets.
À la demande de Wallez, le récit est ouvertement anticommuniste et suit ainsi la ligne éditoriale du Vingtième Siècle et de son directeur,. Hergé livre chaque semaine deux planches qui « enchaînent gags et catastrophes sans bien savoir où son récit l'entraîne », tandis que les décors et les paysages « sont réduits à leur plus simple expression ». Le succès est pourtant immédiat : l'aventure achevée, le 8 mai 1930, une foule de lecteurs se presse sur les quais de la gare de Bruxelles-Nord pour accueillir un Tintin en chair et en os à son retour du pays des Soviets, à l'occasion d'une mise en scène de la rédaction du Vingtième Siècle qui recrute un jeune scout pour donner corps à son héros,.

### Débuts d'une industrie (1930-1939)

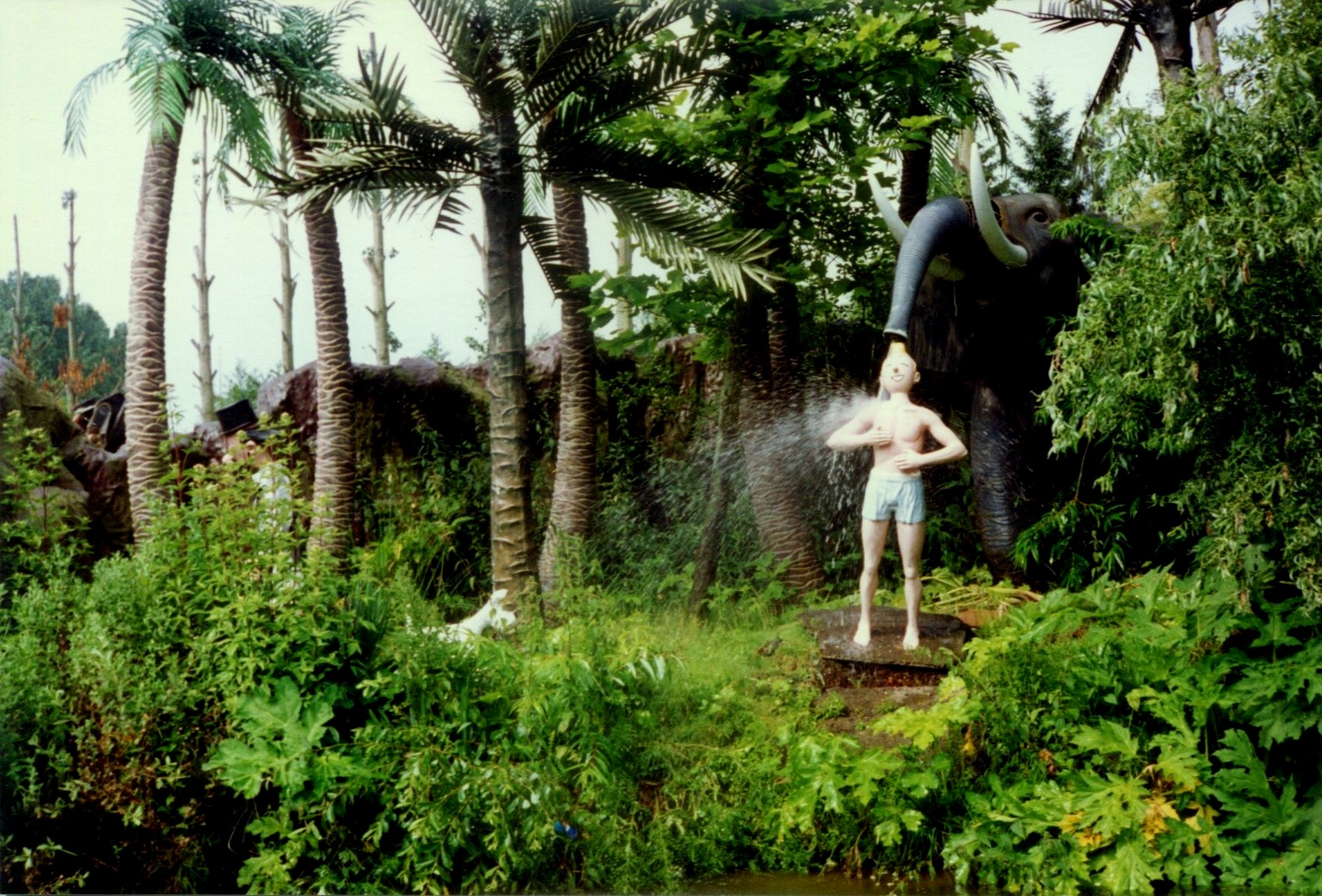
Reconstitution de la scène de la douche de Tintin sous la trompe d'un éléphant dans Les Cigares du pharaon.

Conformément au souhait de Norbert Wallez, qui veut faire naître une vocation coloniale chez les jeunes lecteurs[réf. nécessaire], le deuxième volet de la série envoie le reporter en Afrique, dans un volume intitulé Tintin au Congo. Hergé souhaitait pourtant évoquer la culture des Amérindiens, qui le fascine, ce qui est fait dans la troisième aventure avec Tintin en Amérique. À la fin de l'année 1933, Les Aventures de Tintin prennent un tournant décisif : Hergé signe un contrat avec la maison Casterman, située à Tournai, qui obtient le privilège d'éditer tous les albums de l'auteur en langue française. Cet accord est déterminant pour la conquête du marché français,, alors que Tintin est diffusé dans l'hebdomadaire catholique Cœurs vaillants depuis 1930. Deux ans plus tard, ses aventures sont également publiées en Suisse dans les colonnes de L'Écho illustré.
La quatrième aventure, Les Cigares du pharaon, marque une nouvelle étape. Hergé cesse de se faire l'écho des clichés de l'actualité politique pour s'engager dans l'art du roman. Si l'histoire, conçue sans le moindre scénario préalable, demeure très improvisée, voire « abracadabrante », elle représente la « quintessence du feuilleton » et témoigne de la nouvelle ambition littéraire de l'auteur. Cela se traduit notamment dans le choix du titre de l'album qui, pour la première fois, ne contient pas le nom du héros. Sur les chemins de l'Orient, à travers l'Égypte, l'Arabie et l'Inde, l'aventure est encore teintée de stéréotypes. Pour autant, le décor n'est plus au cœur du récit, supplanté par l'affrontement entre Tintin et une bande de trafiquants d'opium,.

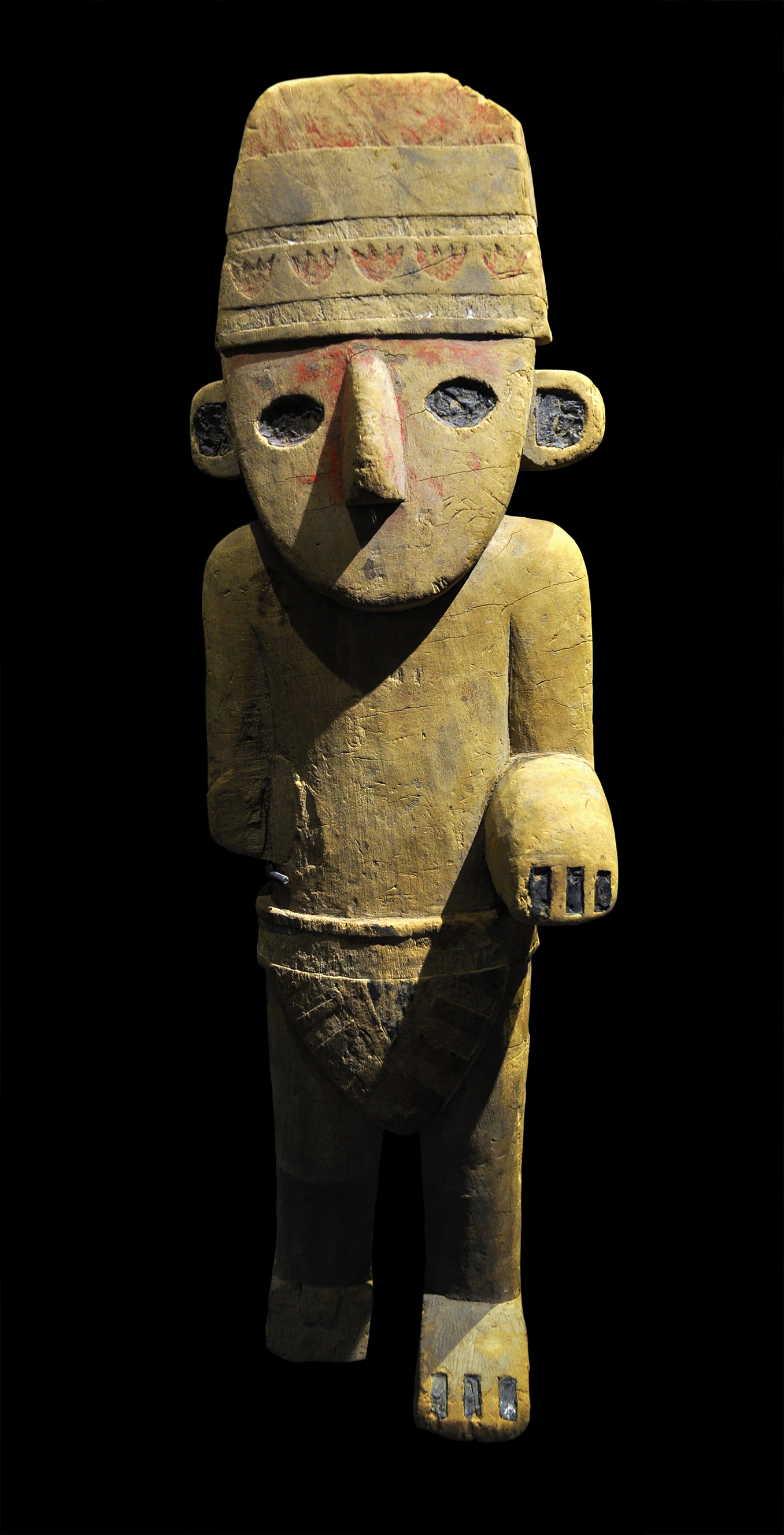
Le fétiche de L'Oreille cassée.

Mais c'est surtout Le Lotus bleu qui fait entrer Hergé et son héros dans une nouvelle dimension. Cette cinquième aventure marque un pas décisif vers le réalisme, comme le souligne Benoît Peeters : « Tintin, qui jusque-là se nourrissait allègrement de mythes et de poncifs, entreprend désormais de les combattre ; il sera celui qui démonte les apparences et non plus celui qui s'en satisfait ». La rencontre d'un jeune étudiant chinois, Tchang Tchong-Jen, est déterminante : ce dernier fait évoluer les représentations du dessinateur sur son pays et pousse Hergé à documenter son travail, tout en lui prodiguant des conseils en matière de dessin.
Dès lors, le souci du réalisme ne quitte plus Hergé qui cherche également à inscrire son récit dans l'actualité de son époque. Après avoir évoqué l'incident de Mukden et l'invasion japonaise de la Mandchourie dans Le Lotus Bleu, il transpose la guerre du Chaco qui oppose la Bolivie et le Paraguay dans L'Oreille cassée, tandis que Le Sceptre d'Ottokar peut être lu comme le récit d'un « Anschluss raté »,.
L'Oreille cassée marque plusieurs évolutions. Pour la première fois, le récit s'attarde dans Bruxelles, la ville d'origine de Tintin, et inscrit le héros dans une certaine forme de quotidienneté en faisant découvrir au lecteur son appartement du 26, rue du Labrador. Par ailleurs, Hergé crée deux États fictifs, le San Theodoros et le Nuevo Rico, puis fait de même avec la Syldavie et la Bordurie dans Le Sceptre d'Ottokar. L'auteur reprend ainsi les ingrédients de la romance ruritanienne, un sous-genre de la littérature de jeunesse né au tournant du XXe siècle.

### Âge d'or et premiers tourments (1940-1944)

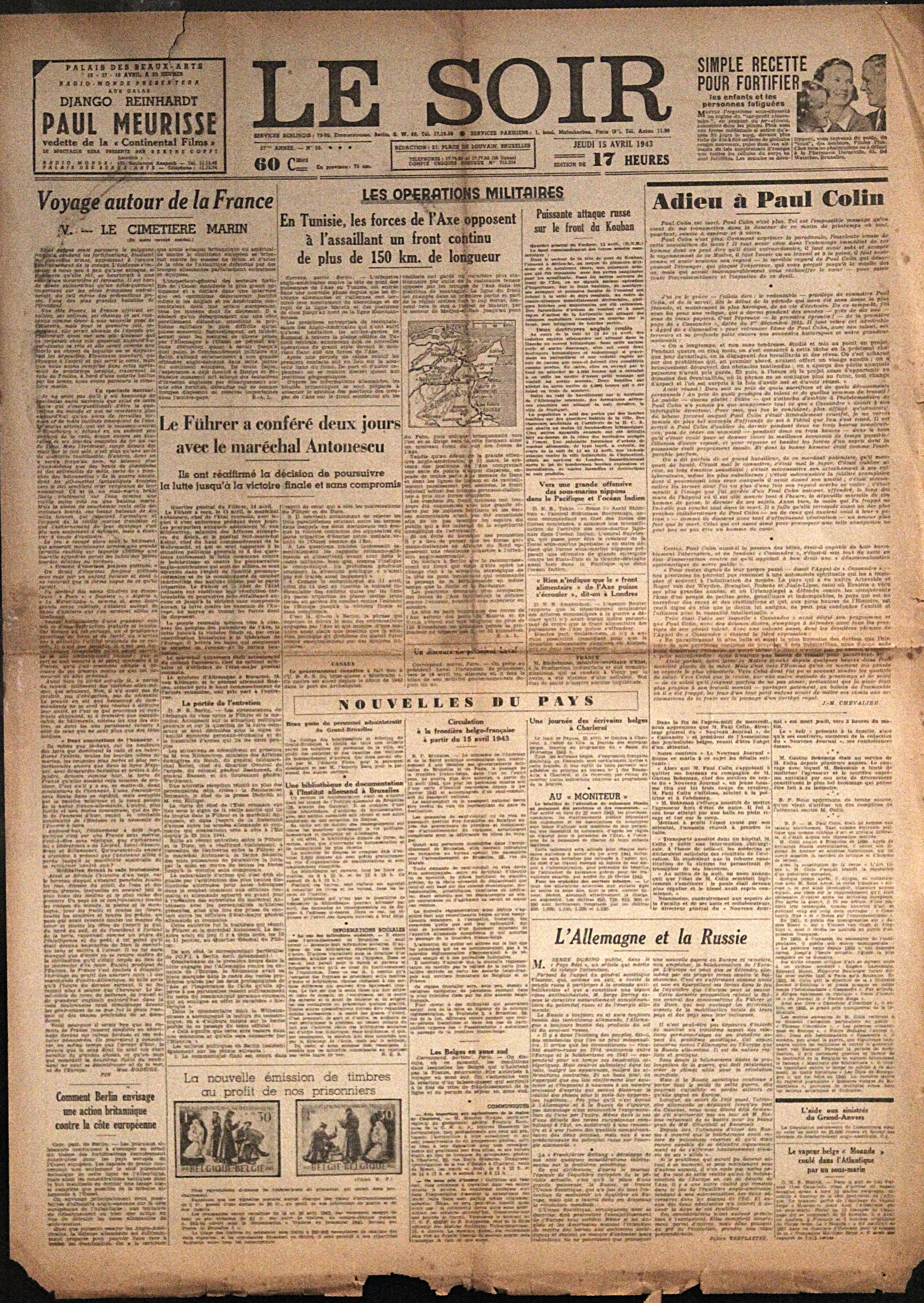
Le Soir (ici du 15 avril 1943) dans lequel paraissent les Aventures de Tintin sous l'occupation.

Le déclenchement de la Seconde Guerre mondiale et l'invasion de la Belgique par l'armée allemande en mai 1940 entraînent l'arrêt du Petit Vingtième et l'interruption de son nouveau récit, Tintin au pays de l'or noir. À partir du 28 mai 1940, la Belgique subit l'occupation de son territoire, mais ce contexte de guerre constitue paradoxalement un certain « âge d'or » de la création. Hergé, comme d'autres artistes, veut s'assurer des revenus réguliers et ne pas se faire oublier des lecteurs. Au mois d'octobre suivant, il rejoint le quotidien Le Soir dont la publication se poursuit sous l'impulsion de journalistes collaborateurs et avec l'accord de la propagande nazie qui en fait « un instrument privilégié de pénétration de l'opinion publique ».
Le nouveau rédacteur en chef du journal, Raymond de Becker, lui confie la responsabilité d'un supplément pour la jeunesse, Le Soir-Jeunesse, pour lequel Hergé est assisté de Paul Jamin et Jacques Van Melkebeke. C'est dans ce nouveau périodique que commence la parution du Crabe aux pinces d'or, l'aventure qui fait entrer le capitaine Haddock dans l'univers de Tintin. Dans le même temps, Hergé touche pour la première fois le lectorat flamand en signant un contrat avec le quotidien Het Laatste Nieuws, dans lequel paraissent ses aventures à partir de septembre 1940.
L'attitude d'Hergé pendant l'occupation est considérée comme ambiguë et lui vaut de nombreuses critiques. En acceptant de travailler pour un journal considéré comme « volé » par une partie de l'opinion, l'auteur fait probablement « le plus regrettable choix politique de son existence », mais il cherche avant tout à développer ses créations artistiques en profitant de l'absence de concurrence française à cette période pour s'imposer. Pour Hergé, le rayonnement de son œuvre compte plus qu'une certaine éthique et, de fait, il semble indifférent aux événements de son époque. Pourtant, certains actes renforcent l'ambiguïté de sa situation. Il intervient notamment auprès des autorités allemandes afin d'obtenir un supplément de papier et maintenir la production de ses albums chez Casterman, mais surtout, les caricatures de commerçants juifs qu'il présente dans L'Étoile mystérieuse sont considérées comme antisémites,.

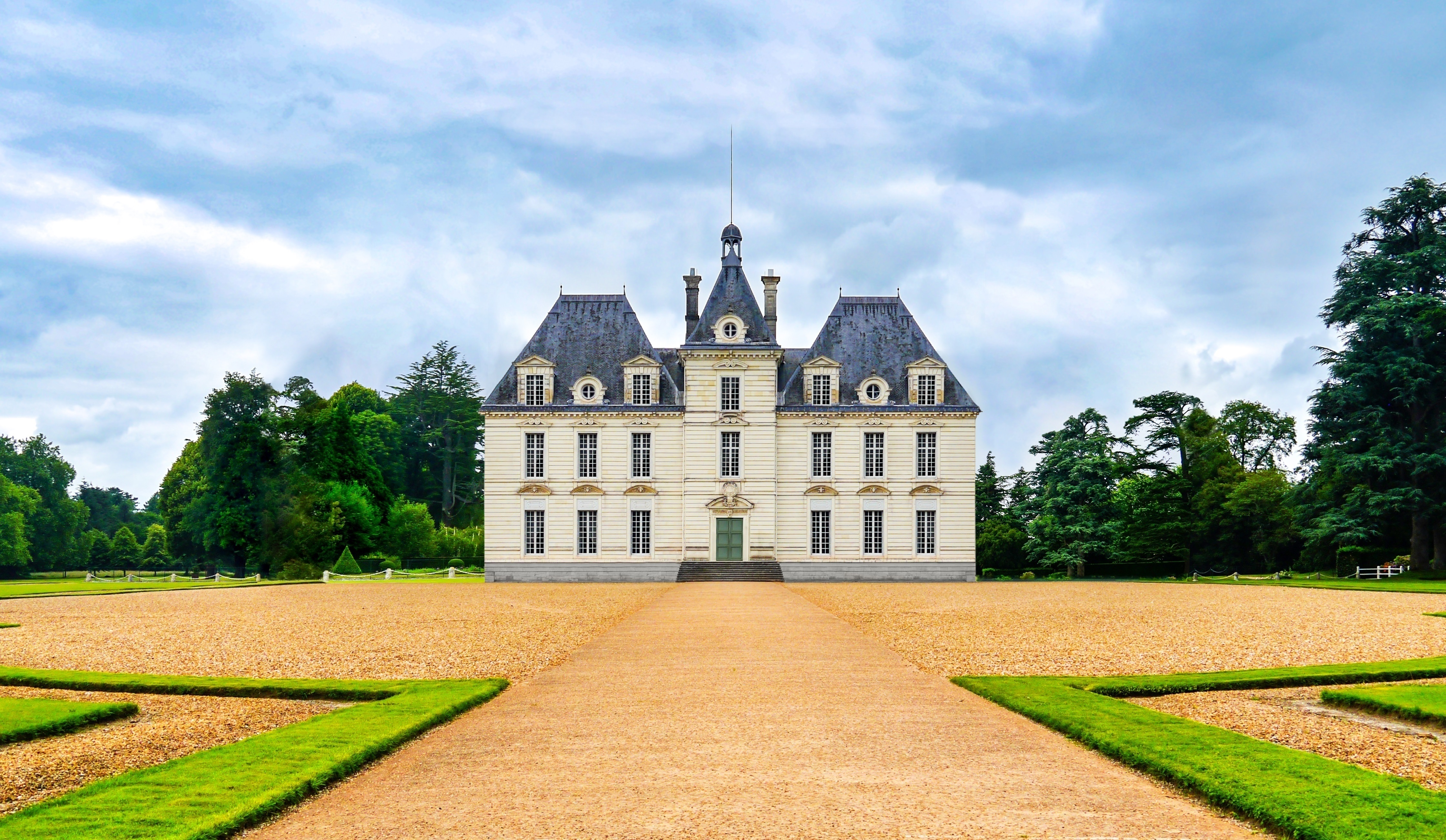
Les personnages d'Hergé s'installent au château de Moulinsart.

Avec Le Secret de La Licorne et Le Trésor de Rackham le Rouge, Tintin s'affranchit de l'actualité oppressante de son époque pour investir le thème traditionnel de l'épopée flibustière et de la recherche d'un trésor. Ce diptyque complète également la « famille » de Tintin, avec la première apparition du Professeur Tournesol et l'installation du capitaine Haddock au château de Moulinsart. L'auteur poursuit son « évasion littéraire » dans l'aventure suivante : si l'action des Sept Boules de cristal se situe en Belgique, rien n'indique la présence de l'occupant. En parallèle, Hergé entame une collaboration avec le dessinateur Edgar P. Jacobs. Le souci du détail, la perfection et la minutie de ce dernier sont d'une aide précieuse pour l'auteur qui s'attaque alors à la colorisation des premiers albums de Tintin, à la demande des éditions Casterman.
La libération du pays le 3 septembre 1944 entraîne l'interruption du Soir et, partant, celle des Sept boules de cristal. Arrêté pour faits de collaboration, Hergé est alors empêché de toute publication.

### Intermittences (1944-1950)

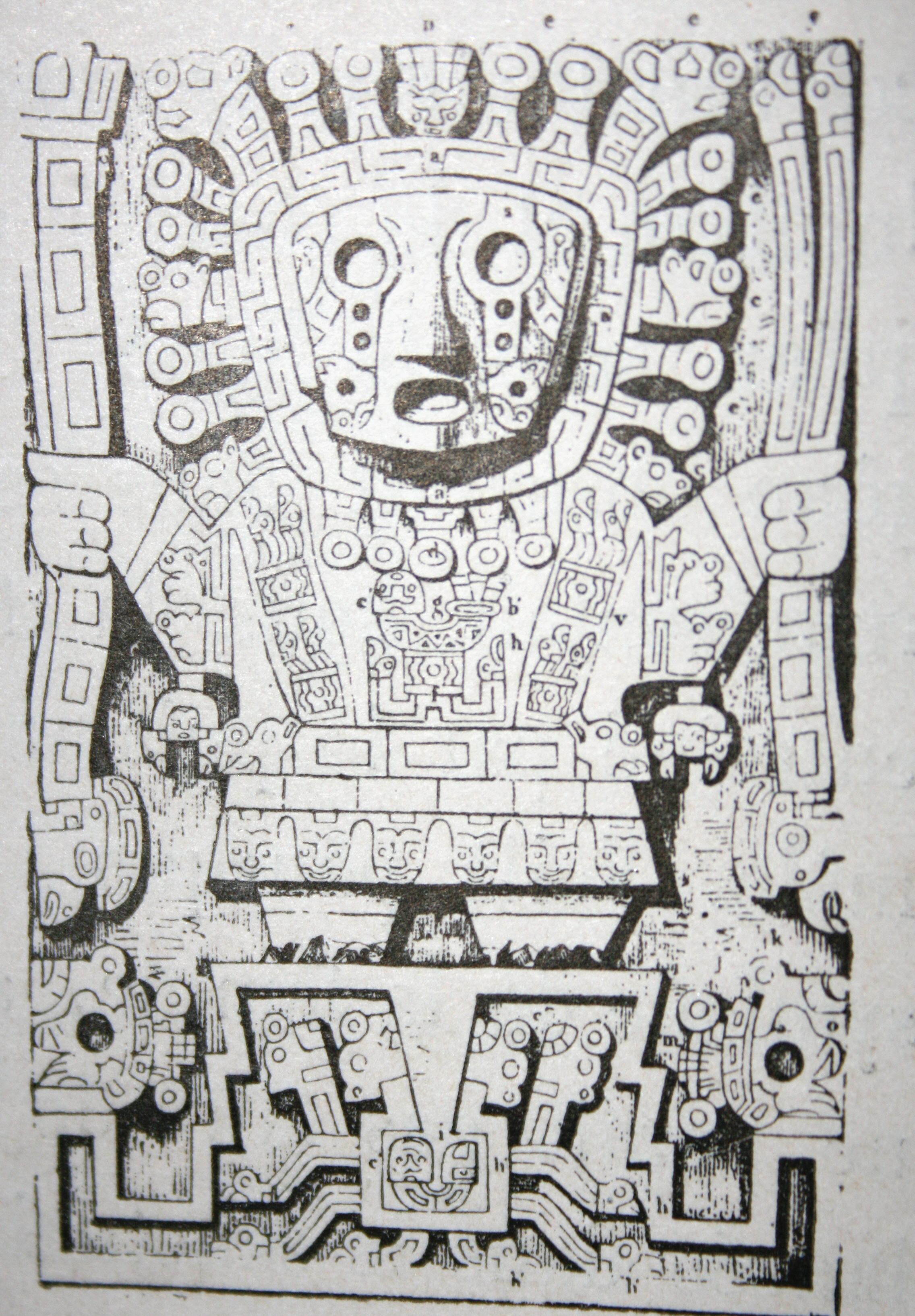
Bas-relief représentant le dieu Viracocha et qui inspire Hergé pour Le Temple du Soleil.

C'est durant cette période que se manifestent chez l'auteur les premiers signes d'un syndrome dépressif. Le 22 décembre 1945, la justice décide de n'entamer aucune poursuite à son encontre alors que d'autres journalistes du Soir ne bénéficient pas d'autant d'indulgence. Lavé de tous soupçons, Hergé obtient le certificat de civisme nécessaire à sa reprise du travail et s'associe à l'éditeur de presse et résistant Raymond Leblanc pour lancer le journal Tintin. La publication de ses aventures reprend, à commencer par Le Temple du Soleil, qui constitue la suite des Sept Boules de Cristal.

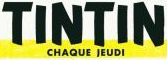
Logo du journal Tintin.

Hergé continue pourtant de subir des attaques quant à son attitude équivoque sous l'Occupation. Sensible à ces accusations, il s'enfonce dans la dépression tandis qu'au même moment, la collaboration cesse avec Edgar P. Jacobs, qui souhaite développer sa propre série. Guy Dessicy et Franz Jaguenau le remplacent et travaillent aux décors.
L'état dépressif d'Hergé l'amène à prendre du recul. Incapable de tenir le rythme de production qui était auparavant le sien, il doit interrompre pendant plusieurs semaines la publication du Temple du Soleil, et l'achèvement de l'histoire se fait « dans la douleur » pour son auteur et « tient du cauchemar ». La crise que traverse le dessinateur se double d'un certain désamour pour son pays, qui se traduit par un projet d'installation en Argentine au début de l'année 1948,.

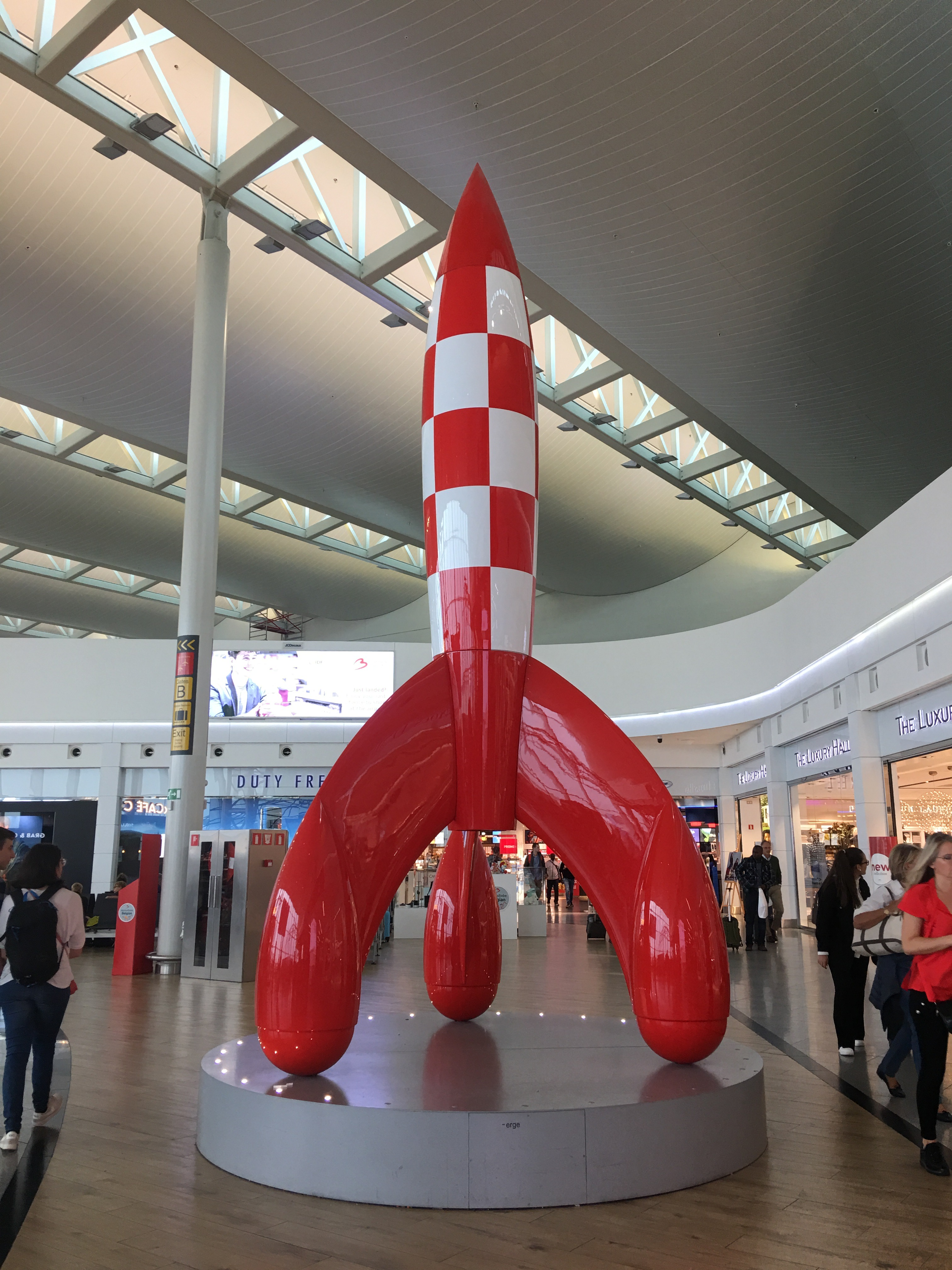
Une maquette de la fusée lunaire de Tintin installée dans l'aéroport de Bruxelles.

Ce projet avorté, Hergé parvient tant bien que mal à reprendre et terminer l'histoire de Tintin au pays de l'or noir, interrompue par la guerre, tout en y glissant le personnage du capitaine Haddock qui n'aurait pas dû figurer dans ce récit débuté avant sa première apparition,. La charge de travail auquel il s'astreint est bien trop importante : la réalisation des nouvelles planches et la refonte de ses précédents albums le conduisent au surmenage et ne font qu'aggraver sa santé mentale. Dès lors, Hergé est convaincu qu'il doit s'entourer d'une équipe. Plusieurs dessinateurs et scénaristes sont recrutés, parmi lesquels Bob de Moor et Jacques Martin, ce qui aboutit à la création des Studios Hergé au début de l'année 1950. Dès lors, la conception d'un nouvel album répond à une organisation très précise. Si le dessinateur se réserve les premières étapes de la création, à savoir la rédaction du scénario puis du storyboard et le crayonné, il confie ensuite le travail à son équipe. Bien qu'il assure l'encrage de tous les personnages, il délaisse les décors à ses assistants.
Hergé s'appuie également sur les conseils de certains de ses amis qui ne rejoignent pas les Studios mais l'aident dans son travail de recherche, comme l'écrivain Bernard Heuvelmans qui contribue à l'écriture du scénario du diptyque Objectif Lune et On a marché sur la Lune.

### Une icône internationale (1950-1959)

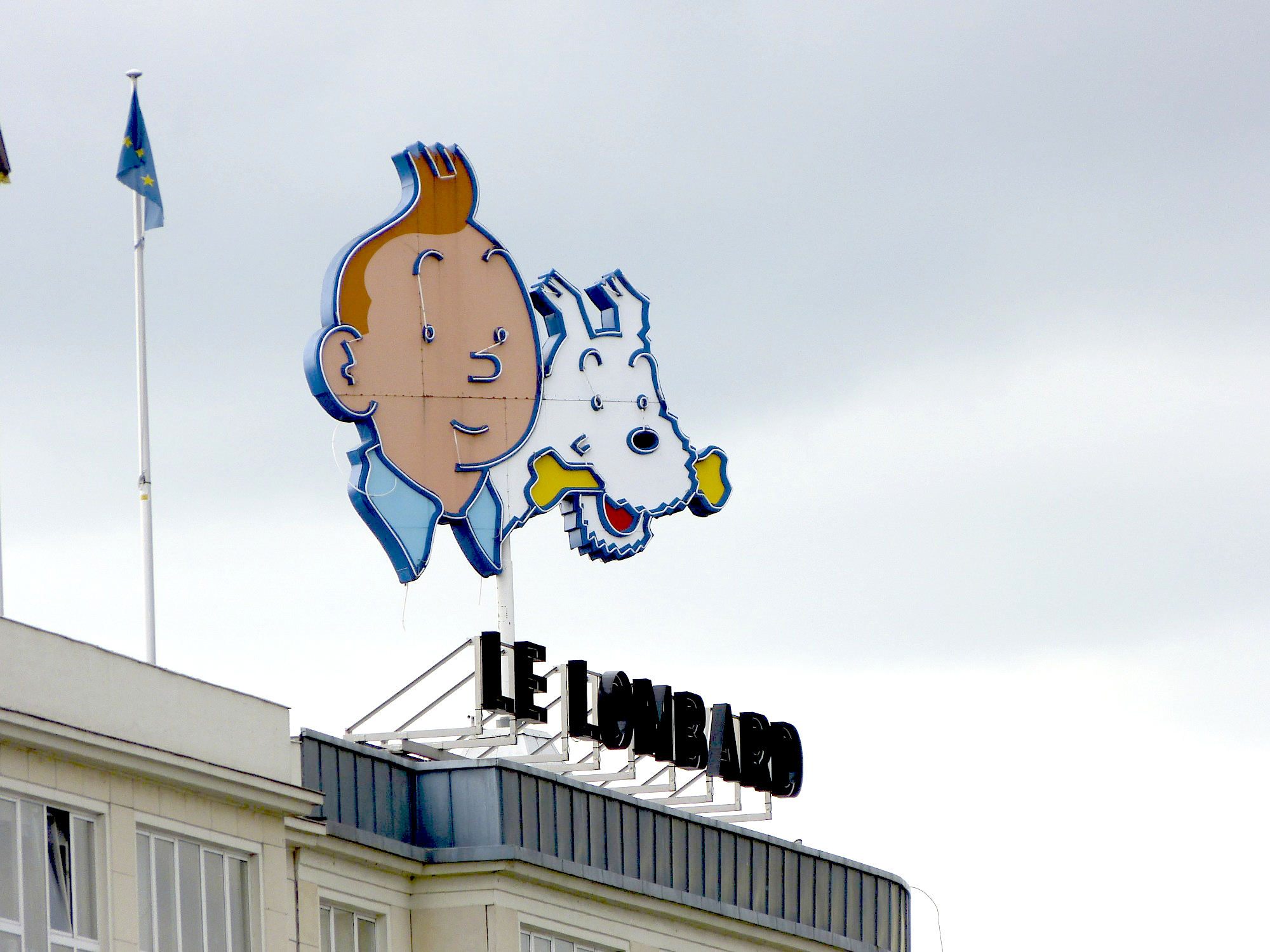
À Bruxelles, l'enseigne lumineuse géante au sommet de l'« immeuble Tintin », siège des éditions Le Lombard, est le symbole du succès de Tintin dans les années 1950.

Au cours des années 1950 et au début des années 1960, Tintin devient une véritable icône internationale. Les ventes d'albums de la série s'accroissent et Tintin conquiert de nouveaux marchés,. Au milieu des années 1960, 1,5 million d'albums s'écoulent chaque année, tandis que Tintin en Amérique, On a marché sur la Lune et Le Trésor de Rackham le Rouge dépassent tous les trois le million d'exemplaires vendus depuis leur sortie. En parallèle, les Studios Hergé s'installent dans des locaux plus vastes et Raymond Leblanc travaille à l'implantation du premier magasin Tintin à Bruxelles.
L'Affaire Tournesol, dont la parution commence le 23 décembre 1954, est considéré comme un des sommets de l'œuvre d'Hergé. Avec cette aventure, l'auteur poursuit le rapprochement du monde de Tintin avec les sciences et les technologies de pointe, inauguré par l'aventure lunaire, et livre un véritable « thriller de la guerre froide », notamment salué pour « la richesse du thème, la rapidité des enchaînements, la science du cadrage et l'art du dialogue ». Cet album, éminemment politique, offre en quelque sorte une synthèse critique du totalitarisme en bande dessinée.
Dans la foulée, Coke en stock, un récit « complexe, ambigu, quasi labyrinthique » selon l'expression de Benoît Peeters, propose une vigoureuse dénonciation de l'esclavagisme. Tintin renoue ainsi avec sa quête de justice et de défense des opprimés. Surtout, il est sans doute l'album où Hergé va le plus loin dans la mise en scène de son univers, par le rappel de nombreux personnages secondaires,. Il précède Tintin au Tibet, l'album le plus personnel de l'auteur qu'il qualifie lui-même de « chant dédié à l'Amitié » et qui apparaît comme un « instantané biographique du créateur au tournant de son existence ».
Sa dépression étant de plus en plus marquée, Hergé est soumis à des « rêves blancs » qui le hantent la nuit. Il prend l'initiative de consulter un psychanalyste zurichois qui lui conseille de cesser le travail pour vaincre ses démons intérieurs, mais il s'y refuse, et l'achèvement de Tintin au Tibet agit finalement comme une sorte de thérapie. Le blanc est d'ailleurs omniprésent dans l'album, à mesure que Tintin gagne en altitude pour sauver son ami Tchang. L'album marque une rupture dans la série car pour la première fois le héros n'est confronté à aucun méchant : il ne s'agit plus pour lui de conduire une enquête policière mais bien une quête spirituelle. Sans renoncer au registre comique, porté par le capitaine Haddock, Hergé confère à son héros un visage plus humain et plus émouvant. Avec Tintin au Tibet, Hergé atteint une « dimension philosophique et spirituelle inégalée dans les autres albums de la série ».

### Derniers albums et œuvre inachevée (1960-1983)

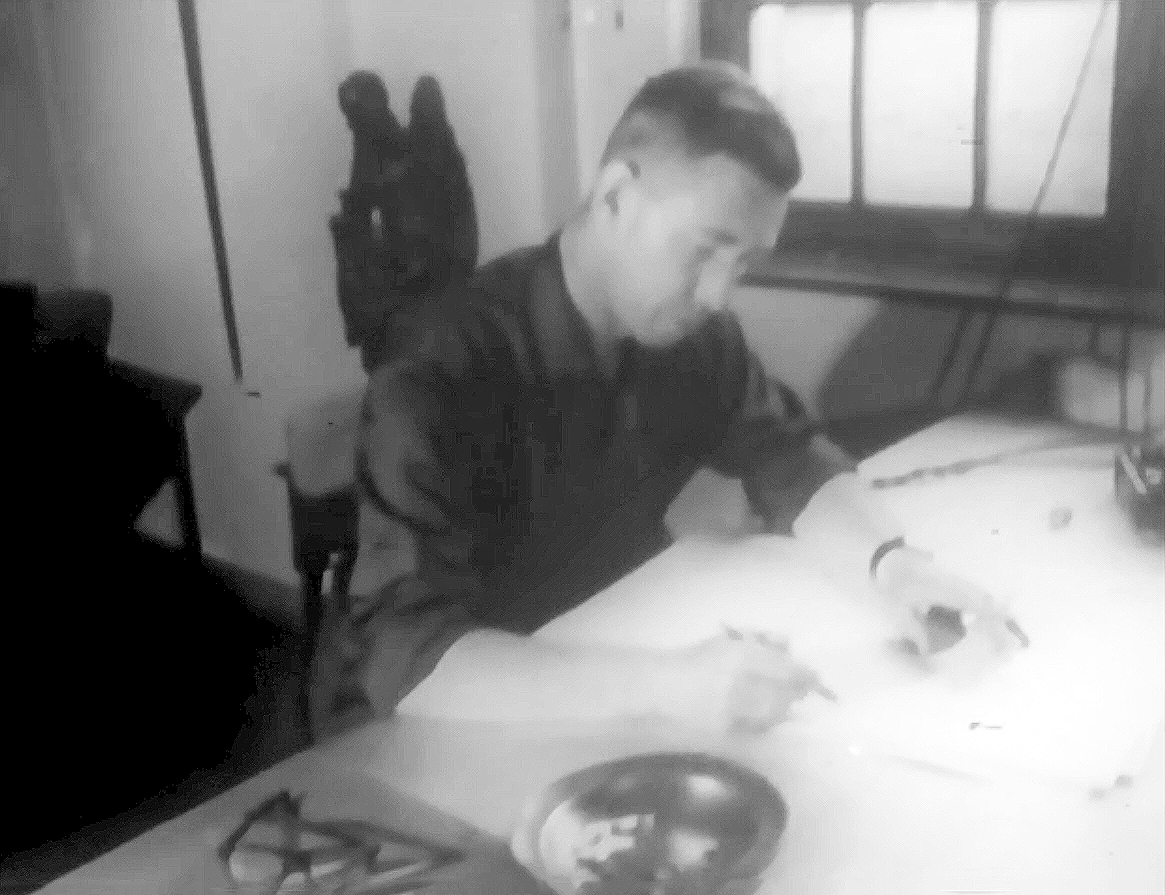
Hergé travaillant sur une planche des Bijoux de la Castafiore sur sa table à dessin, en 1962, dans sa maison de Céroux-Mousty.

Avec l'album Les Bijoux de la Castafiore, Hergé bouscule les codes de la série et entame un processus de déconstruction de l'univers de Tintin. L'auteur renonce à l'exotisme et développe une histoire qui possède une unité de lieu. Le château de Moulinsart est le théâtre de cette « anti-aventure », où « l'histoire elle-même n'est qu'un trompe-l'œil » mais qui rencontre pourtant un grand succès populaire. Plus encore, grâce au génie de l'auteur qui parvient à mélanger « le comique et l'absurde avec un sens aigu du dosage le plus subtil », l'album est salué par de nombreux intellectuels, dont le philosophe Michel Serres, qui en fait une analyse dans la revue Critique, ou l'écrivain Benoît Peeters, qui lui consacre entièrement un essai.
Si les ventes d'albums de Tintin ne cessent de croître, leur rythme de production s'essouffle, Hergé ne pouvant cacher une certaine lassitude à l'égard de son héros. Poussé par la concurrence grandissante d'un autre personnage phare de la bande dessinée francophone, Astérix, il se lance dans l'écriture d'une nouvelle aventure, Vol 714 pour Sydney, dont la construction est laborieuse. Si l'auteur assouvit dans cette histoire son goût pour l'ésotérisme et les phénomènes paranormaux, l'album est plutôt jugé négativement par la critique.
À cette époque, les Studios Hergé s'occupent principalement de la refonte des anciens albums, le plus souvent à la demande de l'éditeur. Des corrections sont apportées à L'Île Noire pour gagner en réalisme, tandis que Coke en stock subit des modifications pour contrer les accusations de racisme. C'est surtout Tintin au pays de l'or noir qui est modifié en profondeur. Le récit, écrit à l'aube de la Seconde Guerre mondiale, évoquait la lutte entre des groupes terroristes juifs et des soldats britanniques présents en Palestine, ce qui n'est plus d'aucune actualité trente ans plus tard. Hergé souhaite donc apporter un caractère intemporel et universel à son album et remplace ce conflit par un affrontement entre les partisans de l'émir Ben Kalish Ezab et ceux de son rival, le cheikh Bab el Ehr, au sujet de l'exploitation des champs pétroliers du Khemed.
La parution de Tintin et les Picaros commence en 1975, soit huit ans après l'aventure précédente. Pour de nombreux spécialistes, cet album est un échec : Benoît Peeters estime qu'il n'ajoute rien à la gloire ni au génie de l'auteur, quand Pierre Assouline considère qu'il s'agit d'un « album de trop ». Les critiques portent autant sur l'intrigue, qualifiée de relâchée et sans relief, que sur le graphisme jugé parfois maladroit. Du moins nous apprend-il, après quatorze histoires et trente-cinq ans après sa naissance, en 1940, le prénom du capitaine Haddock : Archibald. Hergé dessine également le personnage du général Tapioca, jusque-là simplement mentionné dans L'Oreille cassée, Les Sept Boules de cristal et Coke en stock.
Mais l'œuvre d'Hergé demeure pour toujours inachevée : diminué par la maladie quand il commence la rédaction de Tintin et l'Alph-Art, le dessinateur meurt le 3 mars 1983 sans avoir pu la terminer. Fanny Rodwell, sa seconde épouse et légataire universelle de son œuvre, accepte que l'album soit publié, à la seule condition qu'il le soit dans l'état laissé à la mort de son créateur. En cela, le souhait d'Hergé, qui ne voulait pas que son héros lui survive, est respecté.

## Publications

### Ensemble des œuvres

#### Série complète
La série comprend au total 24 albums, dont 22 contiennent 62 pages. Tintin au pays des Soviets comporte 108 planches, tandis que Tintin et l'Alph-Art, inachevé à la mort d'Hergé en 1983, ne contient que 42 planches dans les deux versions proposées en 1986 et 2004 à partir des esquisses préparatoires du dessinateur.
La série comporte quatre diptyques : Les Cigares du pharaon et Le Lotus bleu, Le Secret de La Licorne et Le Trésor de Rackham le Rouge, Les Sept Boules de cristal et Le Temple du Soleil, Objectif Lune et On a marché sur la Lune. Le degré d'autonomie de chaque épisode est cependant variable : si le mystère posé dans Les Cigares du pharaon n'est résolu qu'après la mise hors d'état de nuire d'une bande de trafiquants à la fin du Lotus bleu, la diversité des lieux visités et la richesse documentaire plus importante du deuxième album séparent ces deux aventures. À l'inverse, les autres diptyques sont conçus dès le départ comme une seule et même histoire.
Les dates mentionnées ci-dessous sont celles de la première édition en album. Les trois premiers albums ont été publiés aux éditions du Petit Vingtième, à Bruxelles, et les autres, chez Casterman, à Tournai. Les scénarios et dessins sont de Hergé. Pour les quatorze premiers albums, la couleur est d’Edgar P. Jacobs.

##### Liste desAventures de Tintin
| Numéro | Titre                         | Pré-publication                                                 | Journal                       | Parution en album         |
| ------ | ----------------------------- | --------------------------------------------------------------- | ----------------------------- | ------------------------- |
| 1      | Tintin au pays des Soviets    | 10 janvier 1929 - 8 mai 1930                                    | Le Petit Vingtième            | 1930 (NB), 2017 (couleur) |
| 2      | Tintin au Congo               | 5 juin 1930 - 11 juin 1931                                      | Le Petit Vingtième            | 1931 (NB), 1946 (couleur) |
| 3      | Tintin en Amérique            | 3 septembre 1931 - 20 octobre 1932                              | Le Petit Vingtième            | 1932 (NB), 1946 (couleur) |
| 4      | Les Cigares du pharaon        | 8 décembre 1932 - 8 février 1934                                | Le Petit Vingtième            | 1934 (NB), 1955 (couleur) |
| 5      | Le Lotus bleu                 | 9 août 1934 - 17 octobre 1935                                   | Le Petit Vingtième            | 1936 (NB), 1946 (couleur) |
| 6      | L'Oreille cassée              | 5 décembre 1935 - 25 février 1937                               | Le Petit Vingtième            | 1937 (NB), 1943 (couleur) |
| 7      | L'Île Noire                   | 15 avril 1937 - 16 juin 1938                                    | Le Petit Vingtième            | 1938 (NB), 1943 (couleur) |
| 8      | Le Sceptre d'Ottokar          | 4 août 1938 - 10 août 1939                                      | Le Petit Vingtième            | 1939 (NB), 1947 (couleur) |
| 9      | Le Crabe aux pinces d'or      | 17 octobre 1940 - 18 octobre 1941                               | Le Soir-Jeunesse, Le Soir     | 1941 (NB), 1943 (couleur) |
| 10     | L'Étoile mystérieuse          | 20 octobre 1941 - 22 mai 1942                                   | Le Soir                       | 1942                      |
| 11     | Le Secret de La Licorne       | 11 juin 1942 - 14 janvier 1943                                  | Le Soir                       | 1943                      |
| 12     | Le Trésor de Rackham le Rouge | 19 février - 23 septembre 1943                                  | Le Soir                       | 1945                      |
| 13     | Les Sept Boules de cristal    | 16 décembre 1943 - 2 septembre 1944                             | Le Soir, Le Journal de Tintin | 1948                      |
| 14     | Le Temple du Soleil           | 26 septembre 1946 - 22 avril 1948                               | Le Journal de Tintin          | 1949                      |
| 15     | Tintin au pays de l'or noir   | 16 septembre 1948 - 23 février 1950                             | Le Journal de Tintin          | 1950                      |
| 16     | Objectif Lune                 | 30 mars - 7 septembre 1950 puis 9 avril 1952 - 30 décembre 1953 | Le Journal de Tintin          | 1953                      |
| 17     | On a marché sur la Lune       | 30 mars - 7 septembre 1950 puis 9 avril 1952 - 30 décembre 1953 | Le Journal de Tintin          | 1954                      |
| 18     | L'Affaire Tournesol           | 22 décembre 1954 - 22 février 1956                              | Le Journal de Tintin          | 1956                      |
| 19     | Coke en stock                 | 31 octobre 1956 - 1er janvier 1958                              | Le Journal de Tintin          | 1958                      |
| 20     | Tintin au Tibet               | 17 septembre 1958 - 25 novembre 1959                            | Le Journal de Tintin          | 1960                      |
| 21     | Les Bijoux de la Castafiore   | 4 juillet 1961 - 4 septembre 1962                               | Le Journal de Tintin          | 1963                      |
| 22     | Vol 714 pour Sydney           | 27 septembre 1966 - 28 novembre 1967                            | Le Journal de Tintin          | 1968                      |
| 23     | Tintin et les Picaros         | 16 septembre 1975 - 13 avril 1976                               | Le Journal de Tintin          | 1976                      |
| 24     | Tintin et l'Alph-Art          | aucune (récit inachevé)                                         |                               | 1986                      |

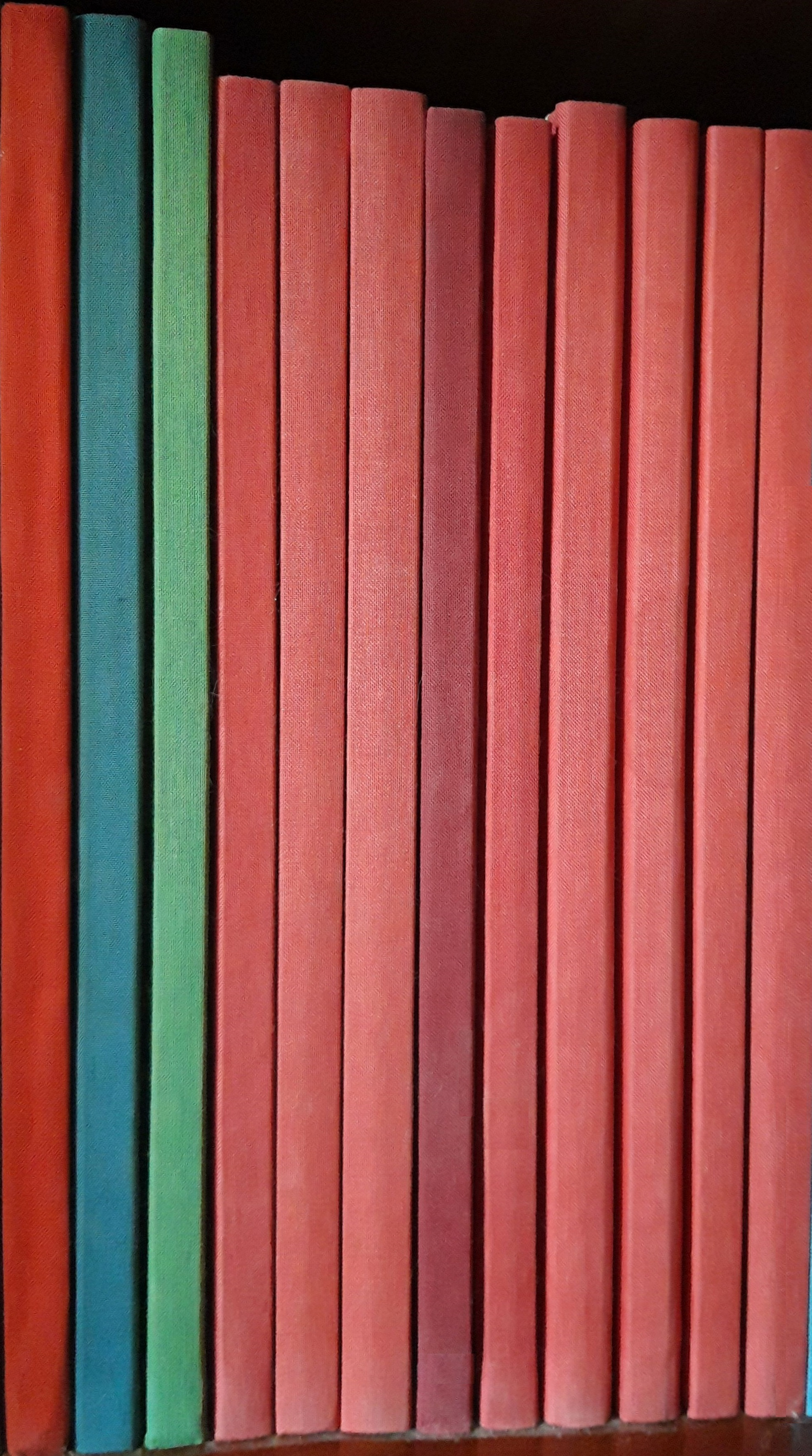
Fac-similés noir et blanc d'avant-guerre.
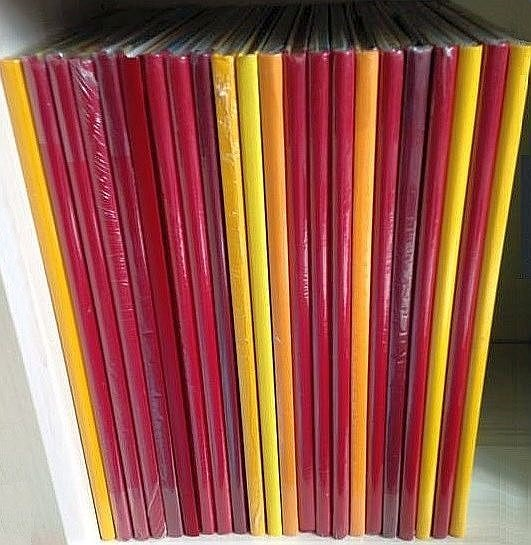
Fac-similés couleurs des années 1950-1960.
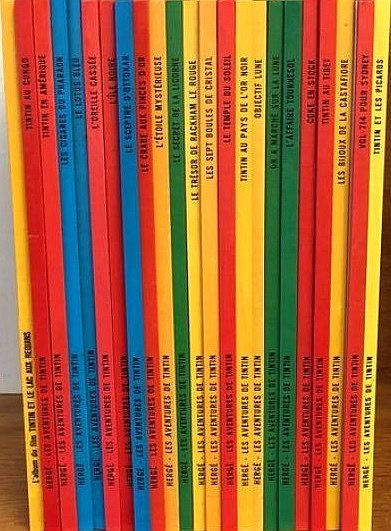
Collection des années 1970-2000.
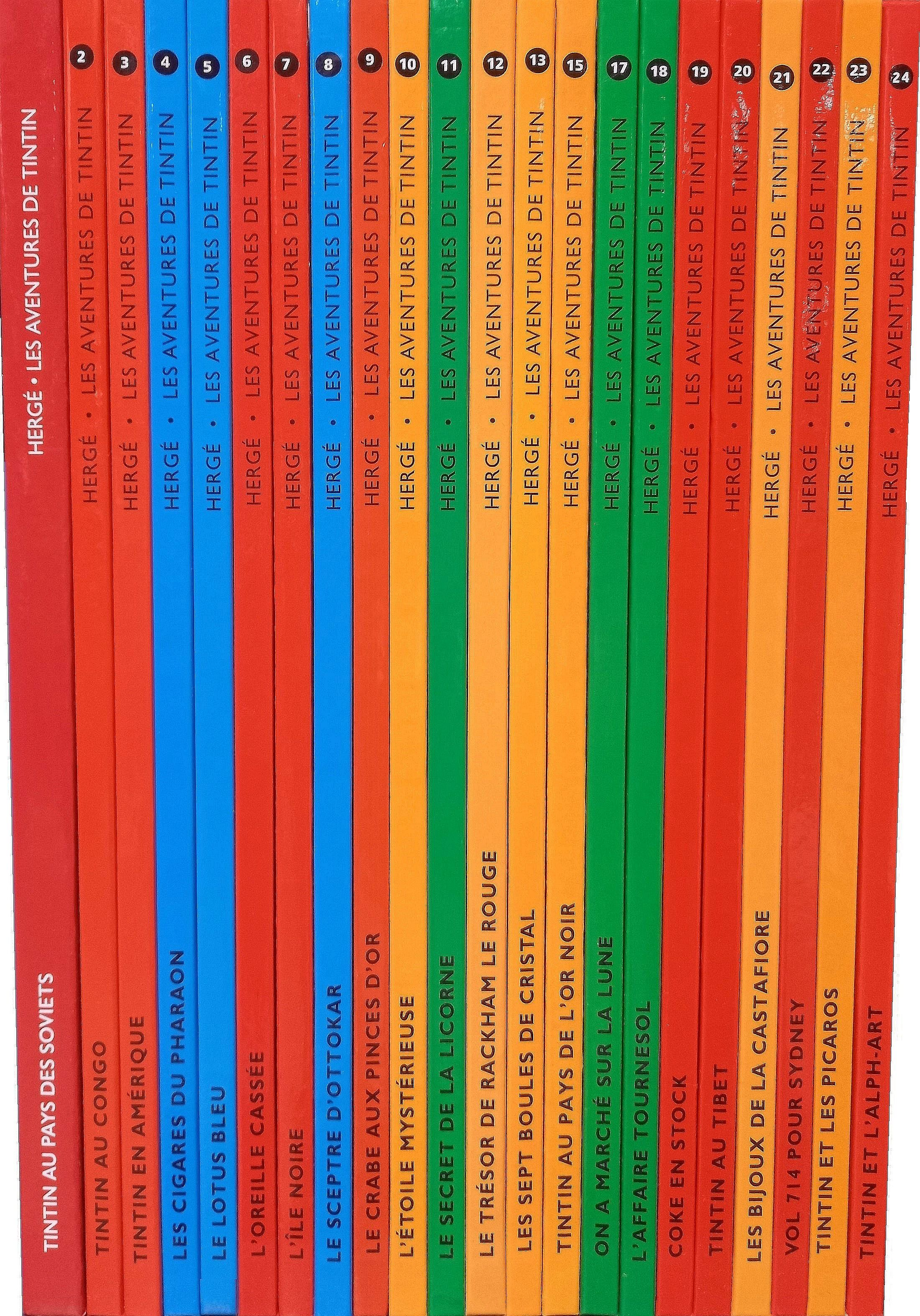
Collection des années 2010.

Les 22 albums canoniques (de Tintin au Congo à Tintin et les Picaros) représentent au total 15 000 cases et 1 364 planches.

#### Projets inachevés et jamais édités
- La Piste indienne (1958)[32] : projet inachevé dans lequel Hergé désirait traiter la problématique des Indiens d'Amérique avec des éléments plus sérieux que dans Tintin en Amérique.
- Nestor et la justice (1958)[32] : projet d'aventure dans laquelle Nestor est accusé de meurtre.
- Les Pilules (1960) : à court d'inspiration, Hergé a demandé à Greg de lui écrire un scénario. Celui-ci a finalement été abandonné, Hergé préférant la liberté de créer seul ses histoires.
- Tintin et le Thermozéro (1960) : continuation, toujours avec Greg, du projet des Pilules, reprenant la trame de ce dernier. Également abandonné pour les mêmes raisons. Un peu moins d'une dizaine de planches crayonnées ont été dessinées.
- Lors du cocktail de présentation de Vol 714 pour Sydney dans les locaux parisiens de Qantas, compagnie aérienne australienne, Jacques Bergier, qui a inspiré le personnage de Mik Ezdanitoff, propose à Hergé un sujet le remettant en scène : « On apprendrait un jour que Tournesol a remplacé Einstein à l'université de Princeton, et qu'il a là une chaire de sémiologie, la science de la science, la science de l'expression. Je présenterais le professeur Tournesol en lui apportant mon hommage, et ce pourrait être le point de départ de nouvelles aventures à la découverte de la science absolue »[33].
- Un jour d'hiver, dans un aéroport (1976-1980) : projet d'aventure se déroulant uniquement dans un aéroport, fréquenté par un bon nombre de personnages pittoresques. Le scénario prévoyait que la lecture pouvait commencer à n'importe quelle page de l'album et s'achever 61 pages plus loin[34]. Abandonné au profit de l'Alph-art.

#### Autres publications et dérivés

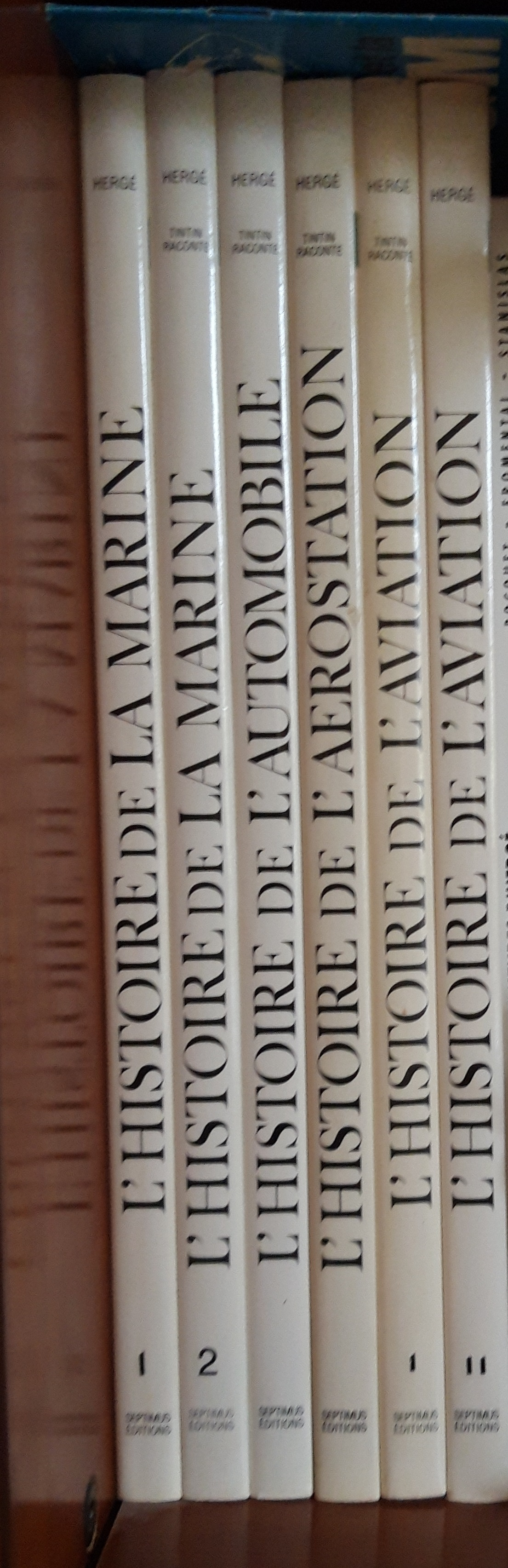
Chromos Hergé et studios.

- Tintin et le Mystère de La Toison d'or (1962), adapté du film en prises de vues réelles du même nom. Constitué de photos extraites du film, suivi d'une version BD entièrement dessinée par les studios Hergé.
- Tintin et les Oranges bleues (1965), adapté du film en prises de vues réelles homonyme (sorti le 18 décembre 1964). Constitué de photos extraites du film, suivi d'une version BD entièrement dessinée par les studios Hergé.
- Tintin et la Société générale des minerais (1970), livre broché de 50 pages, édité par Publiart (Guy Decissy) et Casterman, adapté du court-métrage d'animation homonyme produit par Belvision la même année (cases extraites du film[35]).
- Tintin et le Lac aux requins (1972), adapté du film d'animation homonyme. Scénario de Greg. Les cases des planches sont extraites du film. Il existe une version entièrement dessinée par les studios Hergé.
- Les Aventures de Tintin : Le Secret de La Licorne (2011), de Steven Spielberg, adapté du film homonyme et constitué de photos extraites du film.
- Portfolio :
- Portraits « Tintin », Casterman, 1966
- Histoires :
- Dupont et Dupond détectives, Le Soir, éd. Rombaldi tome 6, 1943 Scénario : Paul Kinnet - Dessin : Hergé
- Tintin et Milou chez les Toréadors, Cœurs Vaillants, 1947 Scénario : Jean Roquette - Dessin et couleurs :
- En septembre 1944, peu de temps avant la Libération de Bruxelles, Hergé et Edgar P. Jacobs décident de réaliser une série de cartes postales qui constitueraient une encyclopédie sur des thèmes précis. Chaque carte sera accompagnée par le personnage de Tintin vêtu d'un costume approprié. Le projet est reporté à l'automne 1946 au sein du Journal de Tintin et publié dans la rubrique documentaire. Entre 1946 et 1950, apparaissent les Entretiens du Capitaine Haddock sur l'histoire de la marine. À partir de 1950, les éditions du Lombard font éditer des chromos en couleurs indépendamment du journal, offerts en échange de l'achat de « timbres Tintin »[36]. Sept collections sont lancées : l'histoire de l'aérostation, le chemin de fer, l'histoire de l'automobile, l'aviation en 1939-1945, l'histoire de la marine des origines à 1700, puis de 1700 à 1850[37]. Une dernière collection sur l'histoire des costumes et des guerriers est envisagée mais le projet est abandonné[38].
- Les Studios Hergé publient de nombreuses cartes postales mettant en scène les personnages des Aventures de Tintin. Au cours des années 1940, Hergé envoyait épisodiquement des cartes de vœux aux lecteurs. Par contre, à partir de 1950, chaque nouvel an, une carte de vœux est systématiquement dessinée. Aux cartes de style classique des premières années, les années suivantes se montrent particulièrement inventives : les personnages sont représentés sur une sorte de vitrail médiéval (1967), une mosaïque byzantine (1963) ou encore une fresque égyptienne (1978)[39].
- Jouons avec Tintin :

T1- à Moulinsart
T2- en Syldavie

### Historique des publications

#### Publications en feuilleton dans la presse

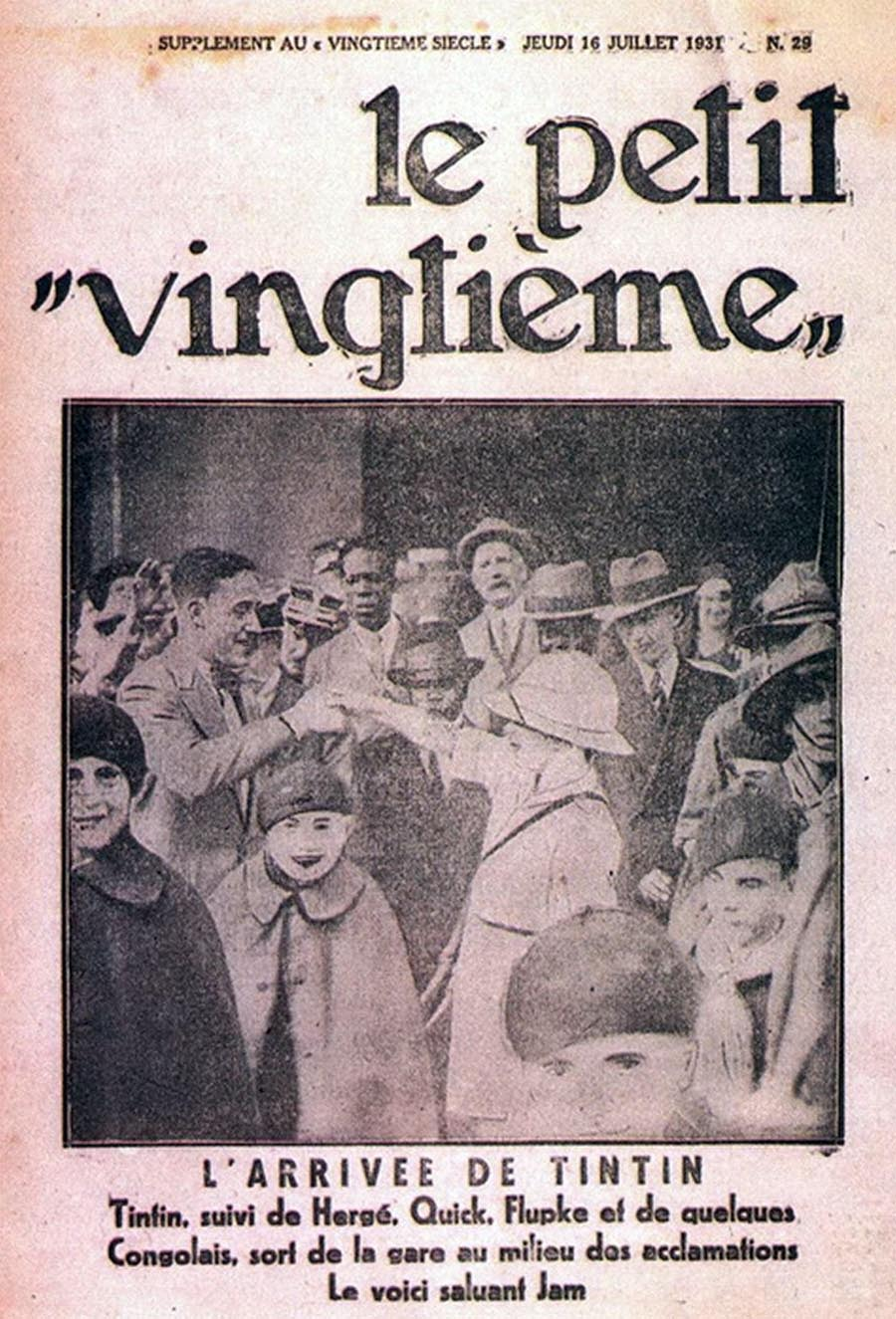
Tintin de retour du Congo en une du Petit Vingtième le 16 juillet 1931.

Les Aventures de Tintin ont toutes connu une prépublication dans la presse avant d'être éditées en albums, à l'exception du dernier récit, inachevé à la mort d'Hergé, Tintin et l'Alph-Art. La série est créée en 1929 dans Le Petit Vingtième, le supplément hebdomadaire pour la jeunesse du quotidien catholique, nationaliste et conservateur belge Le Vingtième Siècle,, et c'est dans cette revue que l'ensemble des histoires écrites avant la Seconde Guerre mondiale sont publiées. L'invasion de la Belgique par les troupes allemandes en mai 1940 interrompt la parution du journal et, de fait, celle du récit en cours, Tintin au pays de l'or noir,.
En octobre 1940, Hergé reprend ses activités dans Le Soir, un quotidien dont le tirage est près de vingt fois supérieur à celui du Petit Vingtième, avec Le Crabe aux pinces d'or. L'histoire paraît d'abord de façon hebdomadaire dans un supplément, Le Soir-Jeunesse, puis quotidiennement dans Le Soir à partir de septembre 1941. Le journal publie les aventures suivantes jusqu'à sa suspension en septembre 1944 après l'entrée des armées alliées dans Bruxelles. La publication du récit en cours, Les Sept Boules de cristal ne peut continuer durant les deux années qui suivent car Hergé, comme d'autres journalistes ayant exercé sous l'occupation, est empêché de poursuivre son activité professionnelle. Elle ne reprend qu'en septembre 1946 dans le premier numéro du magazine Tintin, un nouvel hebdomadaire créé par Raymond Leblanc.
C'est dans ce même journal que paraissent les aventures jusqu'à la mort du dessinateur.
Les différentes aventures connaissent également des publications dans des journaux et des revues du monde entier. Avant la Seconde Guerre mondiale, c'est d'abord en France, dans l'hebdomadaire Cœurs vaillants, que la série est reprise dès 1930, puis en Suisse à partir de 1932 dans L'Écho illustré,. En 1936, le journal portugais O Papagaio offre à Tintin sa première traduction et sa première mise en couleur.

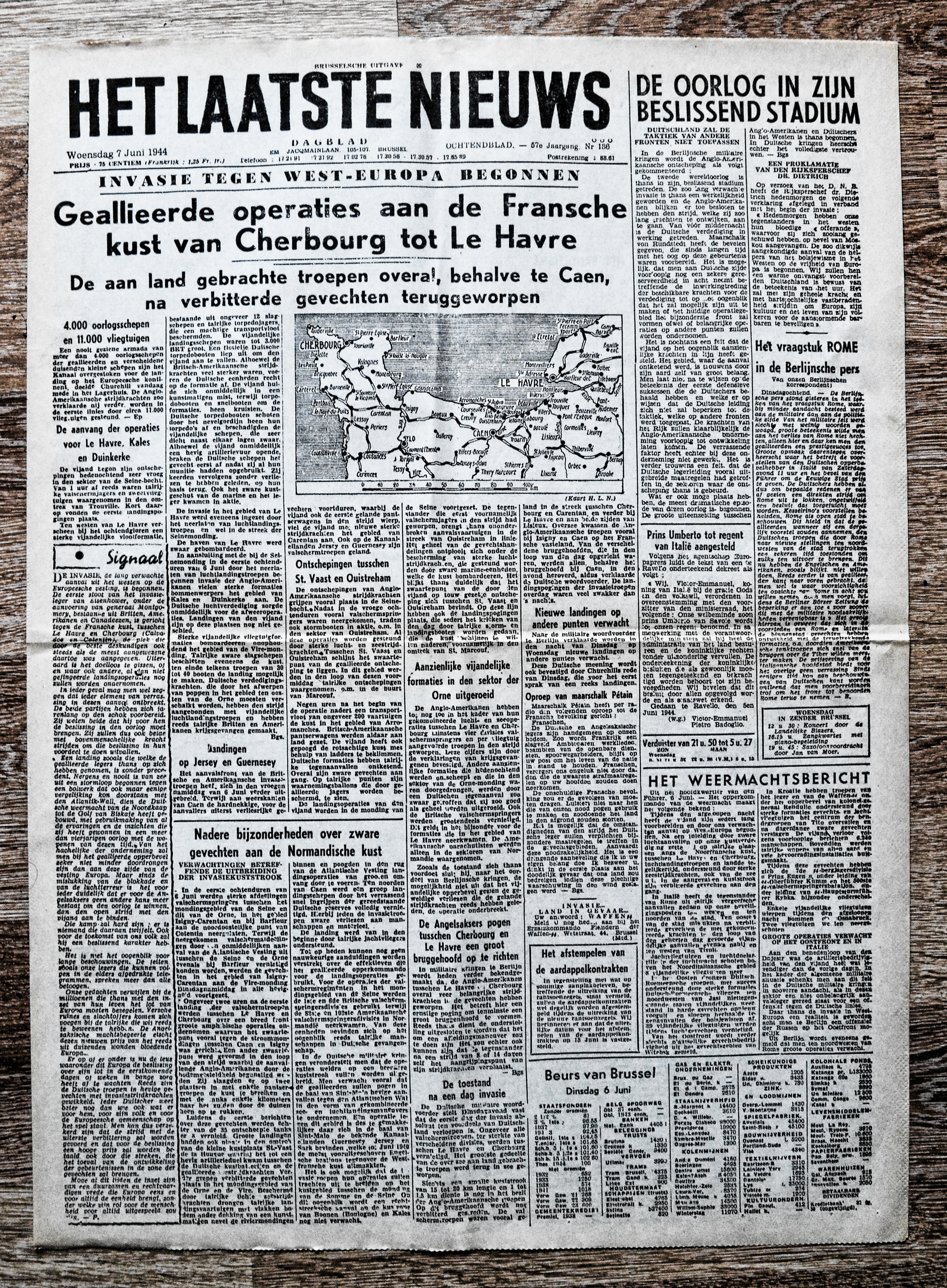
Het Laatste Nieuws (ici du 7 juin 1944) ouvre Tintin au lectorat flamand.

En 1940, le héros d'Hergé fait son entrée dans la presse néerlandophone de Belgique, via une parution régulière dans le quotidien flamand Het Laatste Nieuws, avant de connaître une large diffusion et un succès international à partir des années 1950. Les Aventures de Tintin sont diffusées dans les pays nordiques dès 1948, et c'est à cette période que se développent également les premiers albums en langues étrangères, pour atteindre plus de 100 traductions dans les années 2010, dont de nombreux dialectes ou langues régionales.

#### Éditions en albums
Après leur parution en feuilleton, Les Aventures de Tintin sont publiées en albums par l'éditeur belge Casterman, à l'exception des trois premiers édités par Le Petit Vingtième,. Les neuf premières aventures sont d'abord commercialisées en noir et blanc. En 1942, L'Étoile mystérieuse est la première histoire publiée directement en couleurs, avant qu'Hergé n'entame un long travail de colorisation de ses premiers récits, à la demande de son éditeur. Seul Tintin au pays des Soviets, dont une version colorisée est publiée seulement en 2017, échappe à ce travail de refonte.
La mise en couleurs offre à l'auteur la possibilité d'opérer des retouches qui ont pour but, le plus souvent, de gommer certaines erreurs ou approximations, comme dans L'Île Noire qui connaît trois versions, mais il s'agit aussi pour Hergé de proposer un récit plus neutre politiquement : c'est le cas de L'Étoile mystérieuse, qui a pu être interprétée comme une œuvre antisémite, et de Tintin au pays de l'or noir, dont le scénario est profondément remanié.

#### Traductions

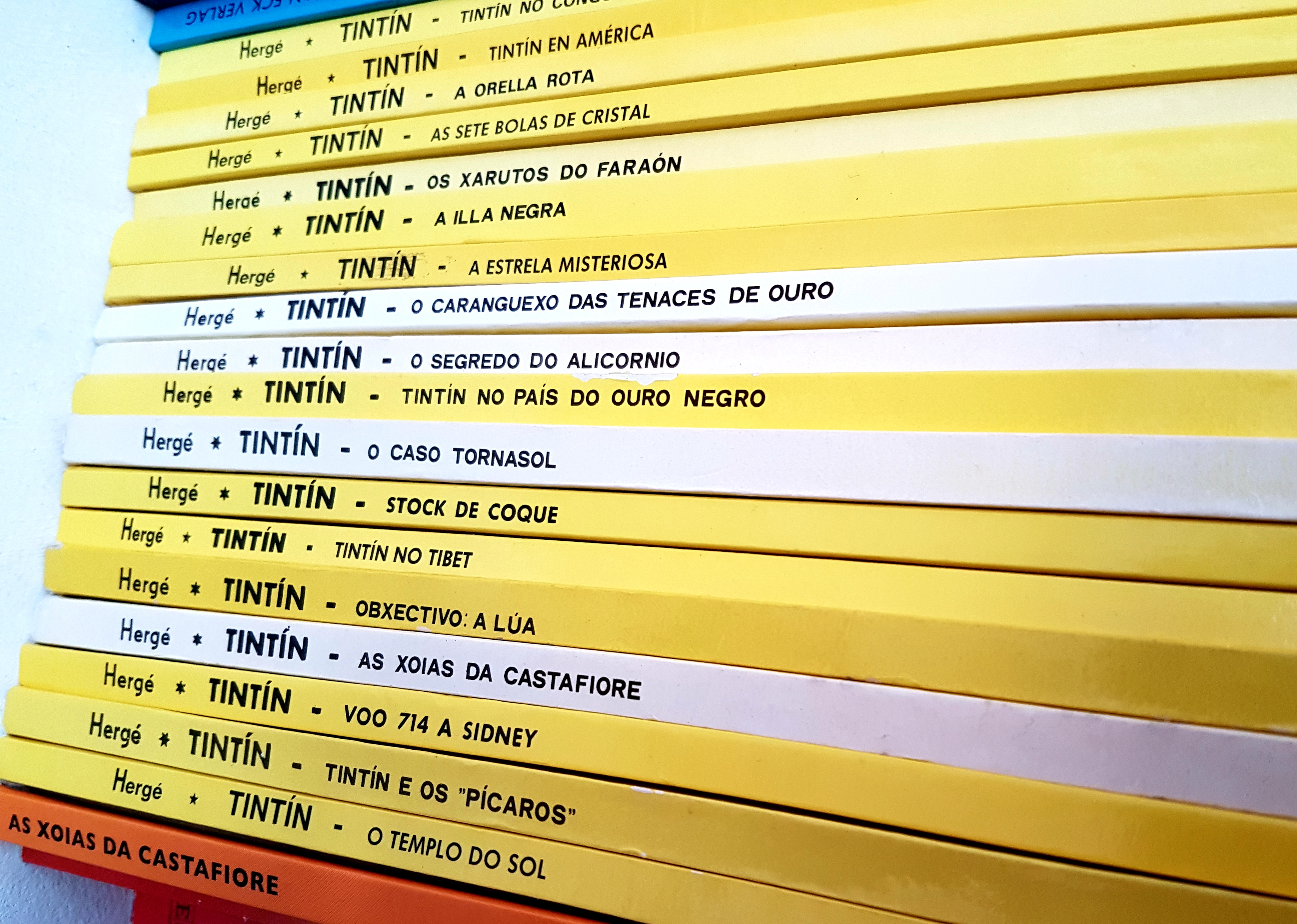
Des albums de Tintin traduits en galicien.

Jusqu'à la Seconde Guerre mondiale, les albums de Tintin paraissent uniquement en français, mais en 1946, une première traduction en néerlandais est proposée par Casterman, à destination du lectorat flamand de Belgique mais aussi des Pays-Bas. L'Oreille cassée, L'Île Noire et Le Secret de La Licorne sont les premières aventures concernées. Entre 1946 et 1947, tous les albums en couleurs déjà parus en français sont édités et, à partir de cette date, tous les nouveaux albums paraissent simultanément en français et en néerlandais. En 1952, les albums sont traduits en allemand, en anglais et en espagnol, à commencer par le diptyque formé par Le Secret de La Licorne et Le Trésor de Rackham le Rouge. Ces éditions rencontrent un faible succès et seules les traductions en allemand se poursuivent, pour un total de douze titres en 1963.
Dès la fin des années 1950, Casterman signe des accords avec plusieurs partenaires étrangers : en 1958, les éditions Methuen publient plusieurs albums au Royaume-Uni, de même que les éditions Juventud en Espagne. L'année suivante, Golden Press sort plusieurs titres aux États-Unis, puis à partir de 1960, les Aventures de Tintin sont diffusées en Suède par Bonniers förlag et au Danemark par Illustrations Forlaget. En 1961, la société WSOY prend en charge la diffusion en Finlande, de même que les éditions Flamboyant au Brésil. Le succès de ces traductions est encore relatif, si bien que certains éditeurs abandonnent rapidement leur production.
C'est à partir de la fin des années 1960 que la diffusion internationale des Aventures de Tintin prend son envol : de nouvelles traductions paraissent en italien, en grec et en norvégien, mais également en arabe (Égypte et Liban), en afrikaans, en malais, en indonésien, en iranien ou encore en hébreu. Dès lors, les traductions se multiplient, y compris en langues régionales, avec des traductions en basque et en breton dans les années 1970, puis celle des Bijoux de la Castafiore en picard tournaisien en 1980. La plupart de ces traductions sont réalisées par des associations culturelles qui se chargent du financement et de la promotion de l'album avec l'aval de Casterman.
De même, les noms des personnages sont traduits ou adaptés selon les langues, tout autant que les jurons du capitaine Haddock, à la fois pour des raisons de prononciation et pour préserver l'aspect humoristique de certains noms. En 2001, la traduction en mandarin de Tintin au Tibet fait naître une polémique : le titre choisi par l'éditeur, « Tintin au Tibet chinois », provoque les vives protestations de Fanny Rodwell, qui menace de cesser toute collaboration avec l'éditeur chinois. 10 000 exemplaires sont imprimés, avant que l'album ne soit finalement retiré de la circulation et réédité sous son titre original.
En 2014, la barre des 100 traductions est franchie, un chiffre en constante augmentation avec plus de 120 langues et dialectes en 2019. Le nombre de traductions doit cependant être relativisé : d'une part, qu'un album ait été traduit à un moment donné n'implique pas que cette édition soit encore disponible des années plus tard, d'autre part, tous les albums ne sont pas traduits dans toutes langues. Au reste, en 2020, Hergé figure au huitième rang parmi les écrivains d'expression française les plus traduits au monde.

## Personnages
Au fil des aventures, Hergé introduit des éléments de cohérence entre ses albums afin de donner à son œuvre une « apparence massive, compacte et cohérente ». En premier lieu, il reprend un procédé mis au point par de grands auteurs du XIXe siècle comme Honoré de Balzac, en faisant revenir dans chaque aventure des personnages, parfois très secondaires, pour constituer un univers riche, cohérent et vivant, doté d'une continuité,. Le dessinateur crée donc une foule de personnages reconnaissables au premier coup d'œil et, selon Pierre Sterckx, « sa galerie de portraits vivants s'ajoute à celle de Rabelais, des Lewis Carroll, Molière et Balzac ».
De plus, le retour de mêmes personnages « offre au dessinateur à la fois le moyen de ne pas sombrer dans la redondance en créant de nouveaux personnages trop proches des anciens et celui d'affiner la psychologie des figures déjà existantes ». Inauguré dans Les Cigares du pharaon, le procédé culmine dans Coke en stock, l'aventure dans laquelle Hergé « va le plus dans la mise en scène de son propre univers ».

### Personnages principaux

#### Tintin

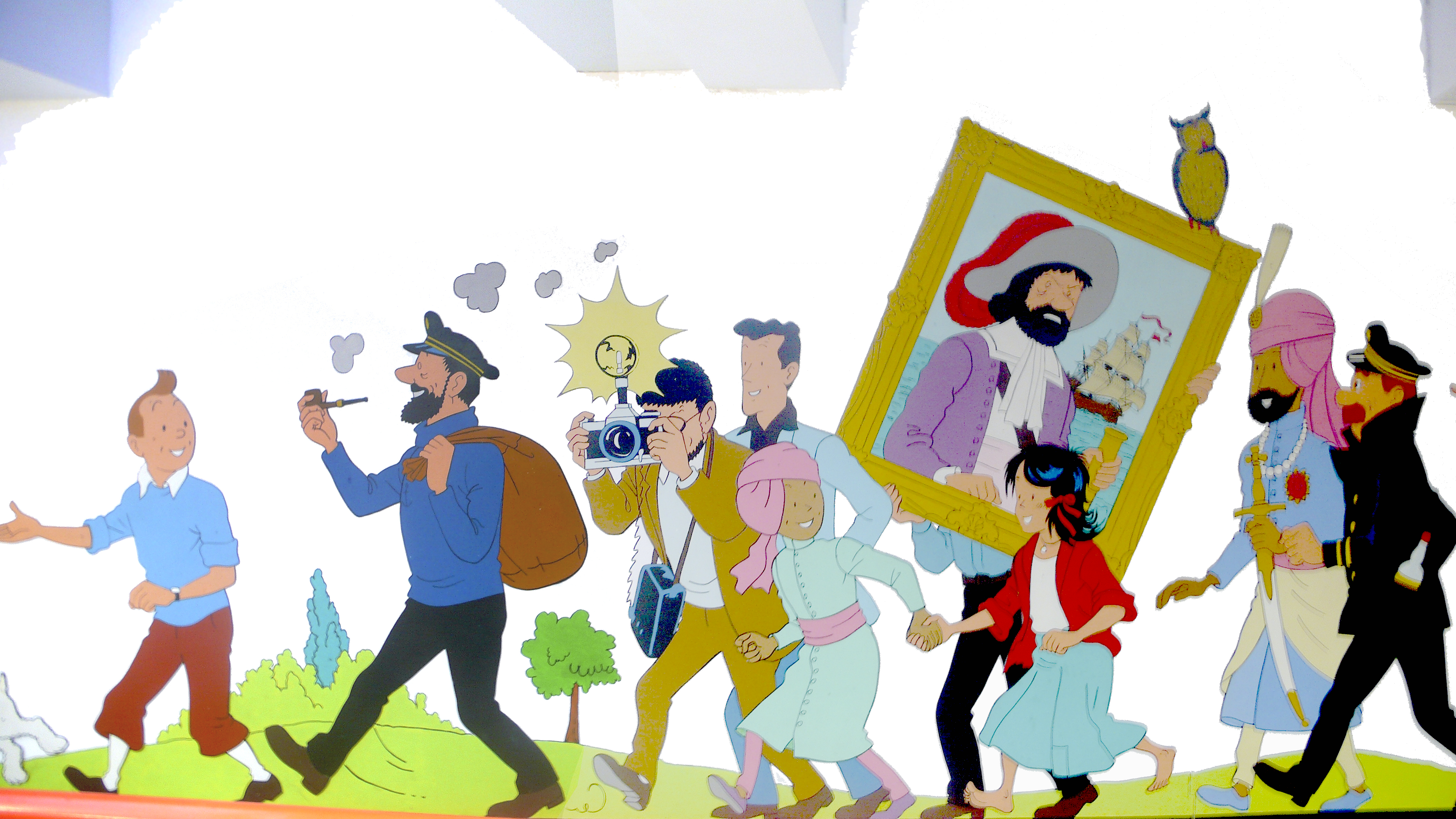
Décoration murale de la station Stockel du métro de Bruxelles, représentant des personnages des Aventures de Tintin. Réalisée par Bob de Moor et les Studios Hergé, d'après des esquisses d'Hergé.

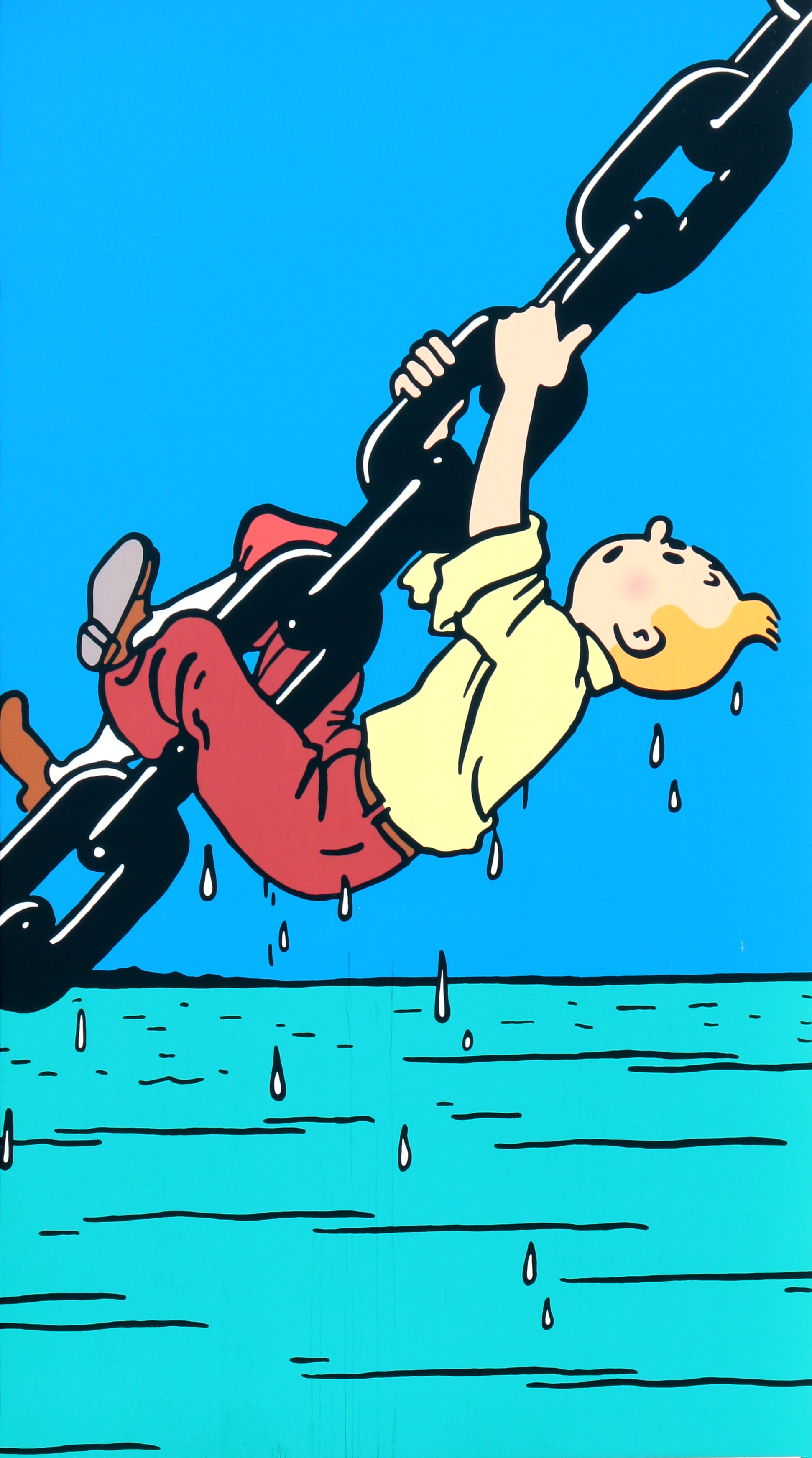
Tintin sur la façade du Musée Hergé, à Louvain-la-Neuve.

Héros éponyme de la série, Tintin est un jeune reporter dont l'âge est encore inconnu. Sa silhouette est dessinée simplement et son visage, neutre et impersonnel, permet à tous les lecteurs de s'identifier à lui,. Hergé confie avoir créé son personnage en quelques minutes : une tête ronde, quelques points noirs signalant les yeux et la bouche, le tout surmonté d'une houppette qui est l'un de ses seuls signes caractéristiques avec ses culottes de golf,.
Le jeune reporter se trouve mêlé à des affaires dangereuses dans lesquelles il passe héroïquement à l'action pour sauver la mise. Pratiquement toutes les aventures montrent Tintin accomplissant avec enthousiasme ses tâches de journaliste d'investigation, mais, à l'exception du premier album, on ne le voit jamais en train d'écrire des articles. C'est un jeune homme adoptant une attitude plus ou moins neutre ; il est moins pittoresque que les seconds rôles de la série. À cet égard, il est à l'image de Monsieur Tout-le-monde (Tintin signifie d'ailleurs littéralement en français « rien du tout »).
Le psychanalyste Serge Tisseron émet l'hypothèse qu'enfant, George Remi avait apprécié le roman Sans famille d'Hector Malot, dont le héros est un jeune garçon appelé Rémi et qui possède un petit chien appelé Capi (allusion au capitaine Haddock).

#### Milou
Fidèle compagnon de Tintin, Milou est un chien de type fox-terrier à poil dur de couleur blanche. Il est doué de la parole, même si son maître est le seul à pouvoir le comprendre. Milou le flatte à chacun de ses succès mais il se permet parfois des commentaires moqueurs envers lui, comme pour mettre en perspective ses exploits répétés. Au fil des albums, il perd de sa faconde et devient moins le complice de Tintin que son compagnon.
Milou fait preuve d'un véritable sens du devoir et bataille volontiers aux côtés de son maître quand le besoin s'en fait sentir. Il est en quelque sorte le jeune frère de Tintin et cherche à suivre son exemple. Leurs attitudes sont parfois opposées : il est aussi peureux que son maître est brave et, tandis que Tintin est un personnage pacifique, Milou cherche le conflit avec les animaux qu'il n'aime pas et à qui il s'adresse de manière hautaine. Malgré son apparence canine, les plus jeunes lecteurs peuvent facilement s'identifier à lui tant il reproduit de gestes humains, par exemple quand il se met debout sur ses pattes arrière, quand il rit ou qu'il pleure de douleur.
La queue de Milou est l'un des ressorts comiques des Aventures : elle est tour à tour transpercée, écrasée par un talon, coincée dans une porte ou mordue par un perroquet. S'il lui arrive de fouiller les poubelles, comme au début du Crabe aux pinces d'or, Milou est avant tout un chien élégant, soucieux de son apparence et de sa propreté. C'est un chien gourmand, capable de mettre à sac un restaurant syldave puis de dérober un os de diplodocus au musée dans Le Sceptre d'Ottokar, ou de voler une casserole de pâtes dans L'Étoile mystérieuse. C'est également un grand amateur de whisky.
L'origine de son nom fait référence à un amour de jeunesse de l'auteur, Marie-Louise Van Cutsem, surnommée « Milou »,. Pour le dessiner, Hergé a probablement pris pour modèle le chien d'un cafetier installé à côté du siège du Vingtième Siècle.

#### Capitaine Haddock

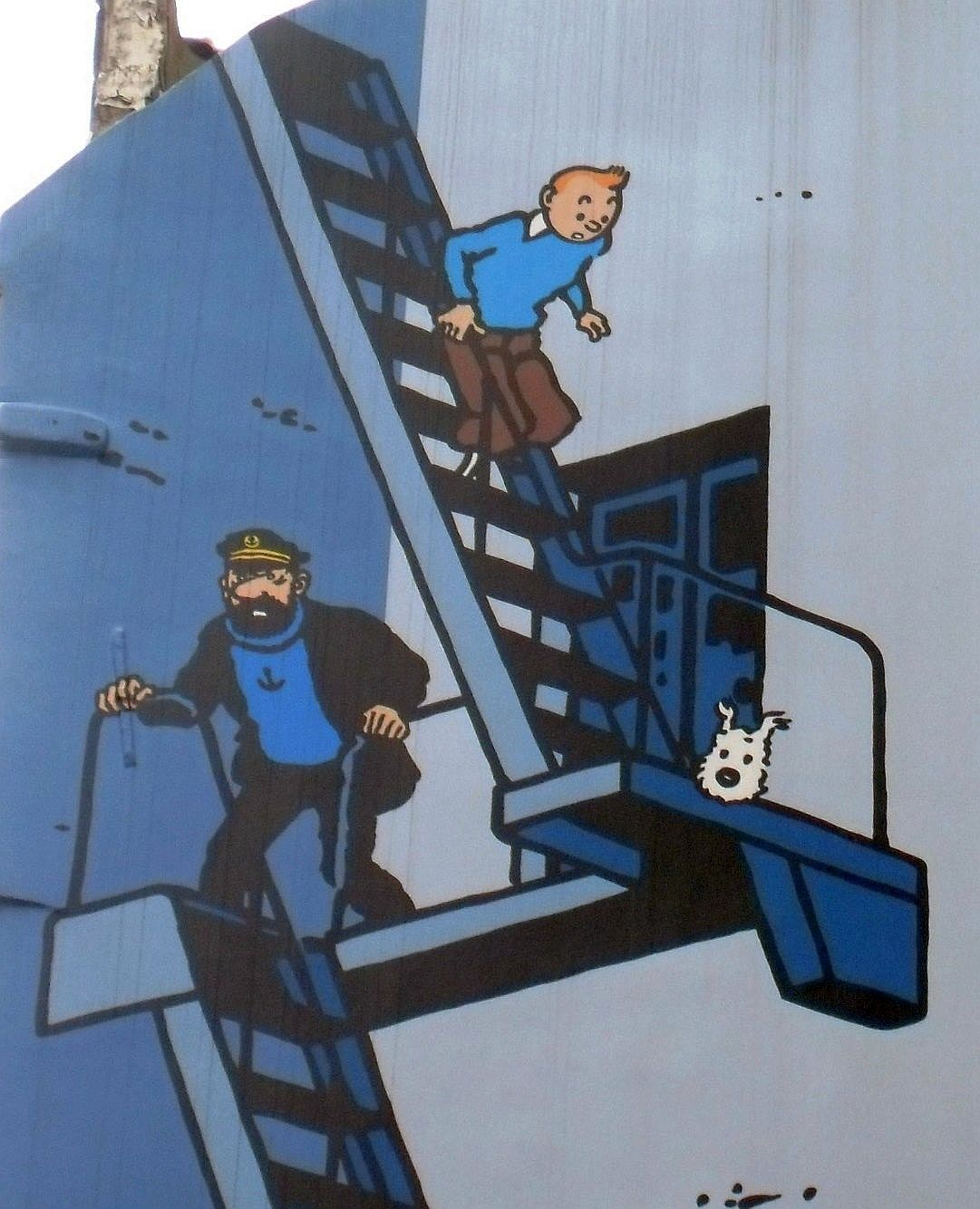
Tintin, Milou et Haddock peints sur le parcours BD de Bruxelles.

Le capitaine Haddock n'apparaît que tardivement dans la série, dans la huitième aventure, Le Crabe aux pinces d'or, mais il devient vite un personnage incontournable et l'ami inséparable de Tintin. Vêtu d'un pull à col roulé bleu orné d'une ancre au milieu de la poitrine, Haddock est l'archétype du marin. Quand Tintin le rencontre, il n'a de capitaine que le nom. Abruti par l'alcool, il ne peut contrôler ses pulsions, mais, guidé par le jeune reporter, il retrouve peu à peu sa dignité. Dans Le Secret de La Licorne et Le Trésor de Rackham le Rouge, il suit les traces de son ancêtre, le chevalier François de Hadoque, et la découverte du trésor le conduit à s'installer au château de Moulinsart.
Pour un temps, le capitaine troque ses vieux habits de marin, ses épais cheveux noirs et sa barbe hirsute pour une tenue chic, veste de tweed ou smoking, monocle et cigare. Peu à l'aise dans ce rôle de bourgeois, le capitaine retrouve vite son apparence initiale, non sans conserver une certaine élégance qui tranche avec son caractère colérique et impulsif. Les jurons du capitaine, comme le « tonnerre de Brest » ou le « mille sabords » qu'il affectionne, sont aussi célèbres que son personnage.
Prisonnier de son caractère, qui lui colle autant à la peau que le sparadrap de L'Affaire Tournesol, Haddock est un héros plus humain que Tintin,. Son irascibilité cache en fait un homme au cœur tendre qui refuse l'injustice. Ses nombreux emportements, comme ses revirements, sa maladresse légendaire ou sa dépendance à l'alcool, en font l'un des personnages les plus drôles de la série. Il n'est pourtant pas un comique volontaire et fait le plus souvent rire à ses dépens, déclenchant des catastrophes dont il est le plus souvent la seule victime. Du reste, les relations qu'il noue au fil des albums avec ce que Thierry Groensteen appelle le « clan des fâcheux », de Séraphin Lampion à la Castafiore en passant par les Dupondt et Abdallah, constituent autant de duos comiques.
Hergé et sa première femme, Germaine Kieckens, ont expliqué que le nom de « Haddock » avait été inspiré par un plat de poisson apprécié par le dessinateur. Ce n'est que dans le dernier album achevé de la série, Tintin et les Picaros, que le prénom du capitaine, Archibald, est révélé.

#### Tryphon Tournesol
« Du grenier où les lits à bascule et les machines à brosser pullulaient, il était passé au laboratoire atomique »

— Michel Serres, Tintin ou le picaresque d'aujourd'hui, 1977

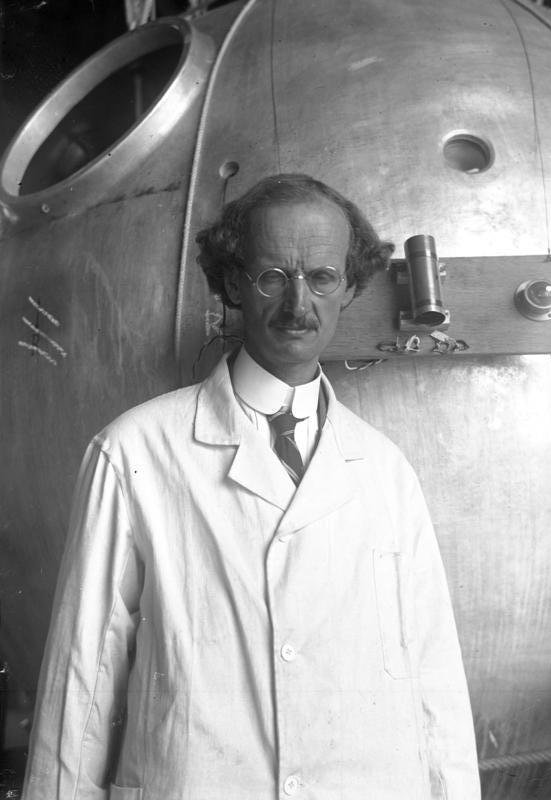
Le physicien Auguste Piccard inspire le personnage du professeur Tournesol.

Inventeur de génie, personnage tête-en-l'air et dur d'oreille, le professeur Tournesol apparaît dans la douzième aventure, Le Trésor de Rackham le Rouge. Il s'inscrit dans la longue lignée de savants qui peuplent l'univers de Tintin, de l'égyptologue Philémon Siclone dans Les Cigares du pharaon à l'astronome Hippolyte Calys dans L'Étoile mystérieuse en passant par le sigillographe Nestor Halambique dans Le Sceptre d'Ottokar, avec qui il partage une tenue vestimentaire désuète et négligée ainsi qu'une relative indifférence aux événements du quotidien, comme pour souligner que le savant « n'appartient pas à son époque, qu'il est en quelque sorte détaché du contexte historique et social immédiat dans lequel il évolue ». Mais alors que ses prédécesseurs disparaissent au terme d'un seul album, Tournesol devient un personnage récurrent et s'installe durablement dans la série.
Apparu comme un bricoleur maladroit, il devient très vite un scientifique de pointe, capable de mettre au point un moteur atomique qui permet à une fusée de s'envoler vers la Lune ou d'élaborer un appareil à ultrasons capable de détruire des villes entières. Ses inventions fournissent à l'auteur une matière narrative importante qui sert de déclencheur au récit, de même que ses deux enlèvements, dans Le Temple du Soleil puis L'Affaire Tournesol, qui ne semblent pas pour autant le perturber. Pratiquant la radiesthésie, Tournesol est également amateur d'horticulture. La surdité de cet éternel distrait est une source inépuisable de quiproquos, si bien que ce personnage porte une large part de la puissance comique de la série.
Invariablement vêtu d'une longue redingote verte, comme son chapeau, et d'une chemise blanche à haut col, Tournesol ne quitte jamais ses petites lunettes rondes et très rarement son parapluie. Son abondante chevelure bouclée au-dessus des oreilles contraste avec son crâne dégarni. Il est inspiré physiquement du physicien suisse Auguste Piccard, professeur à l'Université libre de Bruxelles, qu'Hergé apercevait parfois dans les rues de la capitale belge dans les années 1930. Si la ressemblance physique est frappante, entre ces deux hommes au même style « lunaire et décalé », la petite taille et la surdité sont les caractères du seul Tournesol. Certains spécialistes, comme Frédéric Soumois et François Rivière, évoquent une autre inspiration possible à travers l'ingénieur irlandais John Philip Holland, qui participe au développement des premiers sous-marins,.

#### Dupond et Dupont
Les policiers Dupond et Dupont apparaissent sous le nom de X33 et X33bis dans la quatrième aventure, Les Cigares du pharaon, et ce n'est qu'à partir du Sceptre d'Ottokar qu'ils reçoivent leur nom définitif. Sans être frères biologiquement, puisque leur nom diffère, les Dupondt sont parfaitement identiques. Ils ne se déplacent jamais sans leur canne et portent les mêmes vêtements, à savoir un costume-cravate noir et un chapeau melon de la même couleur. Seule la forme de leur moustache permet de les distinguer : celle de Dupond est taillée droite tandis que celle de Dupont est recourbée vers l'extérieur. Les Dupondt sont inséparables jusque dans leur malheur : l'accident qui advient à l'un s'applique aussitôt à l'autre.
Les deux policiers incarnent la bêtise et l'ordre dans ce qu'il a de plus rigide. Chez les Dupondt, le soupçon est permanent et ne dépasse pas le stade des apparences. Ils multiplient les fausses pistes et accusent des innocents, comme Tintin qu'ils ne cessent de poursuivre dans les premières aventures, le prenant pour un bandit,. Quand ils enquêtent sur un trafic de fausse monnaie, ils se font refiler de fausses pièces. Quand ils sont à la recherche d'un pickpocket, ils se font voler toute une série de portefeuilles. En raison de leur maladresse, les Dupondt font souvent rire à leurs dépens, multipliant les chutes et les collisions. Ils se ridiculisent en arborant des costumes folkloriques, se faisant finalement remarquer en voulant passer inaperçus. Ils élèvent le lapsus et la déformation du langage au rang de l'art, une caractéristique qui tend à s'amplifier au fil de la série,.
Les deux détectives sont la caricature du père et de l'oncle d'Hergé, Alexis et Léon Remi, tous deux jumeaux inséparables. Leur tenue vestimentaire imite celle des agents de la Sûreté tels qu'ils sont photographiés en 1919 lors de l'arrestation de l'anarchiste Émile Cottin et diffusés en une de l'hebdomadaire Le Miroir.

#### Bianca Castafiore
La célèbre cantatrice Bianca Castafiore est le seul personnage féminin récurrent de la série. Le « Rossignol milanais » fait une entrée remarquée dans le huitième album, Le Sceptre d'Ottokar, à la manière d'un « typhon dévastateur », selon l'expression de François Rivière. Dès sa rencontre avec Tintin, elle interprète son air favori, celui des bijoux, extrait de l'opéra Faust de Charles Gounod. Tour à tour égocentrique et narcissique, lyrique et intempestive, la Castafiore incarne la diva par excellence. Blonde et opulente, infiniment exubérante, Hergé l'affuble systématiquement de tenues extravagantes comme pour accentuer son aspect ridicule,. La cantatrice ne se déplace jamais sans sa camériste, Irma, son pianiste, monsieur Wagner, ni ses fameux bijoux qui font l'objet d'une intrigue à part entière dans Les Bijoux de la Castafiore.
La relation qu'elle entretient avec le capitaine Haddock, dont elle ne peut prononcer correctement le nom, est pour le moins ambiguë. Si rien ne permet apparemment de les unir, ils incarnent tous deux la puissance vocale. Comme Tintin, Haddock reste insensible aux qualités vocales de la cantatrice, mais il est parfois troublé en sa présence,.

### Autres personnages

#### Amis

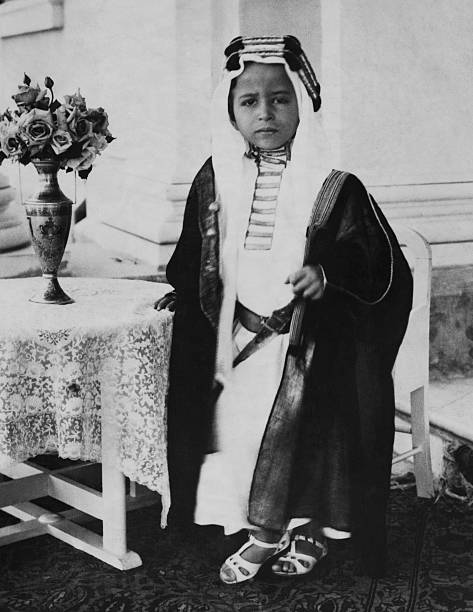
Fayçal II d'Irak inspire le personnage d'Abdallah.

Le premier véritable ami de Tintin est Tchang. Il fait sa connaissance dans Le Lotus bleu quand il le sauve des eaux du fleuve Yang-Tsé-Kiang en crue. Une amitié sincère naît immédiatement entre les deux personnages qui acceptent d'aller au-delà de leurs préjugés ethniques. Ensemble, ils bravent tous les dangers et démantèlent la bande des trafiquants d'opium. Des années plus tard, dans Tintin au Tibet, c'est une nouvelle fois pour le sauver que le jeune reporter se lance à l'assaut du yéti et des neiges de l'Himalaya. Tintin rencontre d'autres enfants dans la série, comme Zorrino, un jeune indien quechua, vendeur d'oranges ambulant, qui le guide jusqu'au Temple du Soleil où le professeur Tournesol est retenu. C'est parce que Tintin l'a sauvé d'une agression perpétrée par deux hommes brutaux, descendants de colons espagnols, que Zorrino accepte de l'aider et de le conduire jusqu'au lieu sacré des Incas, bien qu'il s'agisse là d'un acte de trahison envers son peuple,. Dans Tintin au pays de l'or noir, le héros se porte au secours du jeune prince Abdallah, fils de l'émir du Khemed, Mohammed Ben Kalish Ezab. Adulé par son père, qui le couvre d'éloges et de cadeaux, Abdallah est un garnement insupportable qui multiplie les farces au détriment des autres personnages, en premier lieu du capitaine Haddock, prêt à courir les dangers pour fuir sa présence,.
Le comportement d'Abdallah révèle avant tout l'impuissance et la faiblesse de son père qui, sans l'intervention de Tintin, ne pourrait se maintenir au pouvoir,. Défenseur d'une cause juste, le jeune reporter rencontre d'autres souverains mis en danger par des ennemis cupides et sans scrupules : le maharadjah de Rawhajpoutalah, dans Les Cigares du pharaon, et Muskar XII, roi de Syldavie, dans Le Sceptre d'Ottokar. Comme l'émir, ces deux monarques font immédiatement confiance à Tintin, qui devient le garant de la stabilité de leur pays. Un autre chef d'État entretient une longue amitié avec le héros : le général Alcazar, qui en fait son aide de camp dans L'Oreille cassée avant de le condamner à mort à la suite d'une dénonciation calomnieuse. Il apparaît colérique et dangereux dans cette première aventure, pour autant, Tintin ne semble pas lui en tenir rigueur. Quand il revient dans Les Sept Boules de cristal, en qualité de lanceur de couteaux au music-hall de Bruxelles et sous le pseudonyme de Ramon Zarate, Tintin se précipite dans sa loge pour le saluer. Il en fait de même dans Coke en stock, quand Alcazar est en Europe pour acheter des avions militaires et tenter une énième révolution dans son pays, une révolution qui sera effective dans Tintin et les Picaros grâce à l'intervention de Tintin et ses compagnons.
L'entrée dans la série de Séraphin Lampion, bien que tardive, n'en est pas moins essentielle. Dès son arrivée au château de Moulinsart, dans L'Affaire Tournesol, l'assureur de la compagnie « Mondass » s'impose directement comme le « fâcheux par excellence ». Cet antihéros, individu bavard et sans gêne, symbolise l'intrusion de la société de masse dans l'univers de Tintin, et incarne à lui seul le monde dégradé qui caractérise les derniers albums, selon l'analyse de l'essayiste Jean-Marie Apostolidès. Son humour pesant, ses costumes aux tons criards et son aplomb imperturbable font de lui l'archétype de l'éternel casse-pieds,, un personnage moins « lumineux » que ne le laisse entendre son nom.
D'autres personnages de l'entourage de Tintin interviennent de façon régulière dans la série, comme le marchand portugais Oliviera da Figueira, d'abord marchand ambulant dans Les Cigares du pharaon avant de se fixer au Khemed, ou le domestique Nestor, gardien du château de Moulinsart et fidèle serviteur du capitaine.

#### Ennemis
Roberto Rastapopoulos incarne « le génie du mal » et l'ennemi le plus acharné de Tintin,. Mais son caractère diabolique n'apparaît pas immédiatement : dans Les Cigares du pharaon, Tintin lui-même est séduit par l'image respectable de ce milliardaire directeur d'une firme de cinéma, la Cosmos Pictures, et ce n'est qu'à la fin du Lotus bleu qu'il découvre que sous les traits de Rastapopoulos se cache le Grand Maître des trafiquants d'opium, société secrète placée sous le signe du pharaon Kih-Oskh,. Les membres de celle-ci constituent une véritable internationale du crime s'appuyant sur des figures qui n'ont de cesse de faire disparaître Tintin, comme le Japonais Mitsuhirato à Shanghai ou le marin véreux Allan Thompson. Quand tout le monde le croit mort, Rastapopoulos reparaît sous les traits du marquis di Gorgonzola dans Coke en stock, un trafiquant d'esclaves qui reçoit les plus grands noms de la jet set sur son yacht. Une nouvelle fois démasqué par Tintin, il revient sous sa véritable identité dans Vol 714 pour Sydney, pour tenter de s'emparer de la fortune du milliardaire Laszlo Carreidas.
Le docteur Müller est l'autre méchant récurrent de la série. Membre d'une bande de faux-monnayeurs dans L'Île Noire, lui aussi revient sous de fausses identités, d'abord sous les traits du professeur Smith dans Tintin au pays de l'or noir puis de Mull Pacha dans Coke en stock. Dans ces deux aventures, il se trouve à la solde du cheik Bab El Ehr qui cherche à renverser l'émir Ben Kalish Ezab.
Tintin affronte d'autres ennemis qui jurent de laver l'affront qu'il leur a fait subir. Le colonel Boris, aide de camp du roi syldave Muskar XII et qui le trahit pour le compte de la Bordurie dans Le Sceptre d'Ottokar, revient dans On a marché sur la Lune pour tenter de détourner la fusée au profit d'une puissance totalitaire. Le colonel Sponsz, chef de la police secrète bordure dans L'Affaire Tournesol, est aussi l'instigateur du complot qui vise à attirer Tintin et ses amis au San Theodoros dans Tintin et les Picaros.

#### Personnalités caricaturées
Hergé a pris l'habitude de se représenter lui-même parmi les personnages qui peuplent ses albums. Il figure ainsi dans Tintin au Congo, parmi le groupe de journalistes qui accompagnent Tintin à son départ, dans Le Sceptre d'Ottokar, parmi les invités du concert au palais royal, puis parmi les invités à la cérémonie de décoration de Tintin, dans Les Sept Boules de cristal, parmi les spectateurs du music-hall, enfin dans L'Affaire Tournesol, parmi les badauds installés devant la grille du château,.
La scène de la décoration de Tintin à la cour royale de Syldavie dans Le Sceptre d'Ottokar recèle d'ailleurs de nombreux clins d'œil de la part du dessinateur à ses proches. Parmi les dignitaires qui assistent à la cérémonie, outre Hergé lui-même et son épouse Germaine Kieckens, il est possible de reconnaître son frère Paul Remi, le dessinateur Edgar P. Jacobs, l'ami et collaborateur d'Hergé Jacques Van Melkebeke et sa femme Ginette, le peintre Marcel Stobbaerts ou encore l'industriel Édouard Cnaepelinckx.
Le gangster Al Capone, qui apparaît dans Tintin en Amérique, est le seul personnage réel de la série, mais de nombreux autres sont caricaturés, comme l'écrivain et trafiquant d'armes Henry de Monfreid, parodié sous les traits d'un capitaine de boutre dans Les Cigares du pharaon ou le marchand d'armes Basil Zaharoff, transformé en Basil Bazaroff dans L'Oreille cassée. Le diplomate belge Paul Hymans est représenté parmi les membres de la Société des Nations dans Le Lotus bleu. Le physicien Auguste Piccard, qui a inspiré le professeur Tournesol, apparaît également sous les traits du savant suédois Erik Björgenskjöld dans L'Étoile mystérieuse. Dans ce même album, les personnages de Quick et Flupke sont reconnaissables dans la foule qui se presse au départ de l'expédition dans L'Étoile mystérieuse, Hergé mêlant ainsi les univers de ses deux séries. Apparu dans Tintin au pays de l'or noir, le prince Abdallah est une caricature du jeune roi d'Irak Fayçal II,. Enfin, dans Les Bijoux de la Castafiore, les journalistes Jean-Loup de la Batellerie et Walter Rizotto sont directement inspirés du duo de grands reporters travaillant alors pour Paris Match, Philippe de Baleine et Willy Rizzo, le nom du magazine étant lui-même transformé en Paris Flash, tandis que l'initié Mik Ezdanitoff, dans Vol 714 pour Sydney, est une caricature de l'écrivain Jacques Bergier.

Personnalités caricaturées dans Les Aventures de Tintin.
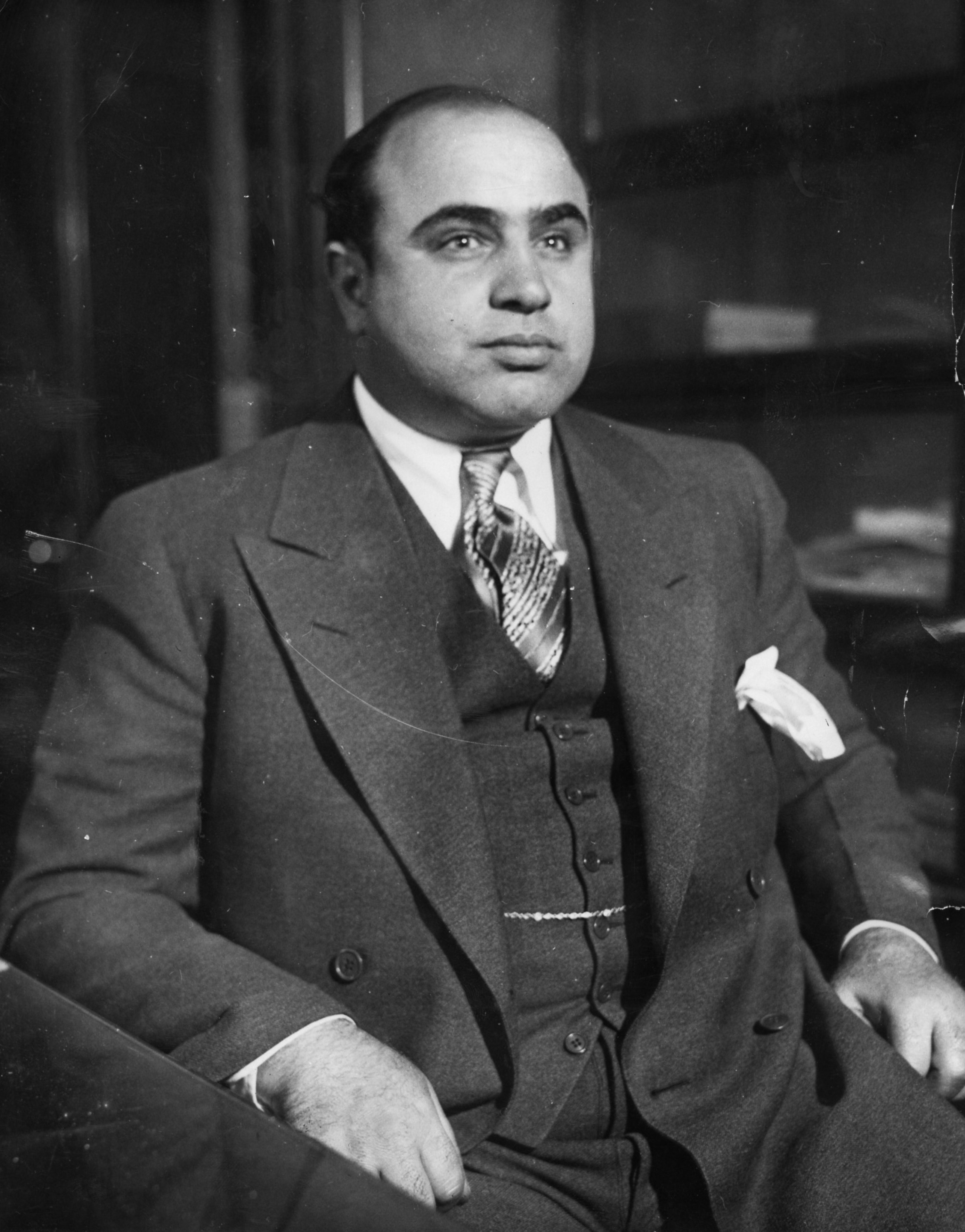
Le gangster Al Capone.
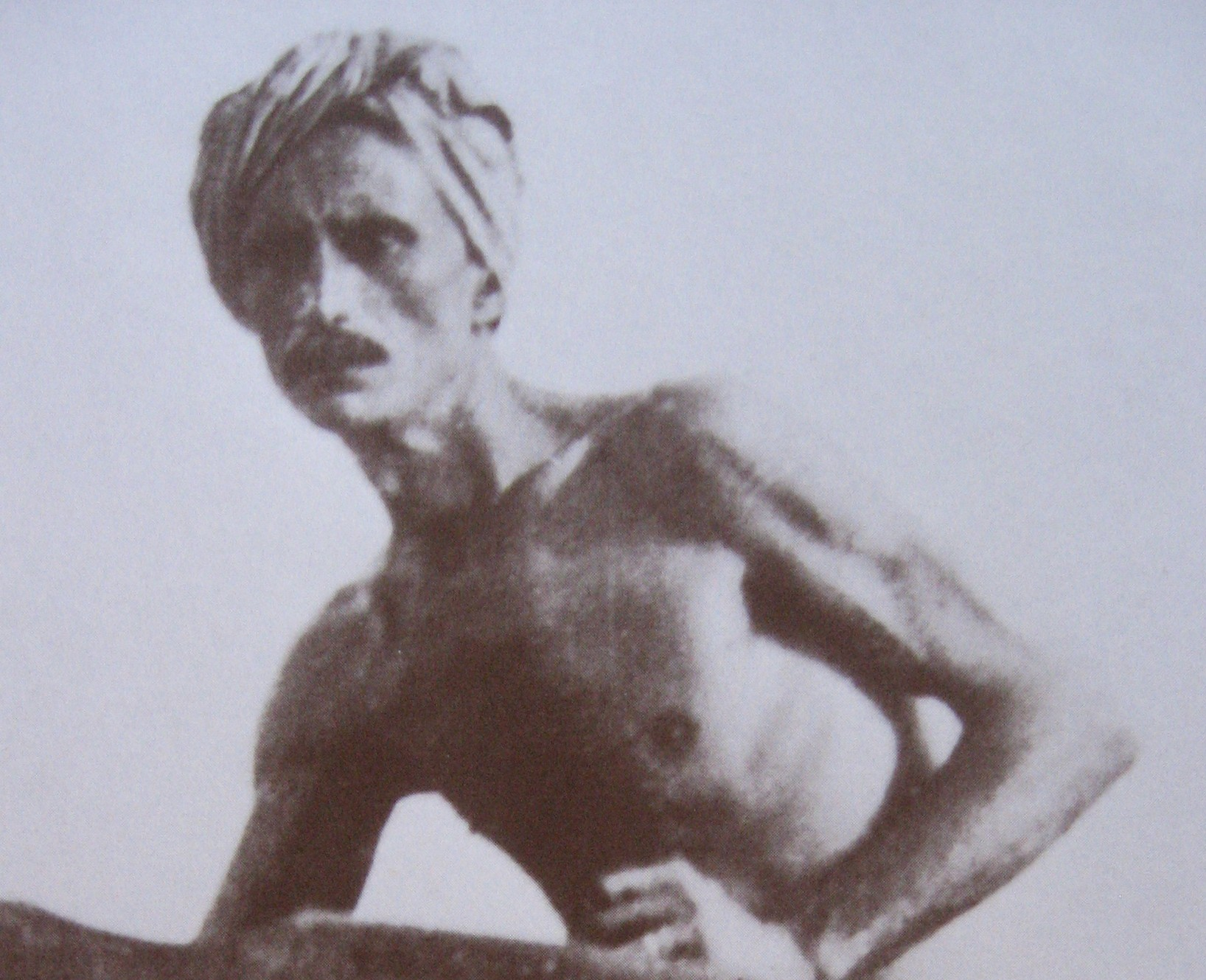
L'écrivain et trafiquant Henry de Monfreid.
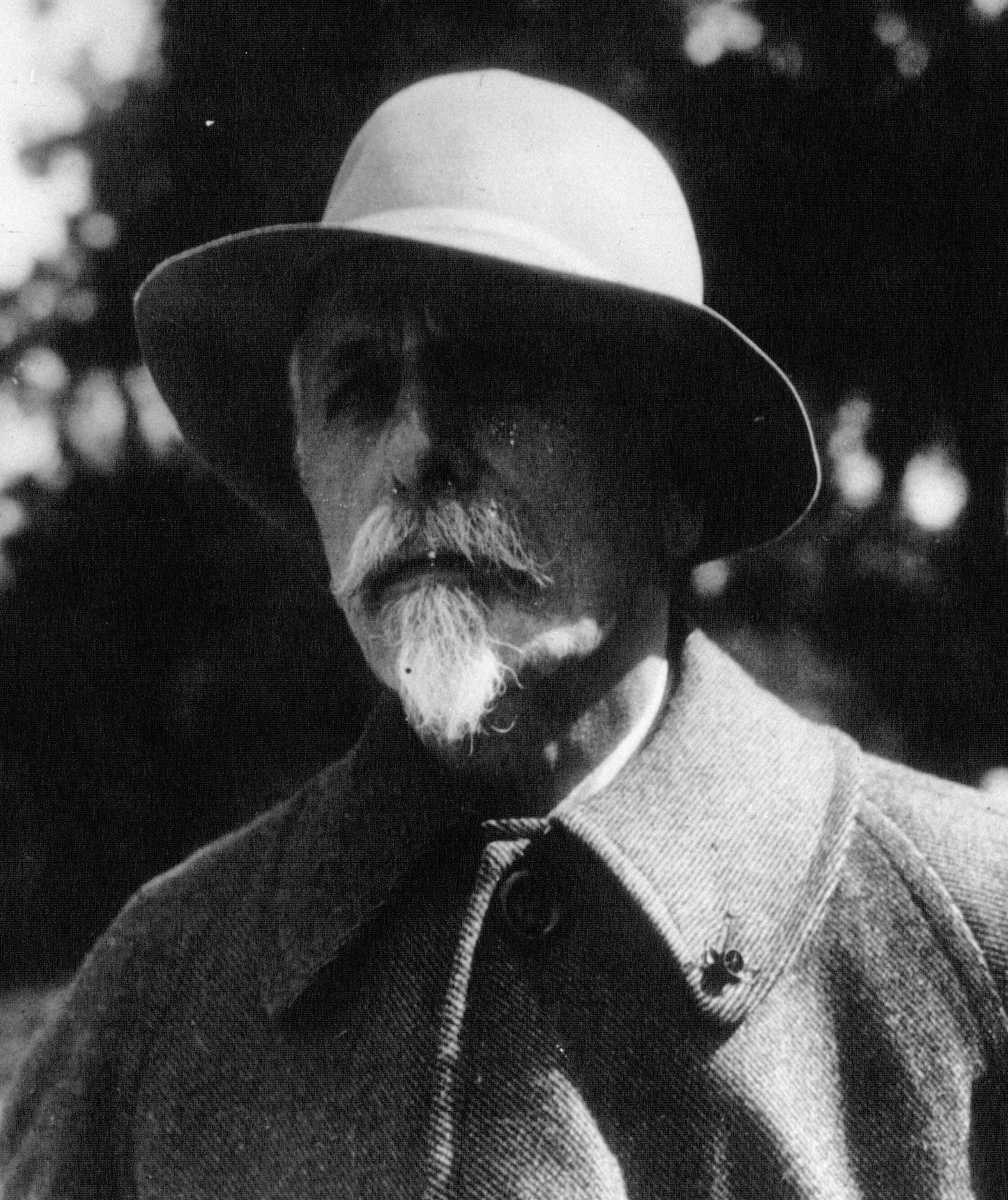
Le marchand d'armes Basil Zaharoff.
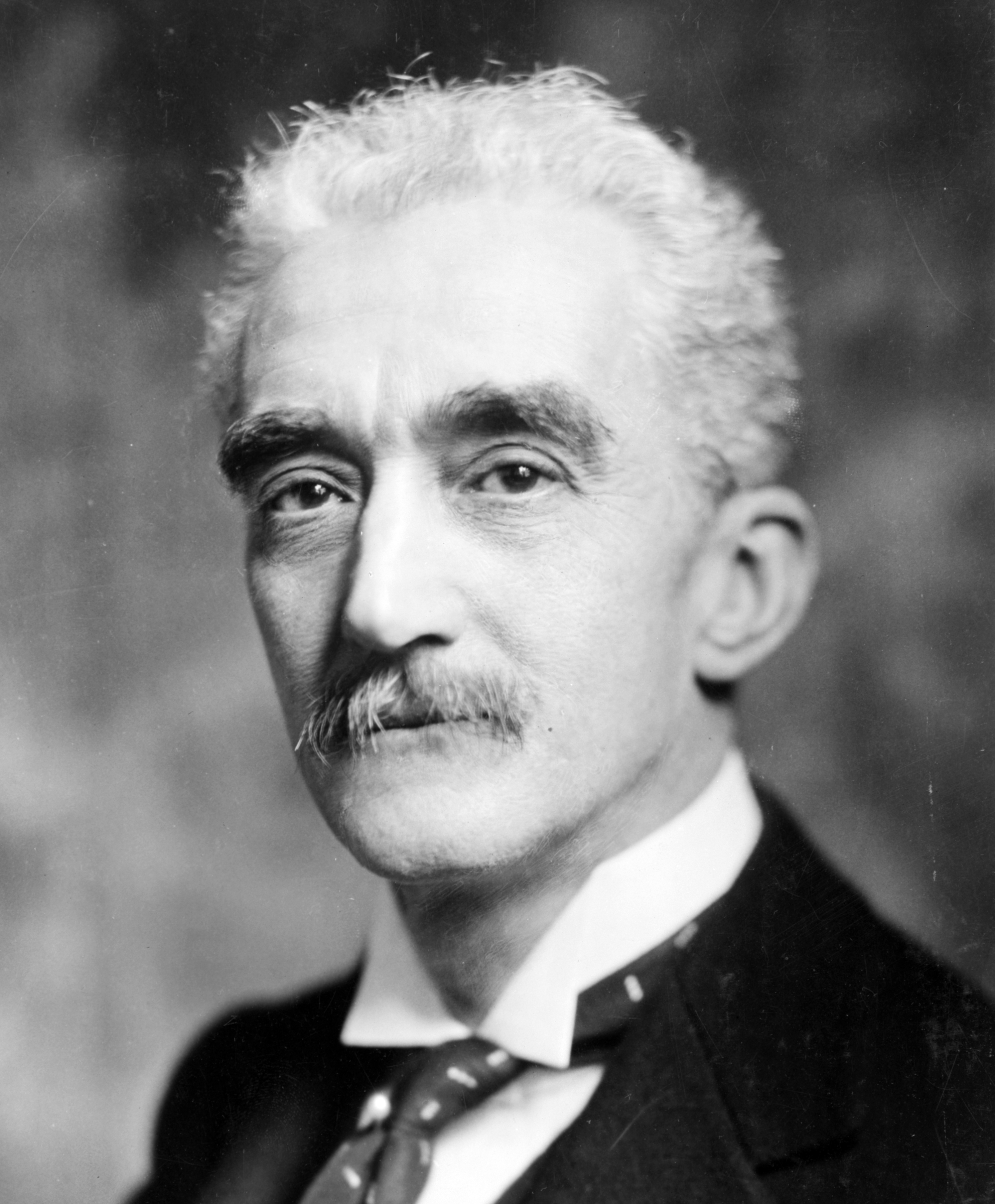
Le diplomate Paul Hymans.

## Analyse

### Style narratif
Dans les premiers albums de la série, Tintin est l'acteur d'une intrigue simple, de sorte que ces récits ne sont qu'une « suite de vignettes indépendantes, sans rien qui les relie d'autre que le décor exotique ». Le héros vit une succession d'aventures rocambolesques et se voit chargé d'une mission : dénoncer les bolcheviks dans Tintin au pays des Soviets, éduquer les Congolais dans Tintin au Congo, combattre Al Capone et les gangsters dans Tintin en Amérique. Ces premiers récits répondent, selon Benoît Peeters, « à un rêve naïf de prise de possession du monde ». Avec Les Cigares du pharaon, Hergé acquiert une nouvelle ambition littéraire, plus romanesque, où « les doubles intrigues foisonnent ». L'aventure, construite à la manière d'un feuilleton, demeure cependant très improvisée. Avec Le Lotus bleu, qui peut-être considéré comme le premier « récit linéaire » selon le philosophe Rémi Brague, l'auteur s'engage sur la voie du réalisme, et L'Oreille cassée est la première histoire qui repose sur une véritable idée de scénario, construit préalablement.
Dans cet album, Hergé achève de mettre en place la structure narrative qui sert de trame à la quasi-totalité des albums suivants, jusqu'aux Bijoux de la Castafiore, et qui se compose, selon l'écrivain Renaud Nattiez, de six éléments : le récit débute par une situation banale de la vie quotidienne qu'un fait anodin vient perturber, précipitant l'engagement de Tintin ; ce dernier énonce alors une phrase qui marque le commencement de l'aventure et qui précède son départ ; de nombreuses péripéties accompagnent la longue ascension vers l'objectif, avant le succès final qui se caractérise par la joie de Tintin et symbolise le retour à la vie quotidienne. Dès lors, les aventures de Tintin s'apparentent à une quête.
À partir du Secret de La Licorne, « les intrigues prennent une telle ampleur qu'un seul volume n'y suffit pas ». Cette aventure se poursuit dans Le Trésor de Rackham le Rouge et forme le premier diptyque de l'œuvre d'Hergé, un procédé immédiatement répété avec Les Sept Boules de cristal et Le Temple du Soleil. C'est un moyen pour l'auteur, d'une part, de « laisser libre cours à ses talents de conteur », d'autre part de contourner les exigences de son éditeur qui lui impose un format en album de 62 pages l'obligeant à supprimer certains passages lors de la refonte de ses premières aventures. À cette période, la narration d'Hergé est également contrainte de ce que ses aventures paraissent sous la forme de feuilleton quotidien dans Le Soir. Dans ces deux diptyques, « le premier volume se passe sous nos climats, le second lance les héros dans un voyage qui les dépayse ; le premier propose une énigme dont le second donne la clef, qu'il faut aller chercher loin ».
L'aventure lunaire s'étale elle aussi sur deux albums, avant qu'Hergé atteigne son « classicisme » selon Rémi Brague : « L'Affaire Tournesol, Coke en stock, Tintin au Tibet, Les Bijoux de la Castafiore, entre 1956 et 1963, sont à Hergé ce que Le Cid, Horace, Cinna, Polyeucte, entre 1637 et 1642, furent à Corneille ». L'intrigue est de nouveau concentrée sur un album dont la temporalité est raccourcie et la résistance à l'aventure du capitaine Haddock est de plus en plus marquée.

### Méthode de travail
Dans les premières aventures, la création d'un épisode se révèle hasardeuse, comme le confie Hergé lui-même : « Le Petit Vingtième paraissait le mercredi soir, et il m'arrivait parfois de ne pas savoir encore le mercredi matin comment j'allais tirer Tintin du mauvais pas où je l'avais méchamment fourré la semaine précédente ! ». Au fil des ans, la charge de travail qu'il s'impose s'accroît rapidement : outre les albums de Tintin, pour lesquels il effectue un travail de documentation de plus en plus fourni, Hergé développe deux autres séries, Quick et Flupke et Les Aventures de Jo, Zette et Jocko, tout en réalisant de nombreux travaux publicitaires. L'aide ponctuelle qu'il reçoit de ses amis Paul Jamin et Eugène van Nijverseel, pour des tâches simples et répétitives, ne suffit pas. Dès 1939, il réfléchit à la création d'un studio regroupant des collaborateurs qui pourraient le seconder dans chaque étape de la réalisation. En 1942, il recrute Alice Devos pour la colorisation de L'Étoile mystérieuse, premier album de la série à paraître en quadrichromie.
L'engagement d'Edgar P. Jacobs comme collaborateur au début de l'année 1944 entraîne des changements plus profonds. En plus de l'assister dans le travail de refonte des premiers albums de la série pour leur réédition en couleurs, Jacobs fournit de précieuses idées pour le développement de ses scénarios, ce que leur ami commun Jacques Van Melkebeke effectuait déjà à partir du Secret de La Licorne. Peu après le lancement du Journal de Tintin, Hergé et Jacobs cessent leur collaboration, mais une nouvelle étape est franchie avec la création des Studios Hergé en 1950. Bob de Moor, qui seconde Hergé depuis le départ de Jacobs, est rejoint par d'autres dessinateurs comme Jacques Martin et Roger Leloup, tandis que Monique Laurent et Josette Baujot assurent la colorisation. Le secrétaire d'Hergé, Baudouin van den Branden, l'assiste ponctuellement pour la rédaction des dialogues, mais l'auteur fait parfois appel à des personnes extérieures comme son ami Bernard Heuvelmans, qui contribue à l'écriture du diptyque lunaire et fournit des informations sur le yéti pour Tintin au Tibet.
Au fil des ans, d'autres membres intègrent progressivement les Studios Hergé, comme les dessinateurs Michel Demarets et Jo-El Azara, ou les coloristes France Ferrari et Fanny Vlamynck. À cette époque, la création d'une nouvelle aventure s'apparente à une mécanique de précision. Pendant la rédaction du scénario, qui déroule l'idée de départ en deux ou trois pages, Hergé reçoit les suggestions de ses collaborateurs, mais c'est toujours lui qui a le dernier mot. De même, il prend en charge le découpage des planches, pendant lequel l'emplacement des vignettes est déterminé et les premiers dialogues sont ébauchés, puis le crayonné sur lequel il fixe plusieurs traits pour rechercher l'attitude la plus expressive. Hergé reporte ensuite la meilleure version de chaque vignette sur sa planche finale et confie alors la création des décors à ses assistants, pendant qu'il retravaille les dialogues avec son secrétaire. L'encrage s'effectue en deux temps : les personnages pour Hergé, l'ensemble des décors pour son équipe.

### Recherches documentaires
Hergé mène ses premières recherches documentaires approfondies pour l'album Le Lotus bleu, ce qu'il confirme lui-même : « C'est à cette époque que je me suis mis à me documenter et que j'ai éprouvé un réel intérêt pour les gens et les pays dans lesquels j'envoyais Tintin, accomplissant une sorte de devoir de crédibilité auprès de mes lecteurs ». La documentation d'Hergé et son fonds photographique l'ont aidé à construire un univers réaliste pour son héros. Il est allé jusqu'à créer des pays imaginaires et à les doter d'une culture politique qui leur était propre. Ces contrées fictives sont largement inspirées par les pays et les cultures de l'époque d'Hergé. Pierre Skilling affirme qu'Hergé voyait la monarchie comme « une forme légitime de gouvernement », remarquant au passage que « les valeurs démocratiques semblent absentes dans ce type de bande dessinée classique franco-belge ». La Syldavie, en particulier, est décrite avec beaucoup de détails, Hergé l'ayant dotée d'une histoire, de coutumes et d'une langue qui est en fait du dialecte flamand bruxellois. Il situe ce pays quelque part dans les Balkans et il s'inspire, de son propre aveu, de l'Albanie. Le pays se retrouve agressé par sa voisine, la Bordurie, qui tente de l'annexer dans Le Sceptre d'Ottokar. Cette situation rappelle celle de la Tchécoslovaquie ou de l'Autriche face à l'Allemagne nazie juste avant la Seconde Guerre mondiale.
On peut citer à titre d'exemple les mois de préparation nécessaires à Hergé pour imaginer l'expédition lunaire de Tintin, décrite en deux parties dans Objectif Lune et On a marché sur la Lune. Ces travaux ont conduit à la réalisation d'une maquette détaillée de la fusée lunaire, permettant de placer sans erreur les personnages dans le décor. Les recherches préalables à l'élaboration de son scénario ont été commentées dans le New Scientist : « Les recherches considérables entreprises par Hergé lui ont permis de créer une tenue spatiale très proche de celle qui serait utilisée pour les futurs voyages lunaires, même si sa fusée était bien différente de ce qui a existé par la suite. » Pour cette dernière, Hergé s'est effectivement inspiré des V2 allemands.

### Graphisme

#### Une ligne claire sous influence

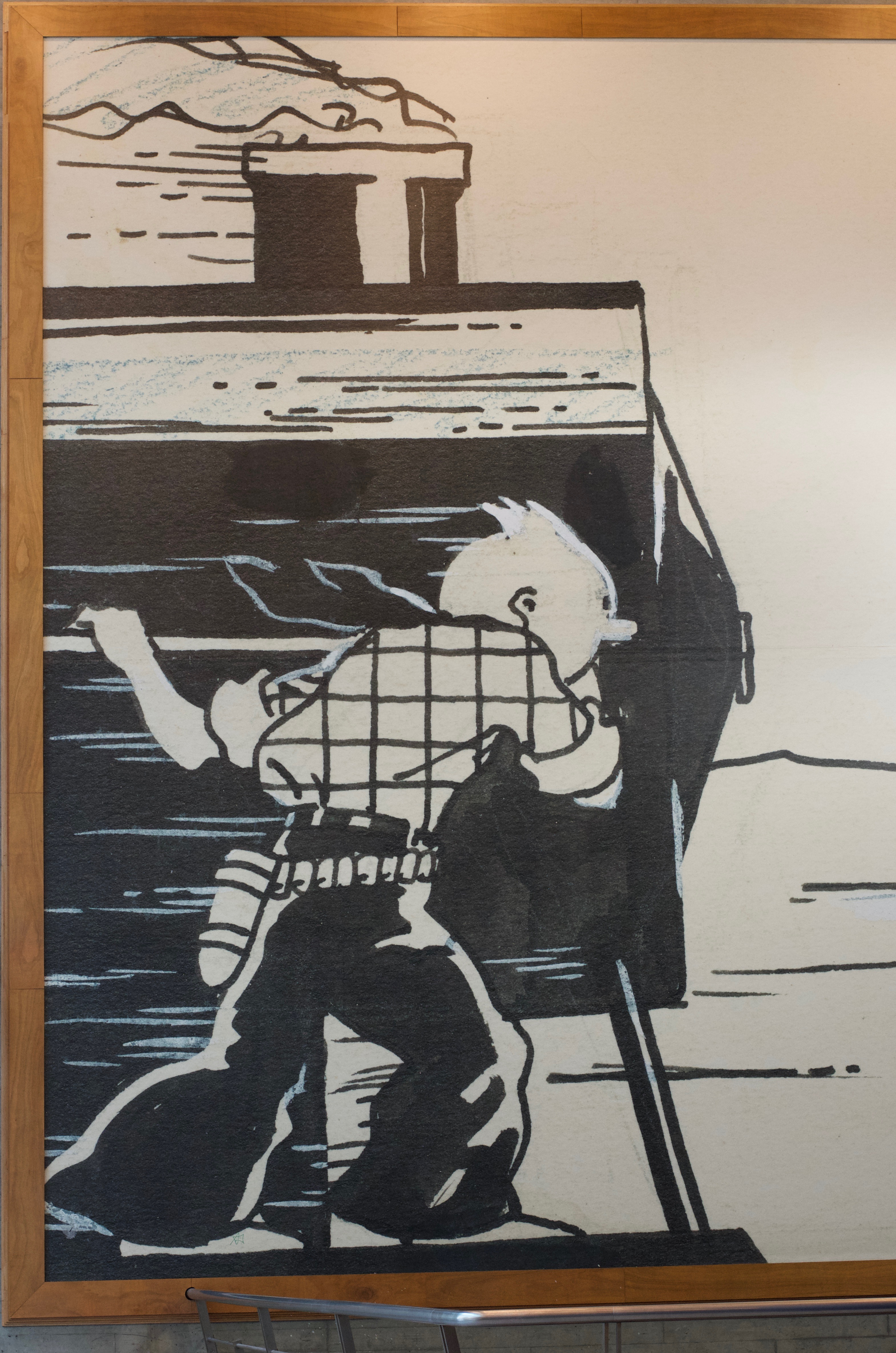
Une case de Tintin en Amérique reproduite sur une fresque de la gare de Bruxelles-Midi.

Le style et la technique d'Hergé évoluent considérablement au fil de la série pour faire de lui l'un des précurseurs de la ligne claire, que l'historien de la bande dessinée Pierre Skilling définit comme « un idéal de lisibilité maximale, qui se traduit par un trait de contour linéaire, sans hachures ni dégradés ». Au début de sa carrière, le jeune dessinateur n'a pas encore son propre style et, comme beaucoup de débutants, il imite en premier lieu d'autres artistes, à l'image de Benjamin Rabier ou de l'auteur de bande dessinée américain George McManus. Il subit également l'influence d'Alain Saint-Ogan, à qui il rend visite en 1931 et dont il emprunte la capacité à rendre le mouvement au travers d'un trait d'une épaisseur toujours égale et d'une remarquable économie de moyens. Comme le souligne l'historien de l'art Thomas Schlesser, le dessin d'Hergé se distingue très vite par un « extraordinaire pouvoir évocateur ». Les traits de ses personnages traduisent immédiatement leur caractère ou leurs sentiments.
Son graphisme s'affirme au contact de l'art égyptien qu'il met en scène dans Les Cigares du pharaon, puis gagne en souplesse dans Le Lotus bleu, sous l'influence de son ami chinois Tchang Tchong-Jen qui l'initie à l'art de la calligraphie chinoise et lui apprend à observer attentivement la nature. La maîtrise d'Hergé se renforce également dans la composition et le rythme des dessins, faisant du Lotus bleu un album charnière sur le plan graphique : l'écrivain et critique d'art Pierre Sterckx considère les albums en noir et blanc qui suivent comme des chefs-d'œuvre. Le style d'Hergé continue d'évoluer à mesure qu'il s'intéresse à l'histoire de l'art, lui qui n'a pas baigné dans un milieu artistique pendant son enfance. Il emprunte notamment la rigueur du dessin aux portraits d'Hans Holbein le Jeune, dont une copie est accrochée dans son bureau, et le goût pour les compositions colorées et tumultueuses de Joan Miró, qui transparaissent dans les rêves et cauchemars de Tintin.
Il bénéficie aussi de l'apport de ses collaborateurs. Sous l'impulsion d'Edgar P. Jacobs, qui travaille aux côtés d'Hergé à partir des Sept Boules de cristal et contribue à la mise en couleurs des premiers albums, les décors s'enrichissent de détails, fruits de nombreuses recherches et de croquis pris sur le vif. Pour autant, des tintinologues comme Benoît Peeters et Philippe Goddin constatent une faiblesse graphique dans les derniers albums, en particulier dans Tintin et les Picaros, qu'ils attribuent au fait que l'auteur délègue une part de plus en plus importante de ses dessins à ses collaborateurs, comme Bob de Moor. Selon Benoît Peeters, pour qui la ligne claire « se durcit », il s'agit là d'une preuve que le style d'Hergé, longtemps considéré comme neutre et facilement exportable, souffre d'une certaine fragilité.

#### Maîtrise du trait
« Hergé est un formidable dessinateur du mouvement ; chez lui, plus le dessin est net, plus ça bouge. »

— Philippe Geluck
Le dessin d'Hergé, rapidement identifiable, tient dans l'intensité des expressions, la précision des mouvements et la justesse des attitudes. Le philosophe Rémi Brague insiste sur l'extrême précision du dessin : « Il suffirait d'ajouter ou retrancher un quart de millimètre à la ligne pour que tout soit gâché ». Cette rigueur permet également au dessinateur de suggérer une infinité de nuances par quelques détails insignifiants.
Lors de la mise en place du crayonné, après le découpage du scénario, Hergé attache une grande importance au dessin des personnages tout en n'indiquant que sommairement les arrière-plans et les éléments du décor. De manière à saisir au mieux l'attitude des personnages, il travaille le plus souvent ses esquisses d'après modèles, en réalisant de nombreux croquis avec l'aide de ses collaborateurs, prenant la pose devant eux ou devant un miroir. Sa recherche de justesse et de précision le pousse à reprendre ses dessins et à en multiplier les traits, au point parfois de percer la feuille de papier sur laquelle il travaille,.
Hergé prend ensuite un calque des différents crayonnés afin de choisir le trait qui lui semble le meilleur et le plus expressif, la ligne claire étant avant tout pour lui un art de l'épure, tout en retravaillant le cadrage et la position des personnages sur le dessin, avant de procéder à l'encrage de la planche,.

#### Cadrage, perspective et mouvement
Hergé construit ses séquences à la manière d'un réalisateur de cinéma et emprunte au septième art un grand nombre de procédés pour donner à ses aventures le sens de l'action et du suspense. Il joue notamment sur la profondeur de champ pour donner du relief à son dessin, en organisant le décor et les personnages de manière à guider le regard du lecteur vers le point de mire de l'image, qu'il s'agisse d'un obstacle à franchir pour le héros ou du but qu'il doit atteindre. L'écrivain Pierre Sterckx insiste sur le fait que Hergé « a pris soin d'orchestrer des scénographies perspectivistes » à travers de larges cases, comme quand Tintin est reçu à la cour de Syldavie dans Le Sceptre d'Ottokar ou bien quand il pénètre à Moulinsart avec le capitaine. Le cadrage et le point de vue sont d'autant plus déterminants que selon l'angle et la composition choisis par Hergé, le dessinateur peut faire naître la peur ou l'impression de vitesse chez son lecteur. Tintin en Amérique contient par exemple plusieurs images en plongée ou en contre-plongée qui accentuent ces effets, comme le dessin montrant Tintin suspendu dans le vide, passant d'une fenêtre à l'autre au 37e étage d'un immeuble de Chicago. L'angle choisi donne l'impression d'une façade sans fin, notamment par le quasi-parallélisme des lignes de fuite ne convergeant qu'hors-champ, qui conduit le lecteur auprès du héros, face au vertige et au danger.
Pour faire naître l'impression de mouvement et de vitesse, Hergé utilise notamment la technique du travelling. Dans ce même album, une série de quatre images successives montre Tintin qui grimpe un escalier. Ce fractionnement de l'action en quatre images répétées apporte une certaine continuité au mouvement, tout en en accentuant la vitesse. Plus loin, un montage de trois dessins d'une même locomotive, vue sous trois angles différents, permet au lecteur de suivre le mouvement tout en suggérant le danger imminent pour le héros. Comme de nombreux réalisateurs, Hergé pratique également l'ellipse, de sorte qu'un seul dessin raconte non seulement ce qui se passe mais également ce qui vient de se dérouler, en le suggérant au lecteur sans lui montrer. L'ellipse narrative, tout en entretenant le rythme de l'action, en renforce le caractère dramatique.
Enfin, certaines images sont construites à la manière d'un plan-séquence instantané, comme une image du Crabe aux pinces d'or montrant des pillards fuyant sous les injures du capitaine Haddock en plein désert, un dessin qu'Hergé considérait comme l'un des mieux réussis de sa carrière,. L'image est composée de telle façon que chaque pillard est saisi individuellement dans une phase différente de la fuite, pour être un seul et même homme dont le mouvement serait décomposé.

#### Une grammaire de la bande dessinée moderne
Hergé agrémente peu à peu son dessin d'une série de conventions graphiques « qui dessinent une véritable grammaire de la bande dessinée moderne » selon l'expression du journaliste Jérôme Dupuis, qui précise que si Hergé n'est pas l'inventeur de ces différents signes, il a contribué à les codifier. Ces éléments visent à accentuer certains effets, à donner du mouvement et de l'intensité à l'image mais aussi à souligner le comique d'une situation.
Les gouttelettes de sueur sont les signes les plus employés par le dessinateur et se présentent quasiment à chaque page : elles entourent le visage des personnages comme pour souligner leur stupéfaction, leur angoisse ou leur énervement. Pour signifier la violence d'un choc, Hergé utilise des étoiles, mais leur caractère multicolore ajoute de la gaieté et souligne l'effet comique de ce choc, faisant de ces signes le « symbole d'une violence tempérée par l'humour ». Aux étoiles s'ajoute parfois une spirale qui peut signifier l'étourdissement du personnage, mais ce signe représente également la folie, comme sur la tête de Didi dans Le Lotus bleu, ou l'ivresse, comme sur celle de Milou dans Tintin au Tibet. Ces spirales introduisent une sensation de vacillement dans l'univers par ailleurs bien ordonné d'Hergé. Enfin, le dessinateur pousse l'onomatopée à son paroxysme au point de proposer des cases composées d'une seule onomatopée en gros caractère. Si ce procédé demeure assez rare dans la série, il témoigne d'une autre inspiration d'Hergé, lequel appréciait le travail de Roy Lichtenstein, l'un des artistes majeurs du pop art américain.
Par ailleurs, la case noire apparaît comme une utilisation poussée à l'extrême de l'économie de moyens, au service de la narration. Dans ces cases qui ne montrent rien, l'action est en quelque sorte suspendue, suscitant l'inquiétude du lecteur quant au sort de son héros.
Le motif de l'escalier est régulièrement repris par Hergé, dans la mesure où ce type de transition permet, selon Ludwig Schuurman, de « verticaliser » le récit et d'en bouleverser « l'horizontalité traditionnelle et sécurisante du sens de lecture du texte ». Selon Jean Chevalier et Alain Gheerbrant, « l'escalier est le symbole de la progression vers le savoir, de l'ascension vers la connaissance et la transfiguration », il accroît donc la tension du récit puisque chaque degré rapproche le héros du danger ou de la délivrance, ce pourquoi ce motif est omniprésent dans les différents albums. Plus encore, Hergé introduit souvent l'escalier en colimaçon, à l'image de celui du donjon du château de Ben More dans L'Île Noire, « véritable impasse qui débouche sur un vide prévisible, et sur une mort probable ». Sa forme hélicoïdale concrétise « l'idéogramme favori d'Hergé, c'est-à-dire la volute spiralée placée au-dessus de la tête des personnages quand ils sont évanouis, pris de vertige ou fous », qui trouve son expression la plus fantastique dans la spirale de feu qui soulève le professeur Tournesol sur la couverture des Sept Boules de cristal. De fait, l'escalier en colimaçon associe les qualités formelles et esthétiques de la bande dessinée, à savoir la régularité rectangulaire des vignettes, la taille invariable des marges et des caractères, l'alignement des bâtiments, et la rondeur des personnages et des principaux éléments de décors comme des onomatopées.

#### Controverse des culottes de golf

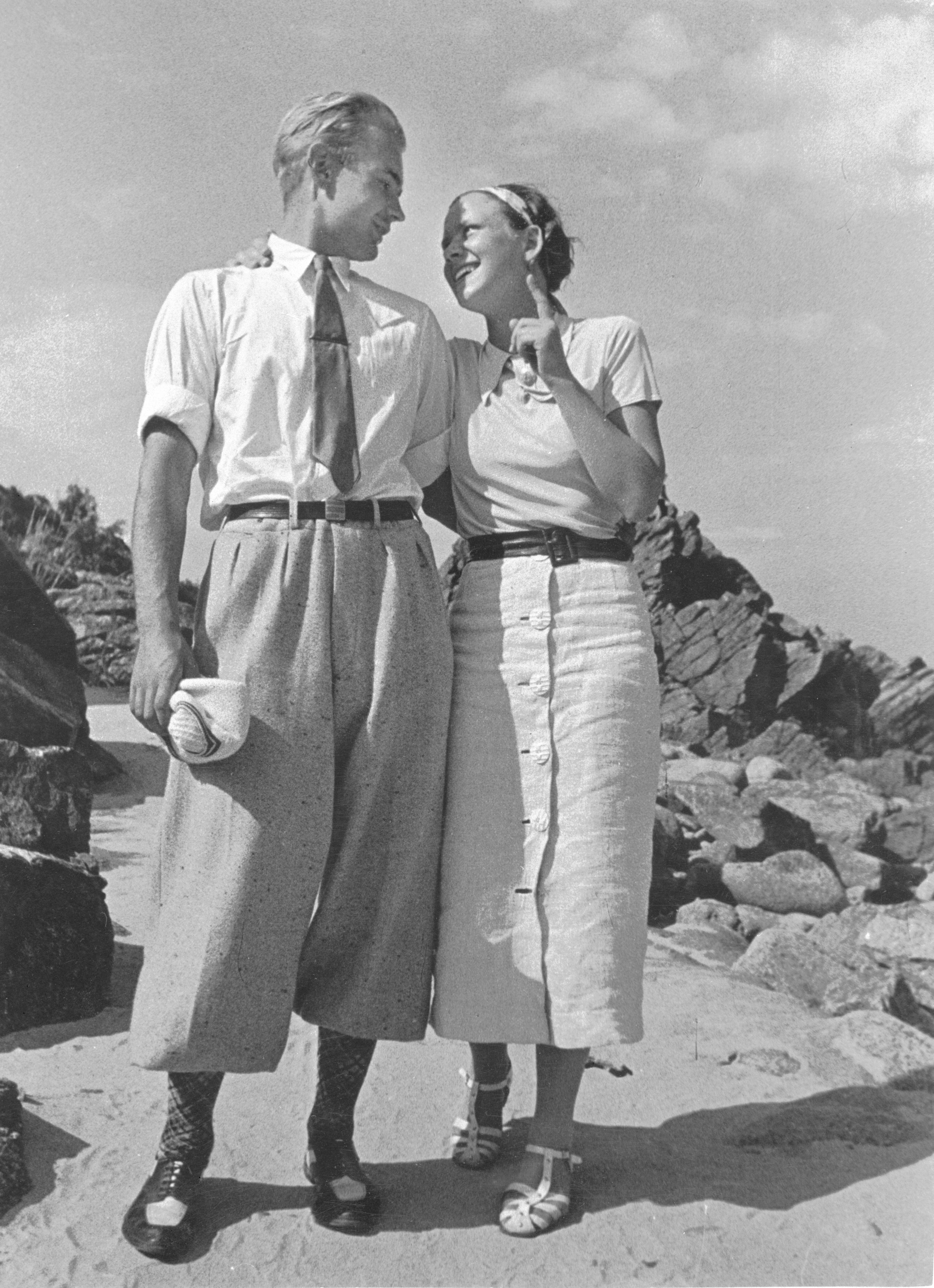
Un jeune homme portant une culotte de golf en 1936, époque où ce type de pantalon est à la mode.

Hergé habille son héros d'une culotte de golf, type de pantalon court inventé par les Britanniques, porté en Europe dans les années 1930. Pendant quarante ans, malgré les changements de mode, Tintin porte ce pantalon devenu incontournable de son image. Il ne l'enlève que temporairement, le troquant par exemple pour des accoutrements locaux dans ses voyages.
En 1964, le dessinateur demande aux lecteurs du magazine Marie Claire leur avis sur le pantalon de Tintin. Les sondés se prononcent en majorité en faveur du maintien des fameuses culottes de golf. À l'occasion de ce sondage, l'écrivain et tintinophile Gabriel Matzneff s'insurge contre une éventuelle modernisation, craignant qu'Hergé sollicite son public en vue de modifier son personnage. Matzneff publie une lettre ouverte au dessinateur dans Combat, intitulée « Ne déculottez pas Tintin ! ». Matzneff considère qu'une telle modernisation nuirait au « caractère d'éternité » des albums, qui « échappent aux modes et au temps », les vêtements de Tintin lui constituant un « uniforme » qui « porte le sceau de cette intemporalité » ; de plus, il place Hergé au-dessus de ceux qui ont besoin de coller à la mode pour avoir du succès, arguant par ailleurs de l'instabilité de celle-ci — voire d'un possible retour des culottes de golf au goût du jour.
Hergé cède finalement à son temps et habille son héros de jeans marron pour le film d'animation Tintin et le Temple du Soleil en 1969. Ce nouveau pantalon est à la fois plus aisé à animer et plus compréhensible à l'international. Hergé le justifie par la volonté de rendre son personnage plus accessible à l'exportation, dans des pays où il n'est pas connu, en le débarrassant de ce vêtement désuet. Ce changement provoque une manifestation enfantine aux cris de « Rendez à Tintin sa culotte de golf », devant le cinéma Paramount-Élysées à Paris, avec en tête de cortège Alain Delon, son épouse Nathalie et leur fils Anthony. En dépit des critiques, la transformation est conservée dans les apparitions suivantes, dont l'autre long-métrage Tintin et le Lac aux requins en 1972,.
Lors d'une interview en 1971, Hergé révèle que Tintin ne portera plus ses culottes de golf dans l'album à venir. Sur cet aspect déjà fortement décrié, il juge lui-même que ce n'est pas une « grande révolution », et souligne que le pantalon est de la même couleur et ne se remarque pas. Le dernier album, Tintin et les Picaros, en 1976, montre Tintin portant une paire de jeans marron aux jambes légèrement évasées. Le changement marque les lecteurs et les critiques, pour un album déjà très mal jugé. La plupart le désapprouvent. Philippe Goddin considère que, sur le plan visuel, « avec des jeans plus conventionnels, Tintin s'est physiquement éteint ». Ludwig Schuurman adhère aux arguments énoncés par Matzneff dès 1964. Pierre Assouline rejette cette concession du dessinateur à l'air du temps, doublée d'une volonté de rendre l'allure de Tintin plus acceptable au grand public américain, car, de son point de vue, ce changement est du « pire effet ». Les adaptations ultérieures, après la mort d'Hergé, gomment ce changement, rendant à Tintin son pantalon emblématique et immuable.

### Influences
Hergé admirait, dans sa jeunesse, l'illustrateur Benjamin Rabier. Il a avoué que de nombreux dessins de Tintin au pays des Soviets reflétaient cette influence, en particulier ceux représentant des animaux. Le travail de René Vincent, le dessinateur de mode de la période Art déco, a également eu un impact sur les premières aventures de Tintin : « On retrouve son influence au début des Soviets, quand mes dessins partent d'une décorative, une ligne en S, par exemple (et le personnage n'a qu'à se débrouiller pour s'articuler autour de ce S !) ». Hergé reconnaîtra aussi sans honte avoir volé l'idée des « gros nez » à l'auteur de bandes dessinées américain George McManus : « Ils étaient si drôles que je les ai utilisés sans scrupules ! ».
Au cours des nombreuses recherches qu'il a menées pour Le Lotus bleu, Hergé a également été influencé par le dessin chinois et japonais, et par les estampes. Cette influence est particulièrement visible dans les paysages marins d'Hergé, qui rappellent les œuvres de Hokusai et Hiroshige.
Hergé a aussi reconnu que Mark Twain l'avait influencé, même si son admiration l'a conduit à se tromper en montrant des Incas ne sachant pas ce qu'était une éclipse solaire, lorsque ce phénomène a lieu dans Le Temple du Soleil. T. F. Mills a rapproché cette erreur de celle de Mark Twain décrivant des « Incas craignant la fin du monde dans Un Yankee à la cour du roi Arthur ».
Les paysages représentés dans Tintin ajoutent de la profondeur aux vignettes dessinées par Hergé. Il y mélange des lieux réels et imaginaires. Le point de départ de ses héros est la Belgique, avec dans un premier temps le 26, rue du Labrador, puis le château de Moulinsart.
Le meilleur exemple de la créativité d'Hergé en la matière est visible dans Le Sceptre d'Ottokar où Hergé invente deux pays imaginaires (la Syldavie et la Bordurie) et invite le lecteur à les visiter en insérant une brochure touristique au cours de l'histoire.
Hergé a donc dessiné plusieurs milieux différents (des villes, des déserts, des forêts et même la Lune), mais, pour amplement démontrer le talent d'Hergé, on notera trois grands espaces : la campagne, la mer et la montagne.

#### Cinéma
Dès son plus jeune âge, Hergé découvre le cinéma dans les salles bruxelloises où sa mère le conduit fréquemment. Le futur dessinateur se passionne alors pour le cinéma muet et les génies du burlesque américain, dont l'influence est grande dans Les Aventures de Tintin. Hergé puise dans les grands classiques du septième art pour enrichir sa galerie de personnages, notamment les méchants comme le Docteur Müller, inspiré du personnage principal de L'Île du docteur Moreau, et le colonel Sponsz qui copie le personnage joué par Erich von Stroheim dans Folies de femmes, mais aussi le yéti de Tintin au Tibet et le gorille Ranko de L'Île Noire qui apparaissent comme les dignes héritiers de King Kong. Il reprend également de nombreux gags inspirés des films de Buster Keaton, des Marx Brothers ou de Laurel et Hardy. Ces derniers, experts en catastrophes, ont notamment servi de modèles aux Dupondt.

#### Design
Hergé, qui se décrit lui-même comme « un type du siècle de l'auto, du béton armé et de la TSF », attache une grande importance au réalisme des décors, en particulier les intérieurs. De nombreux éléments issus des arts industriels et du design, dessinés à partir de photographies conservées dans ses archives, sont parfaitement identifiables dans les différents albums de la série. Ainsi, les décors des Aventures de Tintin sont parfois à l'avant-garde de la modernité. À titre d'exemple, des fauteuils tubulaires dessinés par l'architecte allemand Ludwig Mies van der Rohe sont représentés dans Le Lotus bleu, les fauteuils kangourous de Jean Prouvé figurent dans Tintin au Tibet, et un banc conçu par Harry Bertoia apparaît dans Tintin et les Picaros. Des téléphones noirs en Bakélite, matériau largement utilisé dans la première moitié du XXe siècle, sont présents dans les albums, tandis que les patins à moteur mis au point par le professeur Tournesol dans Coke en stock reprennent le design des robots ménagers des années 1950.

#### Arts premiers
Les arts premiers font leur entrée dans la série avec Tintin au Congo, album dans lequel figurent de nombreux objets d'art africain traditionnel, en particulier la tenue du sorcier inspirée d'une statue d'homme-léopard visible au musée royal de Tervueren.
Mais c'est dans L'Oreille cassée que l'art primitif trouve sa plus grande place : l'album s'ouvre dans un musée ethnographique où les visiteurs admirent une collection que l'auteur a rassemblée à partir d'œuvres provenant du monde entier, en particulier des poteaux polychromes yoruba, un mât totémique provenant de l'ouest canadien, un masque bapende ou encore un masque sénoufo rappelant le Bénin et le Congo,. Les Arumbayas qui peuplent la jungle santhéodorienne, de même que les Bibaros, leurs rivaux, sont inspirés des Jivaros, un peuple de réducteurs de têtes qui vit dans les forêts de la haute Amazonie.
Dans Vol 714 pour Sydney, c'est à partir d'un tiki découvert sur l'île de Hiva Oa qu'Hergé dessine les têtes sculptées colossales que Tintin et ses compagnons découvrent dans une galerie souterraine.

#### Égypte et monde arabe
Bien que les décors égyptiens n'occupent que cinq des soixante-deux planches des Cigares du pharaon, Hergé les documente minutieusement pour s'approcher d'un plus grand réalisme. Il représente plusieurs lieux connus, des rues de Port-Saïd à l'architecture islamique soignée aux pyramides de Gizeh, et puise dans le décor des sépultures des pharaons de la vallée des Rois pour composer le tombeau de Kih-Oskh.
Par ailleurs, Hergé dresse dans ses Aventures la représentation d'un Orient fantasmé et merveilleux : « Des immensités sans repères, ponctuées de campements de Bédouins : l'Arabie de Tintin est une illusion »,. Si le Moyen-Orient est l'un des décors les plus représentés de la série, à travers trois albums que sont Les Cigares du pharaon, Tintin au pays de l'or noir et Coke en stock, il est aussi l'un des moins bien définis. Cette représentation s'inscrit dans l'image d'un Orient rêvé qui prédomine en Europe depuis la vague de l'orientalisme au XIXe siècle et est largement véhiculée au début du siècle suivant notamment par les écrits des Britanniques Thomas Edward Lawrence, auteur des Sept Piliers de la sagesse, et Charles Montagu Doughty, ou des films à succès comme Le Fils du cheik, sorti en 1926.
Les décors du Crabe aux pinces d'or, dont l'action se déroule pourtant au Maroc, se rapprochent néanmoins de ceux du Moyen-Orient, sans variation. Le dessinateur montre ainsi le monde arabe comme un seul et même territoire, où le décor est à peu près le même partout : des oasis de vies humaines au milieu d'un désert immense, vide et hostile. Selon la géographe Anna Madœuf, « l'Orient d'Hergé n'est jamais absolument réel, ni tout à fait improbable, au point d'être son propre pastiche. Tout est plausible, mais presque tout peut se révéler factice ».

#### Asie: Chine et Tibet
Pour dessiner les décors et les paysages du Lotus bleu, Hergé assemble des éléments issus de son abondante documentation iconographique. Si les décors de la ville de Shanghai sont imaginaires, ils empruntent toutefois des éléments d'architecture présents dans d'autres villes chinoises. Dans le Shanghai inventé par Hergé, les maisons sont recouvertes de toits en tuiles vernissées aux extrémités recourbées vers le ciel, tandis que la ville est entourée de hautes murailles que les habitants franchissent par des « portes lunes » qui symbolisent dans les jardins chinois le passage vers un autre monde. Il procède à l'identique pour composer les décors de la ville fictive de Hou-Kou, et l'ensemble de ces décors traditionnels transmettent au lecteur une image de la « Chine immémoriale ».
De même, le réalisme des décors intérieurs tient en grande partie à la présence d'objets d'art chinois comme les laques, les bonsaïs, les rouleaux suspendus, un paysage shanshui typique de la peinture traditionnelle Song, la céramique dont les motifs reprennent ceux de la peinture de genre « hua-niao » — autrement dit « fleurs et oiseaux », ou encore vases à motif floral bleu et blanc qui rappellent ceux de l'époque de la dynastie Qing.
Pour Tintin au Tibet, Hergé s'inspire d'éléments réels en copiant notamment le Qûtb Minâr et le fort Rouge de Delhi, de même que les monuments de la place du Darbâr de Katmandou,. Il représente les paysages himalayens et tibétains, ainsi que le monastère fictif de Khor-Biyong et les costumes traditionnels des moines tibétains, en s'appuyant sur les livres de l'exploratrice Alexandra David-Néel, première femme occidentale à atteindre Lhassa, la capitale tibétaine, mais également les photographies de Marcel Ichac qui illustrent le roman autobiographique de Maurice Herzog, Annapurna, premier 8000, ainsi que des reportages photographiques du National Geographic ou de Paris Match.

#### Amérique latine
Hergé s'aventure une première fois en Amérique latine pour L'Oreille cassée. Le fétiche arumbaya qu'il dessine et dont il fait le cœur de l'intrigue est la copie d'une statuette chimú exposée au musée du Cinquantenaire de Bruxelles. En attribuant cette statuette précolombienne à un peuple primitif de la forêt amazonienne, le dessinateur mêle les époques et les civilisations, ce qu'il fait de nouveau avec le diptyque formé par Les Sept Boules de cristal et Le Temple du Soleil. En faisant voyager son héros à la rencontre des Incas, Hergé multiplie les approximations en regroupant des éléments culturels distants à la fois dans l'espace et dans le temps. Cet assemblage donne néanmoins une image plutôt fidèle, comme le reconnaît l'archéologue Patrice Lecoq qui considère ce périple péruvien comme « un voyage au fond assez proche de la réalité ».
Dans le dernier album achevé de la série, Tintin et les Picaros, les héros voyagent une dernière fois en Amérique latine. Tout en présentant la capitale Tapiocapolis comme une ville moderne très fortement inspirée de Brasilia et de son palais du Planalto, Hergé propose également la visite d'une pyramide « paztèque » qui n'est autre qu'une copie de la pyramide maya de Chichén Itzá. Que ce soit dans L'Oreille cassée ou Tintin et les Picaros, le San Theodoros rassemble les situations politiques de tout le sous-continent.

#### Voitures
Les automobiles sont nombreuses dans Les Aventures de Tintin et leur représentation témoigne du souci de réalisme dont Hergé fait preuve : 79 modèles de voitures sont identifiables dans la série. Grand amateurs de voitures, le dessinateur a d'ailleurs représenté trois de ses propres véhicules : une Opel Olympia dans Le Sceptre d'Ottokar, une Lancia Aprilia dans Tintin au pays de l'or noir et une Porsche 356 bleue dans Coke en stock. Dans le premier cycle de la série, que Frédéric Soumois définit comme un cycle d'aventures et qui court jusqu'à L'Affaire Tournesol, l'automobile est un élément narratif essentiel. Leur usage répond à un besoin vital et urgent du héros dans la poursuite de ses ennemis. Disponibles à profusion, les voitures sont le plus souvent des alliées de Tintin et jouent pour lui les « divinités salvatrices ». Mais ce rôle est paradoxal : tout en permettant au héros de progresser vers son but, l'automobile représente un danger. L'accident automobile est particulièrement présent dans la série : vingt-deux accidents sont recensés dans le premier cycle, dont Tintin est la victime principale à seize reprises. Le plus souvent, il s'en sort indemne, et l'accident est avant tout un procédé narratif permettant de relancer le récit par un épisode spectaculaire. Dans les derniers albums, à mesure que le héros se détache de ses propres aventures, la fonction positive des automobiles s'inverse : elles sont avant tout des accessoires, « reflet de la goujaterie de l'homme et symbole de sa malfaisance ».
Sur un autre plan, les voitures illustrent la personnalité de leur propriétaire, comme le souligne Charles-Henri de Choiseul Praslin : « Quelle autre voiture que la 2 CV pouvait incarner, ne serait-ce que par le chiffre 2, les Dupond et Dupont, personnages chaotiques, mais infatigables arpenteurs des chemins de traverse et impossibles à déstabiliser ? La 403 de la Castafiore révèle le caractère finalement un peu bobonne de la diva. L'Ami 6 Citroën […] va parfaitement au docteur du village de Moulinsart, ce brave médecin de campagne qui arbore son nœud papillon ».

#### Tintin et Jules Verne
Dans un ouvrage paru en 1998, Jean-Paul Tomasi et Michel Deligne étudient les liens entre les romans de Jules Verne et les œuvres d'Hergé, soutenant que ce dernier s'est abondamment inspiré du précédent. Pour autant, le dessinateur a toujours affirmé n'avoir jamais lu les romans verniens, à l'exception de Vingt Mille Lieues sous les mers qu'il n'avait pas apprécié. Selon Benoît Peeters, Robert Pourvoyeur ou encore Benoît Mouchart, ce n'est qu'à partir de L'Étoile mystérieuse en 1942, lorsque le dessinateur entame une collaboration avec Jacques Van Melkebeke, infatigable lecteur et riche d'une culture littéraire dont Hergé est dépourvu,. Ainsi, Jean Rime prétend que si des ingrédients narratifs issus des romans de Jules Verne se retrouvent dans les premières Aventures de Tintin, c'est le fruit d'une influence indirecte. Selon lui, ces éléments « ressortissent soit à des archétypes universels, soit à un fonds de situations verniennes recyclées à l'envi par la littérature et l'imagerie populaire ».

## Univers de la série

### Tintin, reporter du siècle
« J'ai toujours été en prise directe avec l'actualité. J'avais l'impression d'être imbibé d'actualité, de la restituer dans Tintin et Milou. »

— Hergé, entretien avec Philippe Bouvard dans l'émission Samedi soir le 9 décembre 1972,.
Du premier récit, Tintin au pays des Soviets, qui apparaît comme une critique sévère du communisme soviétique, à la dernière histoire achevée, Tintin et les Picaros, qui met en lumière les guérillas sud-américaines, les aventures de Tintin s'inscrivent dans l'actualité de leur époque. La fiction d'Hergé se nourrit des grands évènements historiques du XXe siècle, principalement dans les premiers épisodes de la série : Tintin au Congo repose sur la domination européenne de l'Afrique coloniale, Les Cigares du pharaon évoque la découverte du tombeau de Toutânkhamon et la malédiction qui s'ensuit, Le Lotus bleu dénonce l'expansionnisme japonais en mentionnant l'incident de Mukden et L'Oreille cassée transpose la guerre du Chaco quand Le Sceptre d'Ottokar figure comme « le récit d'un Anschluss raté ». Après guerre, les bouleversements historiques et les mutations sociétales sont toujours présents dans l'œuvre d'Hergé, par exemple dans L'Affaire Tournesol qui présente une dictature totalitaire dans le contexte de la Guerre froide ou dans Les Bijoux de la Castafiore qui recèle une critique de la culture de masse et de la société des médias.
De fait, Tintin est souvent représenté comme un « reporter du siècle », mais pour le tintinophile Jean Rime, une telle vision « procède ainsi d'un regard rétrospectif embrassant toute la carrière d'Hergé », alors que « l'inspiration du quotidien n'est pas ici aussi immédiate que la réduction temporelle opérée par un éloignement de près d'un siècle peut le faire croire ». À titre d'exemple, il s'écoule trois ans entre l'incident de Mukden qui entraîne l'invasion japonaise de la Mandchourie et sa reprise fictionnelle dans Le Lotus bleu, ce qui va à l'encontre d'un « reporter globe-trotter censé courir le scoop ». Les aventures de Tintin entretiennent donc un « rapport ambigu à l'actualité » qui, selon Jean Rime, doit d'abord être interrogé à travers « la perception de cette dernière telle qu'elle était alors filtrée par la culture médiatique » avant d'observer « les modalités et les motivations de sa reconfiguration dans [la série] ».

### Sciences
Le personnage du savant est récurrent dans les Aventures de Tintin, mais seul le professeur Tournesol s'installe durablement dans la série. Chez Hergé comme chez les autres auteurs de bande dessinée au XXe siècle, la figure du savant répond à un certain nombre de stéréotypes. D'une part, sa tenue vestimentaire est le plus souvent désuète et négligée. D'autre part, il est fréquemment présenté comme un éternel distrait, ce qui renforce sa relative indifférence aux évènements du quotidien, et comme un génie travaillant seul, « qui progresse dans son entreprise sous le coup d'inspirations subites ». Tryphon Tournesol partage donc ces caractéristiques avec les autres savants de l'univers de Tintin, l'égyptologue Philémon Siclone dans Les Cigares du pharaon, le sigillographe Nestor Halambique dans Le Sceptre d'Ottokar et l'astronome Hippolyte Calys dans L'Étoile mystérieuse. Le savant d'Hergé s'inscrit donc en premier lieu dans la lignée du savant Cosinus, archétype du savant distrait créé à la fin du XIXe siècle. Mais alors que les premiers savants de la série disparaissent au terme d'un seul album, Tournesol devient un personnage récurrent et symbolise la période scientifique des aventures, des années 1940 à 1960, lors de laquelle Hergé « propage une vision optimiste du progrès des sciences ». Apparu comme un bricoleur de talent, Tournesol devient rapidement une sommité, au point qu'on lui confie la direction de la « section astronautique » du Centre de recherches atomiques de Sbrodj, en Syldavie, et la conception d'une fusée lunaire. Comme le souligne le journaliste Nicolas Witkowski, « professeur d'aucune université, à mi-chemin entre le concours Lépine et le prix Nobel, Tournesol incarne ce virage qui a vu le savant du XIXe siècle se muer en chercheur au XXe ».
Les albums de Tintin abordent de nombreuses disciplines scientifiques : l'égyptologie dans Les Cigares du pharaon, l'ethnographie dans L'Oreille cassée et l'archéologie, à travers les recherches sous-marine de l'épave de La Licorne dans Le Trésor de Rackham le Rouge ou la quête d'un tombeau mérovingien menée par Tournesol dans Les Sept Boules de cristal et qui le conduit à la découverte du bracelet de Rascar Capac, l'astronomie, à travers l'éclipse du Temple du Soleil, l'aérolithe de L'Étoile mystérieuse, l'astronautique et la physique nucléaire dans l'aventure lunaire et L'Affaire Tournesol, mais également la chimie, sous forme de poisons, de sérums ou d'additifs utilisés dans plusieurs récits,.
À travers ses récits, Hergé démontre sa fascination pour les phénomènes naturels. Ainsi, l'éclipse solaire joue un rôle salvateur lorsque les héros sont prisonniers des Incas, tandis que Vol 714 pour Sydney se conclut par une éruption volcanique. Les mirages interviennent fréquemment, de même que le phénomène de foudre en boule, pourtant rarissime. Dans Tintin et les Picaros, il confronte le capitaine Haddock à une gymnote, un poisson capable de produire un champ électrique. L'évocation de certains phénomènes offre au dessinateur de faire œuvre de vulgarisation scientifique, mais les Aventures de Tintin sont loin de suivre l'actualité scientifique de leur époque. Ainsi, la spectroscopie évoquée dans L'Étoile mystérieuse est apparue dès la fin du XIXe siècle, tandis que le télescope utilisé dans Objectif Lune est celui que l'astronome américain Edwin Hubble utilisait déjà dans les années 1920.

### Mer
Dans l'imaginaire collectif occidental, la mer a longtemps constitué un espace aussi fascinant que redouté, inspirant de nombreuses œuvres littéraires ou cinématographiques de la seconde moitié du XIXe siècle à l'entre-deux-guerres. Hergé s'inscrit pleinement dans cette tradition et puise abondamment dans l'univers maritime pour nourrir ses récits. La mer est omniprésente dans Les Aventures de Tintin, au point de figurer sur la couverture de cinq albums. L'auteur en représente les différentes facettes : s'il fait voyager son héros sur de luxueux paquebots dans ses premières aventures, il dépeint également l'atmosphère sinistre et empreinte de trafics de la marine marchande, dans des scènes mystérieuses sur les quais ou à bord de cargos dont Le Crabe aux pinces d'or offre de beaux exemples.
Ce dernier album, dans lequel Tintin rencontre le capitaine Haddock, ouvre ce que Philippe Goddin considère comme le « cycle maritime » de la série, et qui se poursuit jusqu'au Trésor de Rackham le Rouge, faisant alors de la mer le décor principal de l'aventure, comme si, pour Hergé, l'évasion de son héros semblait nécessaire dans le contexte d'occupation allemande de la Belgique pendant la Seconde Guerre mondiale. C'est à cette période qu'Hergé fait apparaître des navires qui peuvent être considérés comme des personnages à part entière plutôt que de simples bateaux, à l'image de La Licorne ou du Sirius.
Hergé évoque également les récits d'aventures et de piraterie dans Le Secret de La Licorne et Le Trésor de Rackham le Rouge, mais aussi l'exploration scientifique en décrivant une expédition européenne vers l'océan Arctique dans L'Étoile mystérieuse. De même, l'imaginaire marin étant étroitement lié aux catastrophes, la mer fait souvent figure de danger pour les personnages de la série qui ont alors recours à des canots de sauvetage, comme lors de l'incendie du Ramona dans Coke en stock ou après l'explosion de La Licorne. Étroitement liées à l'univers maritime, les îles servent de décor à de nombreux épisodes de la série que l'auteur rattache à de grands mythes culturels et littéraires, comme celui de l'île hantée dans L'Île noire, de l'île éphémère dans L'Étoile mystérieuse, de l'île au trésor dans Le Trésor de Rackham le Rouge ou de l'île engloutie dans Vol 714 pour Sydney.

### Île
Le motif littéraire de l'île est largement répandu dans la série car, selon Ludwig Schuurman, « le jeune Hergé subit de fait l'influence plus ou moins consciente d'une littérature foisonnante ancestrale et inscrit ainsi son œuvre dans une tradition littéraire mythique ». Par sa nature-même, l'île est un lieu d'aventure et celles visitées par Tintin sont, pour la plupart, « quasi inconnues et presque vierges » jusqu'à son passage. Le motif de l'île, par sa relative inviolabilité, son inaccessibilité naturelle et sa dimension réduite, offre au dessinateur des possibilités narratives et graphiques attrayantes. C'est pour cette raison qu'à l'exception de l'île du Le Trésor de Rackham le Rouge, toutes les iles représentées par Hergé peuvent être contenues dans l'espace d'une vignette.
L'Île Noire marque la première intrusion de Tintin dans « l'espace insulaire ». Le thème est ensuite repris avec l'aérolithe fantastique de L'Étoile mystérieuse, l'île au trésor fantasmée, exotique et déserte du Trésor de Rackham le Rouge, l'île volcanique de Pulau-Pulau Bompa dans Vol 714 pour Sydney et enfin l'île d'Ischia, seule île authentique de la série où Hergé prévoyait d'envoyer son héros dans Tintin et l'Alph-Art. Par ailleurs, Pierre Sterckx et Cyrille Mozgovine affirment qu'« une sorte de structure insulaire marque certains hauts lieux de la saga tintinesque », ce pourquoi ils considèrent le Temple du Soleil, le centre de recherche atomiques de Sbrodj (Objectif Lune), le monastère de Khor-Biyong et le château de Moulinsart comme des îles à part entière et autant de lieux menacés par l'invasion « étrangère ». À ce titre, Ludwig Schuurman croit bon d'ajouter à cette liste la fusée lunaire et la Lune elle-même.

### Art
Tintin et l'Alph-Art, l'album inachevé, est le seul de la série dont l'art — et ses contrefaçons — est au cœur du récit. Pour autant, l'œuvre d'Hergé est ponctuée de références à ce domaine. Bien qu'amateur d'art lui-même, Hergé en offre une représentation peu flatteuse.
Dans L'Oreille cassée, les copies du fétiche arumbaya se multiplient, ce qui pose indirectement la question de la mutation radicale du statut d'une œuvre d'art engendrée par sa reproduction mécanique. Plus tard, Le Secret de La Licorne met en scène des collectionneurs de bateaux, d'une part Ivan Sakharine, amateur obsessionnel, d'autre part les frères Loiseau, des antiquaires-malfrats, qui convoitent ces maquettes pour le profit qu'ils peuvent en tirer et qui entassent une collection d'objets en tout genre dans la crypte du château de Moulinsart. Dans Vol 714 pour Sydney, un autre collectionneur, Laszlo Carreidas, ne s'intéresse qu'à sa valeur financière et refuse dans un premier temps d'acheter de nouveaux tableaux de grands maîtres dont il déborde, avant de se raviser en apprenant qu'Aristote Onassis est acheteur.
Sur un autre plan, les rêves qui parsèment les aventures, comme celui de Tintin dans Les Cigares du pharaon ou celui de Haddock dans Tintin au Tibet, mêlent diverses influences artistiques, de l'art égyptien au surréalisme.

### Fantastique et science-fiction
Le critique littéraire François Rivière met en avant le « réalisme fantastique » qui serait propre à l'œuvre d'Hergé. Les phénomènes étranges et paranormaux abondent dans la série et culminent dans Les Sept Boules de cristal, un album dont le fantastique constitue le cœur du récit. La présence de ces phénomènes dans l'univers pourtant très réaliste de la série témoigne de l'intérêt profond de la part d'Hergé pour ce domaine.
Quant à celui de la science-fiction, les deux récits de l'aventure lunaire Objectif Lune et On a marché sur la Lune, de même que L'Affaire Tournesol et Vol 714 pour Sydney ont en commun de poser comme acquis l'existence d'autres univers technologiques, des découvertes ou des réalisations scientifiques anticipées, voire un monde extra-terrestre. L'Étoile mystérieuse, dont l'étrange métal contenu dans l'aérolithe a la capacité de faire grossir tout qui s'y frotte, mêle aussi bien la science-fiction que des éléments propres à « l'épaisseur hésitationnelle » caractéristique du fantastique.

### Mort
La mort est omniprésente dans les Aventures de Tintin. Elle y revêt de multiples dimensions. Dès la première aventure, Tintin au pays des Soviets, où le héros rêve qu'il meurt dans l'explosion d'une bombe, à l'album inachevé Tintin et l'Alph-Art, où il est menacé de disparaître dans une sculpture en polyester, Tintin évolue sous la menace permanente, de sorte que la mort constitue le ressort de l'aventure : « Elle rythme l'action, elle donne vie à l'intrigue ». Tout au long des aventures, les accidents, les chutes, les explosions et les fusillades se multiplient : l'historien René Nouailhat précise d'ailleurs que le mot « mort » apparaît 24 fois dans Tintin au pays des Soviets. Mais bien que le héros risque sans cesse de disparaître, il finit toujours par s'en sortir, « son immortalité étant la marque de son héroïsme ».
La mort n'apparaît pas seulement sous la forme d'un danger pour la vie du héros : elle est également évoquée à travers les momies de la tombe du pharaon Kih-Oskh dans Les Cigares du pharaon, la malédiction de Rascar Capac dans Les Sept Boules de cristal ou encore la menace de fin du monde dans L'Étoile mystérieuse. Dans Tintin au Tibet, le héros veut croire à la survie de son ami Tchang, contre toutes les apparences, et son sauvetage apparaît comme une véritable « victoire sur la mort ».
La mort d'un personnage est représentée pour la première fois dans L'Oreille cassée, avec la noyade des bandits Alonzo Perez et Ramon Bada. La présence de démons qui les conduisent en enfer est conforme à l'illustration religieuse des catéchismes de l'époque. Dans On a marché sur la Lune, la mort de Jorgen, le bandit qui voyageait clandestinement à bord de la fusée qu'il voulait détourner, semble acceptable pour les héros, dans la mesure où elle survient accidentellement, au cours d'une bagarre avec son complice Wolff. Ce dernier se repent de sa trahison en se jetant dans le vide, un sacrifice qui sauve Tintin et ses amis pour qui l'oxygène aurait fini par manquer avant le retour sur Terre. Pour autant, la représentation d'un suicide risquant de heurter son lectorat, Hergé choisit d'atténuer le destin tragique de Wolff en ajoutant une lettre écrite par le personnage avant de disparaître, dans laquelle il évoque un « miracle » qui lui permettra d'en réchapper. Dans ces différents cas, la représentation de la mort est atténuée, ce qui peut s'expliquer, selon René Nouailhat, par l'influence du milieu catholique dans lequel sont diffusées les aventures de Tintin : « Chez Hergé et Jacobs, le référentiel de la mort est principalement biblique et chrétien. Ces deux artistes, comme la majorité des auteurs de bandes dessinées belges de cette époque, avaient appris leur métier dans un milieu professionnel catholique et fier de l'être. La première imprégnation des histoires dessinées imprimées au milieu du siècle dernier relevait largement d'une pastorale de l'Église catholique alors audacieuse pour diffuser de la sorte, en Belgique comme en France, l'exemplarité de la morale chrétienne. Les premiers héros dessinés étaient des saints et leur engagement pour le Bien était celui des valeurs de l'Évangile ».

### Sociétés secrètes
Les Aventures de Tintin conduisent souvent leur héros sur la piste de dangereux trafiquants ou de complots en tous genres. Le journaliste Hervé Gattegno relève la présence de sociétés secrètes dans 14 des 24 albums de la série : « Son créateur n'aura cessé de placer sur la route de Tintin des ligues de tueurs, bandes de faussaires et autres associations de malfaiteurs. Des internationales clandestines conçues comme autant d'hydres à têtes multiples dont le héros devra triompher plus d'une fois avant d'en venir à bout. » Dans Tintin au Congo, le jeune reporter affronte le sorcier de la tribu des Babaoro'm, membre de la secte des Aniotas, et déjoue les plans de l'émissaire d'Al Capone qui cherche à l'éliminer. C'est la mafia dirigée par le célèbre bandit que Tintin combat ensuite en Amérique. Les groupes que le héros doit affronter dans les aventures suivantes sont moins authentiques mais tout aussi nombreux, de la véritable « internationale du crime » constituée par Rastapopoulos et son réseau de trafiquants d'opium dans Les Cigares du pharaon puis Le Lotus bleu aux putschistes du Sceptre d'Ottokar en passant par les faux-monnayeurs de L'Île noire.
Si Tintin consent parfois à intégrer ces organisations, c'est toujours pour la bonne cause, à l'image de sa lutte aux côtés des Fils du dragon dans Le Lotus bleu ou avec les Picaros du général Alcazar dans l'album éponyme.

### Thématique du faux
Le thème du faux est un sujet essentiel et continu dans la série, dont le mystère autour des origines familiales d'Hergé pourrait expliquer le caractère obsessionnel. Benoît Peeters montre l'importance de cette problématique : « [Hergé] est un des artistes du XXe siècle qui a le mieux et le plus constamment posé le rapport au faux : il ne l'a pas posé dans la nostalgie classique du « Vrai », il l'a posé comme une espèce d'évidence de la prolifération du « Faux ». Cela pourrait se marquer à travers de nombreux récits, vous pouvez penser à la fausse monnaie telle qu'elle est traitée dans L'Île Noire, à ces cigares du pharaon qui sont faux car ils sont réceptacles d'autre chose, à ces boîtes de crabe qui ne sont pas des boîtes de crabe, vous pouvez penser à tout ce qui est dit de la collection dans Le Secret de La Licorne, à tout ce bric-à-brac des objets entreposés dans les caves de Moulinsart. C'est un thème qui continuera très, très loin, jusqu'à l'Alph-Art ». Ludwig Schuurman complète cette liste en évoquant les faux policiers de Tintin en Amérique, la fausse disparition de l'explorateur Ridgewell et les nombreuses copies du fétiche arumbaya dans L'Oreille cassée, le jumeau du professeur Halambique qui usurpe son identité dans Le Sceptre d'Ottokar, les fausses pièces du Crabe aux pinces d'or, le vol factice de l'émeraude dans Les Bijoux de la Castafiore ou encore le guet-apens manigancé par le colonel Sponsz puis le coup d'État déguisé dans Tintin et les Picaros.

### Autres thèmes et procédés narratifs récurrents
Hergé utilise régulièrement le cryptogramme comme ressort dramatique de ses aventures car il permet non seulement de lancer (ou relancer) l'action mais également de solliciter le lecteur qui est amené à réfléchir à l'instar du héros pour le décrypter. De cette manière, l'auteur réactive « le phénomène identificatoire qui sous-tend la relation entre le lecteur et le personnage ». Le cryptogramme intervient pour la première fois au début du Lotus bleu, avec le message radio capté par Tintin, puis revient dans L'Île Noire avec la feuille déchirée retrouvée dans la poche d'un aviateur, dont le message crypté indique le lieu et l'heure de livraison des faux billets. Dans Le Secret de La Licorne, c'est l'assemblage des trois parchemins qui doit déterminer l'emplacement de l'épave du navire et du trésor de Rackham le Rouge.
Les Aventures de Tintin se distinguent également par une abondance de grottes, de galeries souterraines et de cryptes, un élément incontournable du récit d'aventures qui se retrouvent aussi abondamment dans l'œuvre d'Edgar P. Jacobs. Pour Pierre Masson, le héros atteint, par l'humilité de la reptation et le déplacement contraint dans cet espace exigu, « une sorte de pays de l'autre côté, zone supposée interdite ». Ludwig Schuurman constate que ces galeries souterrains sont présentes dans la moitié des albums. À titre d'exemple, c'est par ce biais que Tintin pénètre dans le repaire des faux-monnayeurs de L'Île Noire ou dans l'enceinte du Temple du Soleil.
Autre procédé narratif fréquemment utilisé par Hergé, le recours à la mise en garde : les épisodes de Tintin regorgent de prédicateurs, de sermonneurs et de personnages superstitieux, véritables incarnations de la morale et de la bonne conscience, qui avertissent les héros des dangers auxquels ils s'exposent. Ainsi le vieillard de Kiltoch qui révèle à Tintin que L'Île Noire est hantée, le fakir Cipaçalouvishni dans Le Lotus bleu, le prophète Philippulus dans L'Étoile mystérieuse, le camelot du Trésor de Rackham le Rouge, le voyageur du train et la voyante Yamilah dans Les Sept Boules de cristal, le prêtre inca Huascar dans Le Temple du Soleil, le sherpa Tharkey et le moine Foudre Bénie dans Tintin au Tibet, ou encore la bohémienne dans Les Bijoux de la Castafiore. L'interdit verbalisé par ces différents personnages place le héros dans une situation de dilemme « propre à favoriser la tension », ce dernier choisissant systématiquement de passer outre ces recommandations et de braver l'interdit, à la fois « effrayant et fascinant ».

### Famille déchirée
Le thème des enfants brusquement séparés de leurs parents est récurrent dans la série. Le fils du maharadjah de Rawhajpoutalah est kidnappé dans Les Cigares du pharaon, et c'est aussi le cas d'Abdallah, le fils de l'émir Ben Kalish Ezab dans Tintin au pays de l'or noir. Dans Les Bijoux de la Castafiore, la petite Miarka est égarée dans la forêt de Moulinsart, loin de ses parents, tandis que la série comprend également deux orphelins, à savoir Tchang dans Le Lotus bleu et Zorrino dans Le Temple du Soleil. Selon l'universitaire Cristina Álvares, ces enfants disparus « enclavent un petit drame familial dans l'aventure tintinesque » et l'action du héros consiste à « recomposer des familles, lui qui n'en a pas ». Le psychanalyste Serge Tisseron explique la présence de nombreux personnages d'enfants dans les albums par le besoin d'identification des jeunes lecteurs : pour lui, ces personnages constituent « le maillon indispensable de toutes les générations présentes dans Tintin ». À ses yeux, Abdallah incarne le « sale gosse » quand Zorrino représente l'enfant prêt à se sacrifier. Il considère par ailleurs que ces figures d'enfants se retrouvent chez certains personnages adultes d'Hergé, et établit ainsi un parallèle entre l'insupportable Abdallah et le milliardaire antipathique Laszlo Carreidas dans Vol 714 pour Sydney. Selon l'hypothèse de Pierre Assouline, l'un des biographes d'Hergé, la présence de nombreux enfants dans la série peut aussi s'expliquer par l'impossibilité pour le dessinateur d'en avoir un lui-même.

### Humour à travers le dessin et le langage
« Le rire est […] le moteur d'une action dont le suspense est le carburant. C'est parce qu'il y a mystère que l'intrigue nous captive, c'est parce qu'il y a gag qu'elle rebondit. »

— Christophe Barbier, Le rire de Tintin, 2014
L'humour est omniprésent dans les Aventures de Tintin. D'une part, c'est un moyen pour Hergé de maintenir l'attention de son lecteur alors que l'histoire paraît en feuilleton dans la presse, de façon hebdomadaire. D'autre part, en multipliant les gags dans ses albums, l'auteur fait avancer le récit tout en faisant retomber la tension dramatique. Le gag agit ainsi comme « [une] respiration, [une] ponctuation dans une histoire bourrée d'action ». Le critique littéraire François Rivière note que « la saga de Tintin affirme son originalité comique par l'équilibre permanent entre l'anecdote du conteur et les digressions de l'humoriste ».
L'humour dans Tintin tient avant tout à la personnalité de son dessinateur, que Daniel Couvreur qualifie « d'amuseur qui ne s'est jamais pris au sérieux ». Hergé appréciait l'humour potache et cultivait l'autodérision. Il partageait avec ses amis le goût de la fantaisie et du canular, au point d'utiliser dans ses albums les blagues que lui faisaient parfois ses assistants. Il puise notamment son inspiration chez les grands maîtres du cinéma muet et burlesque comme Charlie Chaplin, Buster Keaton, Harold Lloyd, mais aussi les frères Lumière, à l'image de la scène mythique de L'Arroseur arrosé reprise dans Coke en stock aux dépens du capitaine Haddock. Comme le souligne le critique littéraire Tristan Savin, les gags d'Hergé sont « cinématographiques, c'est-à-dire imagés, rythmés, efficaces ».
Le dessinateur multiplie les procédés pour faire rire le lecteur. Ainsi, les chutes, les collisions ou les quiproquos s'enchainent, tandis que les accessoires et les animaux sont tournés en dérision. Entre autres procédés, le comique de répétition est l'un des plus fréquemment utilisés par Hergé. Il apparaît dès Tintin au Congo avec la queue de Milou devenue la proie de plusieurs animaux et se perfectionne au fil des albums, avant de devenir l'une des marques de fabrique du capitaine Haddock, aux prises avec un lama cracheur dans Le Temple du Soleil ou un sparadrap parasite dans L'Affaire Tournesol. La puissance comique des Aventures de Tintin tient notamment dans la personnalité et le caractère des personnages créés par Hergé, qui font le plus souvent rire à leurs dépens. C'est le cas du capitaine qui devient au fil des albums un faire-valoir idéal, auteur de nombreux accès de colère, maladresses ou revirements, mais aussi de la surdité du professeur Tournesol ou des nombreuses collisions dont sont victimes les Dupondt.
Autre ressort comique de la série, le langage propre à chacun de ses personnages. Ainsi, quand les Dupondt multiplient les lapsus, la Castafiore se distingue par sa propension à écorcher le nom de ses interlocuteurs et le capitaine invente des dizaines de jurons. De même, Hergé cherche à faire rire le lecteur à travers les noms propres qu'il invente, dans lesquels il glisse un certain nombre de calembours ou dissimule des mots en brusseleer, le patois du quartier des Marolles dont il est originaire. Enfin, en lecteur passionné des œuvres d'écrivains anglo-saxons comme Jerome K. Jerome et Mark Twain, Hergé utilise l'ironie et l'art du décalage, prêtant à ses personnages un certain nombre de répliques absurdes et d'allusions pince-sans-rire.

### Critiques contre la série
Certains[Qui ?] critiquent les premières Aventures de Tintin, considérant que celles-ci contiennent de la violence, de la cruauté envers les animaux, des préjugés colonialistes et même racistes, présents entre autres dans la description qui y est faite des non-Européens. Ce sont les deux premiers albums qui sont visés.

#### Tintin au pays des Soviets
Dans Tintin au pays des Soviets, les bolcheviques sont dépeints comme des personnages maléfiques. Hergé s'inspire du livre de Joseph Douillet, ancien consul de Belgique en Russie, Moscou sans voile, extrêmement critique envers le régime soviétique. Il remet cela dans le contexte en affirmant que, pour la Belgique de l'époque, nation pieuse et catholique, « tout ce qui était bolchevique était athée ». Dans l'album, les chefs bolcheviques ne sont motivés que par leurs désirs personnels, et Tintin découvre, enterré, le « trésor caché de Lénine et Trotsky ». Hergé a plus tard attribué les défauts de ce premier album à « une erreur de jeunesse ». Mais aujourd'hui, avec la découverte des archives soviétiques, sa représentation de l'URSS, bien que caricaturale, possède quelques éléments de vérité. En 1999, le journal The Economist, de tendance libérale, écrira que « rétrospectivement, la terre accablée par la faim et la tyrannie dépeinte par Hergé était malgré tout étrangement exacte ».

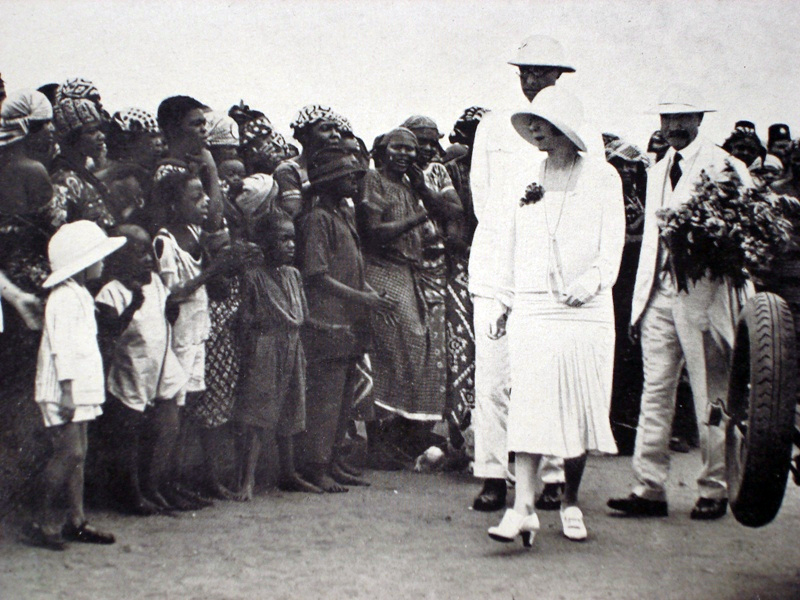
Le couple royal en visite au Congo belge en 1928.

#### Tintin au Congo
On reproche à Tintin au Congo de représenter les Africains comme des êtres naïfs et primitifs. Dans la première édition de l'album, on voit Tintin devant un tableau noir, donnant la leçon à des enfants africains. « Mes chers amis, dit-il, je vais vous parler aujourd'hui de votre Patrie : la Belgique ». En 1946, Hergé redessine l'album et transforme cette leçon en un cours de mathématiques. Il s'est par la suite expliqué sur les maladresses du scénario original : « Je ne connaissais de ce pays que ce que les gens en racontaient à l'époque : "Les Nègres sont de grands enfants… Heureusement pour eux que nous sommes là !", etc. Et je les ai dessinés, ces Africains, d'après ces critères-là, dans le plus pur esprit paternaliste qui était celui de l'époque en Belgique »
L'auteur Sue Buswell résume en 1988, dans le journal britannique Mail on Sunday, les problèmes posés par cet album, en soulignant deux éléments : « Les lèvres molles et les tas d'animaux morts en référence à la manière dont sont dessinés les Africains dans l'album, et aux animaux qui y sont tués par Tintin. » Néanmoins, Thompson pense que cette citation est mise « hors de son contexte ». L'expression « animaux morts » est une allusion à la chasse au gros gibier, très en vogue à l'époque de la première édition de Tintin au Congo. En transposant une scène de chasse du livre d'André Maurois Les Silences du colonel Bramble (1918), Hergé présente Tintin comme un chasseur de gros gibier, abattant quinze antilopes, alors qu'une seule serait nécessaire pour le dîner. Ce nombre important d'animaux tués conduit l'éditeur danois des Aventures de Tintin à demander quelques modifications à Hergé. Ainsi, une planche où Tintin tue un rhinocéros en perçant un trou dans le dos de l'animal et en y insérant un bâton de dynamite est jugée excessive. Hergé la remplace par une autre planche montrant le rhinocéros accidentellement touché par une balle du fusil de Tintin, alors que ce chasseur d'une autre époque est embusqué derrière un arbre.
En 2007, un organisme britannique, la Commission pour l'égalité raciale, demande, à la suite d'une plainte, que l'album soit retiré des rayonnages des librairies, en affirmant : « Cela dépasse l'entendement qu'à notre époque, un vendeur de livres puisse trouver acceptable de vendre ou faire la promotion de Tintin au Congo. » Le 23 juillet 2007, une plainte est déposée par un étudiant de République Démocratique du Congo à Bruxelles, celui-ci estimant que l'ouvrage constitue une insulte envers son peuple. En réaction, une institution belge, le Centre pour l'égalité des chances et la lutte contre le racisme, met en garde contre « une attitude hyper-politiquement correcte » dans ce dossier. Le 5 décembre 2012, la cour d'appel de Bruxelles rend son jugement : elle considère que l'album ne contient pas de propos racistes et que « Hergé s'est borné à réaliser une œuvre de fiction dans le seul but de divertir ses lecteurs. Il y pratique un humour candide et gentil », confirmant ainsi le jugement de première instance de 2011. Loin de promouvoir la haine ou la peur à l'égard des autres peuples, Hergé a cependant recours, comme le souligne Marc Angenot, à une « imagologie xénophobe comme source élémentaire inépuisable de comique ».

#### Réponses d’Hergé et rééditions
La Fondation Hergé met ces éléments sur le compte de la naïveté de l'auteur, tandis que certains chercheurs comme Harry Thompson prétendent que « Hergé faisait ce que lui disait l'abbé Wallez, le directeur du journal » dans lequel Tintin paraît à l'origine, appelé Le Petit Vingtième.
Hergé a lui reconnu que, vu ses origines sociales, il ne peut échapper aux préjugés : « Pour Tintin au Congo, tout comme pour Tintin au pays des Soviets, j'étais nourri des préjugés du milieu bourgeois dans lequel je vivais. […] Si j'avais à les refaire, je les referais tout autrement, c'est sûr ».
Plusieurs des premiers albums de Tintin ont été retouchés pour être réédités, le plus souvent à la demande des maisons d'édition. Par exemple, à la demande des éditeurs américains des Aventures de Tintin, plusieurs personnages noirs de Tintin en Amérique ont été recolorés pour devenir blancs ou d'origine indéterminée. Dans L'Étoile mystérieuse, on trouvait à l'origine un « méchant » américain nommé Monsieur Blumenstein (un patronyme juif), ce qui était tendancieux, d'autant plus que le personnage avait un faciès correspondant exactement aux caricatures de Juifs.
Hergé attribue par la suite à son personnage un nom jugé moins connoté – Bohlwinkel – et le fait habiter dans un pays sud-américain imaginaire, le São Rico. Hergé a découvert bien plus tard que Bohlwinkel était également un nom juif,.

#### Place du droit dansLes Aventures de Tintin
Si les injustices sont très présentes dans l'œuvre d'Hergé, par exemple dans des albums comme Tintin au pays des Soviets ou L'Oreille cassée, l'une des critiques visant l'auteur est qu'elles sont rarement dénoncées au nom du droit, selon des juristes, et encore plus rarement combattues par le droit. Tintin se comporte plutôt comme un redresseur de torts plutôt qu'un justicier, selon l'étude d'un collège d'éminents professeurs de droit. Selon eux, on peut cependant, dans les aventures du célèbre reporter, « trouver des applications non seulement du droit commercial mais également du droit de la concurrence, du droit administratif, du droit de la famille ».

## Aspects économiques

### Chiffres de vente

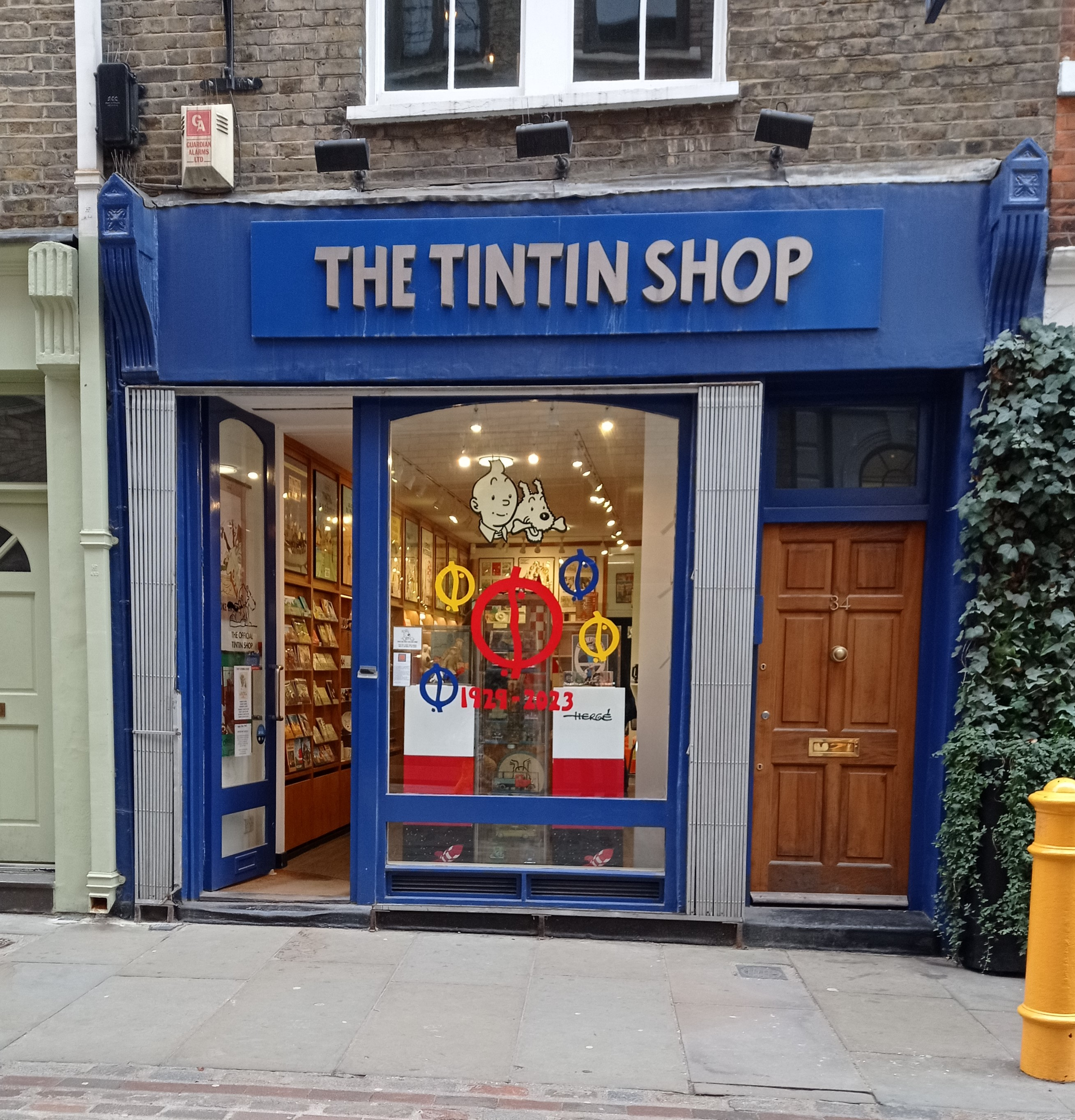
Une boutique Tintin à Londres, en 2023.

En 1956, quand paraît L'Affaire Tournesol, les ventes cumulées des albums de Tintin depuis la création de la série atteignent un million d'exemplaires. Ce nombre augmente fortement et de manière accélérée, notamment en raison du nombre croissant de traductions disponibles. Ainsi, en 1962, la revue Le Figaro littéraire évoque un chiffre total de 11 900 000 albums vendus, soit près de 12 millions. Le succès de Tintin est tel qu'au début du XXIe siècle, il s'écoule chaque année autant d'albums que sur la période s'étalant de 1931 à 1956.
En 2019, l'éditeur Casterman annonce que plus de 250 millions d'albums ont été vendus à travers le monde depuis la création des Aventures de Tintin 90 ans plus tôt, ce qui en fait l'une des séries de bandes dessinées les plus vendues, devancée seulement par Astérix. À cette date, selon les chiffres fournis par l'éditeur, quatre millions d'exemplaires sont vendus chaque année, principalement en Chine, tandis que les ventes se maintiennent à près de 500 000 albums en France. Tintin en Amérique, Tintin au Congo et Le Lotus bleu sont les trois albums les plus vendus depuis la création de la série.

### Opérations de promotion

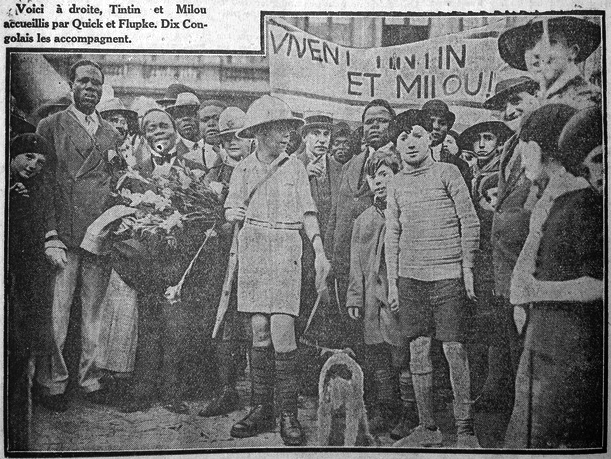
Tintin et Milou accueillis en héros à leur retour du Congo.

Dès la première aventure, Tintin au pays des Soviets, Hergé et son équipe intègrent dans les pages du Petit Vingtième des interviews fictives du héros et jouent avec la réalité en publiant une fausse lettre de menaces adressée par la Guépéou, une pratique innovante et non dénuée d'intérêt sur le plan commercial, comme le souligne le tintinologue Geoffroy Kursner : « Dialoguer, voire jouer avec les lecteurs, afin de les fidéliser et d'en accroître le cercle, et, surtout, mêler fiction et réalité, constitue indéniablement une méthode ingénieuse. » Aussi, l'un des collaborateurs du Vingtième Siècle, Charles Lesne, propose à l'abbé Norbert Wallez de mettre en scène le retour de Tintin en Belgique comme si ses aventures avaient réellement eu lieu,. L'évènement est prévu le 8 mai 1930 à la Gare du Nord de Bruxelles et le quotidien en fait une grande publicité dans les jours qui précèdent. Lucien Pepermans, un scout âgé de 15 ans, est choisi pour interpréter le rôle de Tintin. Un discours de bienvenue est prononcé, suivi de la remise d'une gerbe de fleurs et de la distribution de friandises, tandis que le faux Tintin signe des autographes.
Le retour de Tintin et Milou du Congo est également mis en scène. Le rendez-vous est fixé le 9 juillet 1931, toujours en gare de Bruxelles-Nord, et c'est Henri Dendoncker qui joue le rôle de Tintin, le précédent interprète étant désormais trop âgé. L'évènement attire une foule nombreuse et fait la une du Petit Vingtième la semaine suivante. Après Tintin en Amérique, une nouvelle réception est organisée, mais cette fois dans la grande salle de l'Institut Saint-Boniface, avec René Boey dans le rôle de Tintin. À partir des Cigares du pharaon, la parution des planches est agrémentée d'une rubrique « Le mystère Tintin », animée par Paul Jamin et qui permet aux lecteurs de donner leur point de vue sur l'affaire qui se déroule au fil des semaines, une autre manière de fidéliser le public. À la fin du Lotus bleu, pour la quatrième fois, Tintin est accueilli en chair et en os. La mise en scène est orchestrée le 1er décembre 1935 au Cirque Royal de Bruxelles et fait intervenir une fanfare, des clowns et des acrobates. Charles Stie endosse le costume de Tintin.
L'évènement se répète le 18 décembre 1938, pour célébrer les dix ans de la naissance du Petit Vingtième, toujours au Cirque Royal. Entre autres nouveautés, le chanteur Henri Colas interprète la Chanson de Tintin et Milou, tandis que des sketchs de Quick et Flupke sont proposés.

### Édition, impression, datation et cote
Les trois premiers albums ont été publiés aux éditions du Petit Vingtième, à Bruxelles, et les autres, chez Casterman, à Tournai.
ll existe souvent une confusion entre la date du dépôt légal ou du copyright et la date d'édition. Il faut alors se référer aux modifications successives du texte du quatrième plat ou quatrième de couverture pour identifier l'année d'édition, selon une nomenclature établie par le catalogue BDM : Série A (1937-1945) allant de A1 à A24 ; Série B (1945-1975), numérotée de B1 à B42bis ; Série C (1975-) numérotée de C1 à C8. La datation exacte d'un album permet d'en déterminer la cote.
Les dessins originaux d'Hergé, très recherchés par les collectionneurs, acquièrent une très grande valeur et battent des records dans les premières années du XXIe siècle. En 2014, les pages de garde des albums de 1937 sont adjugées pour un montant de 2 654 000 euros, tandis que l'année suivante, le dessin original de la couverture de L'Étoile mystérieuse est vendu au prix de 2 500 000 euros lors de la Brafa de Bruxelles.

### Propriété intellectuelle et critiques

#### Gestion des droits depuis 1987
La société Moulinsart SA est chargée de la gestion et de la perception des droits des œuvres d'Hergé depuis 1987. Fondée par sa femme en qualité de légataire universelle, cette société est actuellement dirigée par Nick Rodwell, qui en est le gestionnaire délégué. Très regardante sur la gestion des droits moraux et sur leur perception financière, la société provoque régulièrement la controverse en interdisant toute utilisation d'une image de Tintin sans son autorisation formelle.
Ainsi, à l'heure d'internet, toute forme de parodie, détournement ou réutilisation est fortement combattue par la société Moulinsart SA. De même, le fait de poster une simple bulle d'une BD de Tintin est réprimandé selon les lois des différents pays.
Cette attitude inquiète certains passionnés de culture et de BD franco-belges qui se demandent comment ils vont pouvoir faire en sorte que Tintin reste dans le patrimoine culturel francophone si la diffusion de son image est aussi fortement restreinte dans les médias modernes.

#### Décision de la Cour internationale de justice de La Haye
Cependant, une décision rendue par la Cour de La Haye au début de l'année 2015 a esquissé un changement. La justice néerlandaise a donné raison à l'association Hergé Genootschap, qui s'était vu réclamer plusieurs dizaines de milliers d'euros par Moulinsart SA pour l'utilisation de vignettes originales dans ses publications, après y avoir longtemps été autorisée. En effet, la Cour a retenu que la légataire universelle d'Hergé, Fanny Rodwell, n'avait jamais remis en cause un contrat de 1942 stipulant explicitement la cession de l'intégralité des droits sur les textes et vignettes des albums d'Hergé à Casterman. Ce verdict a été perçu comme pouvant instaurer un précédent dans la jurisprudence, ouvrant ainsi la porte à des réparations éventuelles de Moulinsart SA envers les associations ayant dû verser des sommes d'argent pour l'utilisation d'une ou plusieurs vignettes de Tintin. Moulinsart SA a contesté ce jugement,.

#### Expiration en Amérique
Tintin étant âgé de 95 ans, il a fait son entrée le premier janvier 2025 dans les œuvres culturelles libres de droit sur l'ensemble du territoire des États-Unis, selon le centre d’étude du domaine public de la faculté de droit de l’université Duke, en Caroline du Nord, cité par l'AFP, ses premières aventures, datant de 1930, pouvant être ainsi librement copiées, partagées, reproduites ou adaptées, sans avoir à verser un centime aux ayants droit, les éditions Casterman.
Conformément à la législation américaine, le premier album : Tintin au pays des Soviets, est entré dans le domaine public dans le pays le 1er janvier 2025, faisant également entrer Tintin et Milou dans le domaine public.
Or, selon Alain Berenboom, avocat à la Fondation Hergé, la Convention de Berne établit que les œuvres d'Hergé entreront dans le domaine public en 2034.

#### Expiration en France
En France, où l’entrée dans le domaine public d’une œuvre s’opère 70 ans après la mort de son auteur, la date sera postérieure à 2053, celle d'Hergé étant intervenue le 3 mars 1983. Ainsi, l’œuvre d'Hergé entrera dans le domaine public le 1er janvier 2054. Mais Moulinsart SA, qui perdrait ainsi de substantielles sources de revenus, envisage d'en empêcher l'utilisation et la publication par tous en publiant une nouveauté Tintin en 2052. Cette opération ferait face à des limites juridiques et à un certain problème moral.

## Autres médias et adaptations
Les Aventures de Tintin ont été diffusées dans de nombreux médias venus s'ajouter à la bande dessinée originale. Certaines sont des œuvres originales, d'autres des adaptations. Hergé était favorable aux adaptations de Tintin, et il encourageait ses équipes à participer à des projets d'animation de la série. Après sa mort, les studios Hergé sont devenus la seule institution habilitée à donner son accord pour des adaptations de Tintin.

### Cinéma et télévision

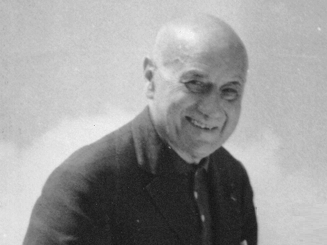
L'animateur Jean Nohain interprète les personnages de Tintin dans la première adaptation télévisée de la série.

En 1946 deux pionniers du cinéma d'animation belge, Claude Misonne et son mari João Michiels, realisent un court film publicitaire pour Le Journal de Tintin , un an plus tard , en 1947, ils adaptèrent  Le Crabe aux pinces d'or, une adaptation de l'album paru en 1941, en un long-métrage où les personnages sont mis en scène par le biais de poupées de chiffon. La faillite du producteur empêche la distribution, après une unique projection à Bruxelles devant près de deux mille enfants. Le film est finalement édité en vidéo en 2007.
En 1957, Raymond Leblanc, qui a fondé les studios Belvision trois ans plus tôt, signe un contrat avec la RTF portant sur la coproduction de deux mini-séries, intitulées Les Aventures de Tintin et adaptées des albums Le Sceptre d'Ottokar et L'Oreille cassée. Comprenant respectivement huit et sept épisodes de 13 à 14 minutes, en noir et blanc, ces deux séries sont réalisées par Anne-Marie Ullmann, sous la supervision de Bob de Moor, l'assistant d'Hergé. L'animateur Jean Nohain double l'intégralité des personnages,. Ces deux adaptations, peu convaincantes, déçoivent Hergé.
Deux ans plus tard, Raymond Leblanc signe un contrat avec le producteur américain Larry Harmon, qui prévoit l'adaptation de plusieurs aventures sous la direction du scénariste Charlie Shows. Un pilote de cinq minutes, tourné à partir de l'album Objectif Lune, est jugé peu concluant, et Leblanc s'associe finalement avec la société française Télé-Hachette, ce qui aboutit à la création d'une nouvelle série, Les Aventures de Tintin, d'après Hergé, réalisée par Ray Goossens avec la collaboration de Charlie Shows. Sept albums sont d'abord adaptés entre 1961 et 1963, mais les scénaristes, au grand dam d'Hergé, s'éloignent des scénarios originaux. Après le désistement de Télé-Hachette, la société Belvision produit seule une huitième et dernière aventure, L'Affaire Tournesol, en 1964, sur un scénario de Michel Greg et Bernard Fredisch.
Pendant que Tintin effectue ses premiers pas à la télévision, le producteur français André Barret envisage de le porter sur grand écran. En 1961, Tintin et le Mystère de la Toison d'or est le premier film en prise de vues réelles consacré au héros,. Réalisé par Jean-Jacques Vierne sur un scénario d'André Barret et Remo Forlani, il met en scène Jean-Pierre Talbot dans le rôle de Tintin et Georges Wilson dans celui du capitaine Haddock. Dans ce long-métrage, les deux héros se rendent à Istanbul et sont menacés par une organisation turque voulant s'emparer du bateau La Toison d'or que l'ami du capitaine Haddock, Thémistocle Paparanic, lui a légué. Un second film sort en 1964 : Jean-Pierre Talbot endosse de nouveau le costume du jeune reporter dans Tintin et les Oranges bleues, cette fois aux côtés de Jean Bouise dans le rôle du capitaine. Dans ce film réalisé par Philippe Condroyer, les deux amis sont à la recherche du professeur Tournesol, victime d'un enlèvement à la suite de sa découverte sur de mystérieuses oranges bleues mises au point par le savant espagnol Anténor Zallaméa.
En 1969, Tintin et le Temple du Soleil, un film d'animation réalisé par les studios Belvision à partir des albums Les Sept Boules de cristal et Le Temple du Soleil, sort sur les écrans. L'adaptation est signée par Hergé lui-même, Eddie Lateste, Jos Marissen et László Molnár, avec des dialogues écrits par Greg. La même année, les studios Belvision réalisent un court-métrage d'animation publicitaire d'une durée de huit minutes pour la Société Générale des Minerais,. Le comédien Philippe Ogouz y prête sa voix à Tintin.
En 1972, un nouveau long-métrage d'animation, Tintin et le Lac aux requins, est produit par Belvision, d'après un scénario original de Greg. Adapté par Rainer Gocksch, Eddie Lateste, Jos Marissen et Jean-Michel Charlier, le film envoie les héros en Syldavie, sur les rives d'un lac où le professeur Tournesol a mis au point une machine capable de reproduire toutes sortes d'objets en trois dimensions, attirant la convoitise de Rastapopoulos.

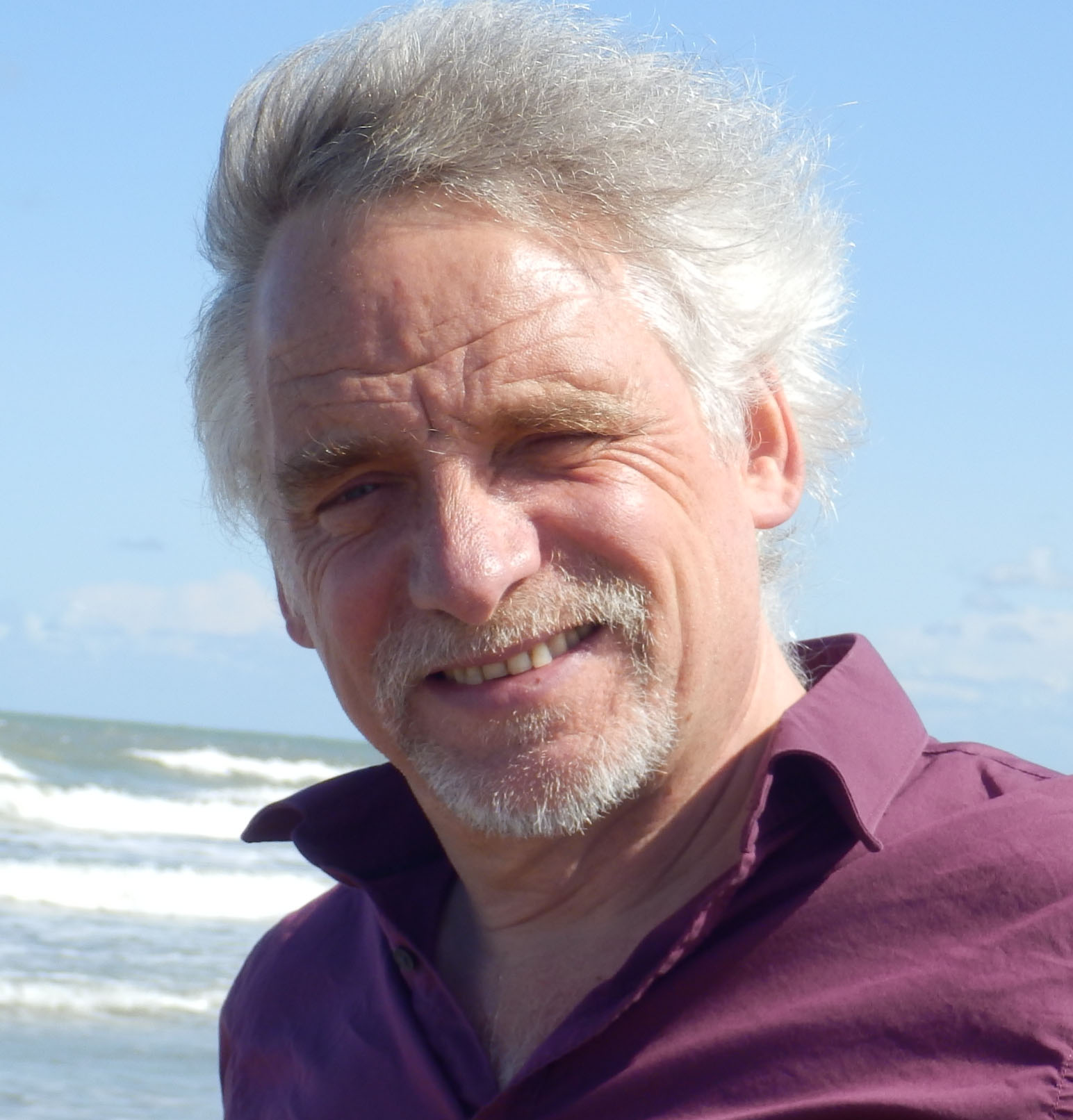
Stéphane Bernasconi (ici en 2014) réalise une adaptation télévisée des Aventures de Tintin au début des années 1990.

En 1992, une nouvelle série d'animation naît sous l'impulsion du studio français Ellipse, de son directeur général Philippe Gildas et du producteur Robert Réa,. L'entreprise nécessite d'importants moyens financiers : sous la houlette du réalisateur Stéphane Bernasconi, une équipe de soixante dessinateurs travaille à l'adaptation des albums de la série, à l'exception de Tintin au pays des Soviets et de Tintin au Congo, pour un budget de 400 000 dollars par épisode de 26 minutes. En France, les 39 épisodes de la série sont diffusés en première partie de soirée sur France 3 à partir du 5 mai 1992 et rencontrent un grand succès d'audience,. Coproduite avec la société canadienne Nelvana, la série bénéficie également d'une diffusion en Amérique du Nord, notamment sur la chaîne HBO.

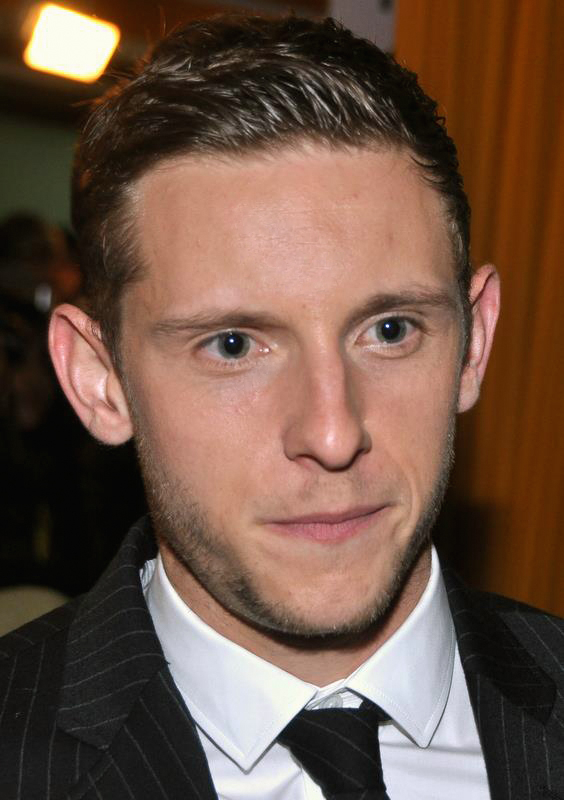
Jamie Bell, incarnation de Tintin en capture de mouvement dans Les Aventures de Tintin : Le Secret de La Licorne (2011).

Dans les années 1990, l'idée d'adapter Tintin au cinéma refait surface et les projets se multiplient, sans se concrétiser. Tour à tour, le producteur Claude Berri et le réalisateur Alain Berberian, Jaco Van Dormael, et Jean-Pierre Jeunet finissent par renoncer. En 2011, la sortie du film Les Aventures de Tintin : Le Secret de La Licorne, réalisé par Steven Spielberg, crée l'évènement. Ce film d'aventures en capture de mouvement 3D est présenté en avant-première mondiale à Bruxelles le 22 octobre 2011, au cinéma UGC-De Brouckère. Le film ne retrace pas l'intégralité du récit de l'album éponyme mais s'inspire en fait de trois albums distincts : Le Secret de La Licorne, Le Trésor de Rackham le Rouge et Le Crabe aux pinces d'or, pour aboutir à un scénario original. Certains personnages ne jouent pas le même rôle dans le film que dans l'album, comme le collectionneur Ivan Sakharine qui, au cinéma, vit au château de Moulinsart et revêt le rôle du méchant. C'est l'acteur britannique Jamie Bell qui interprète Tintin, doublé en français par Benjamin Bollen.
Dès l'entame du projet, Steven Spielberg entend inscrire ce film dans une trilogie. En 2019, Benoît Mouchart, directeur éditorial aux Éditions Casterman, confirme qu'un deuxième long métrage, réalisé par Spielberg et Peter Jackson, est en projet, sans toutefois annoncer une date de sortie.

### Théâtre
- 1941 : Le Mystère du diamant bleu et Monsieur Boullock a disparu, pièces originales écrites par Hergé et Jacques Van Melkebeke, jouées à Bruxelles.
- 1976 : Tintin's Great American Adventure, pièce inspirée par Tintin en Amérique et jouée par le Unicorn Theatre Company du 18 décembre 1976 au 20 février 1977 au Unicorn Theatre Arts Centre, Great Newport Street, Londres.
- 1980 : Tintin and the Black Island, pièce écrite par Geoffrey Case, adaptée de l'album L'Île Noire et mise en scène par Tony Wredden, jouée à Londres. Une version française a été produite au Québec en décembre 1984.
- 1987 : Coup de crayon, de Didier Wolff, mise en scène de Christian Rauth, jouée au théâtre de Poche Montparnasse (Paris) par Olivier Granier et Thierry Belnet, dans le rôle de Tintin.
- 2001 : Les Bijoux de la Castafiore, d'après l'album homonyme, mise en scène par Dominique Catton et jouée à Genève.
- 2001 : Kuifje: De Zonnetempel, comédie musicale de Seth Gaaikema et Frank van Laecke, musique de Dirk Brossé, adaptée de l'album Le Temple du Soleil, avec Tom Van Landuyt (Tintin). Créée à Charleroi en 2002 sous le titre Tintin : Le Temple du Soleil dans une adaptation française de Didier van Cauwelaert.
- 2005 : Tintin in Tibet, pièce de David Greig d'après Tintin au Tibet et Le Lotus bleu, mise en scène par Rufus Noriss et jouée par la Young Vic Theatre Company au Barbican Theatre pendant les périodes de Noël, avec Russell Tovey (Tintin) et Sam Cox (Haddock).

### Romans
- 1943, Dupont et Dupond détectives, roman de Paul Kinnet, illustrations d'Hergé, paru en feuilleton dans Le Soir du 24 septembre au 11 novembre 1943.
- 1947, Tintin et Milou chez les Toréadors, roman de Jean Roquette, Paris, Cœurs Vaillants.
- 1993, Tintin in the New World: A Romance, roman de Frederic Tuten (en). Couverture illustrée par Roy Lichtenstein. (Londres, Marion Boyars, 1993). Traduction française : Tintin au Nouveau Monde, traduit de l'américain par Maurice Rambaud, Grasset, 1995.
- 2011, The Adventures of Tintin: A Novel, novélisation d'Alexander Irvine. Traduction française : Les Aventures de Tintin: Le roman du film, traduit de l'américain par Marie Hermet, Casterman, 2012.

### Radio
Entre 1956 et 1961, Radio Luxembourg diffuse les Aventures de Tintin, émissions réalisées par Jean Maurel.
Entre 1959 et 1963, la radiodiffusion-télévision française présente un feuilleton radiophonique des Aventures de Tintin de près de 500 épisodes, produit par Nicole Strauss et Jacques Langeais. Adaptés sous la forme de disques 33 tours, ces épisodes rencontrent un grand succès.
La radio de Radio-Canada a aussi adapté les Aventures de Tintin en format radio dans un format quotidien de quinze minutes à partir du 15 octobre 1962.
En 2015, une nouvelle adaptation radiophonique des Cigares du pharaon est enregistrée et diffusée par France Culture, en partenariat avec la société Moulinsart et la Comédie-Française dont les artistes prêtent leurs voix aux personnages de l'aventure. Cette adaptation de Katell Guillou est réalisée par Benjamin Abitan, sur une musique originale d'Olivier Daviaud interprétée par l'Orchestre national de France. Le comédien Noam Morgensztern joue le rôle de Tintin,,. Dans les années qui suivent, d'autres titres enrichissent la collection : Le Lotus bleu en 2016, Les Sept Boules de cristal en 2017, Le Temple du Soleil en 2019, Les Bijoux de la Castafiore, Le Secret de La Licorne et Tintin au Tibet en 2023. Pour cette dernière adaptation, la production innove en proposant un concert-fiction, enregistré en public le 17 novembre 2023 au studio 104 de Radio France.

### Chansons

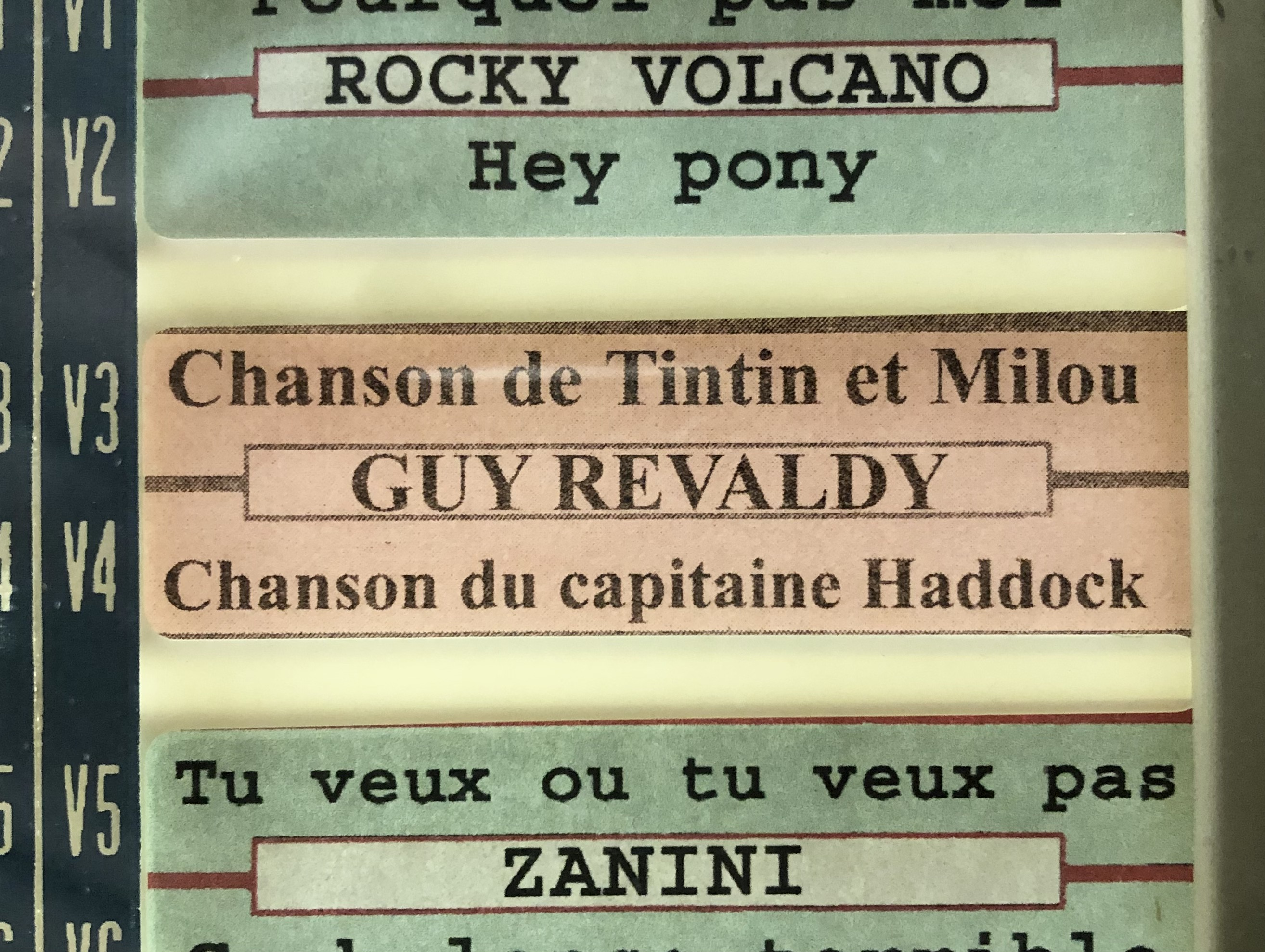
Sélection dans un juke-box des deux faces du 45 T de la « Chanson de Tintin & Milou » et de la « Chanson du capitaine Haddock ».

- La « Chanson de Tintin et Milou » d'Henri Colas et la « Chanson du capitaine Haddock » de Jean Frédéric et Maurice Montfort sont publiées dans Cœurs vaillants no 31 du 31 juillet 1938 et enregistrées sur disque 45 T incassable chez Casterman par Guy Revaldy et une chorale d’amis de Tintin, en 1959, sous la direction orchestrale de Bill Woodie ; la pochette est illustrée par Hergé[265].
- En 1979, à l’occasion du cinquantième anniversaire de la naissance de Tintin, les studios Hergé prennent contact avec le producteur du groupe pop français Martin Circus et son leader, Gérard Blanc, qui accepte d’écrire une chanson sur Tintin : « Notre meilleur copain, c’est Tintin »[265].
- En 1980, Chantal Goya chante « Comme Tintin » composé par Jean-Jacques Debout, sous le label RCA ; d'après Fabien Lecœuvre, Hergé en personne avait demandé à Jean-Jacques Debout d'écrire et composer une chanson sur Tintin pour Chantal Goya[265],[266],[267].

### Jeux vidéo
- 1989 : Tintin sur la Lune, jeu de plateforme entrecoupé de pilotage spatial d'Infogrames pour Atari ST (cassette et disquette), Amiga et Commodore 64, ainsi que pour la console Amstrad GX-4000 sous forme de cartouche.
- 1995 : Tintin au Tibet, jeu de plateforme d'Infogrames pour Super Nintendo, puis pour Game Boy, Game Gear, Mega Drive et PC (1996), ainsi que pour Game Boy Color (2001).
- 1997 : Tintin : Le Temple du Soleil, jeu de plateforme d'Infogrames pour Super Nintendo, Game Boy et PC, puis pour Game Boy Color (2001).
- 2001 : Tintin : Objectif Aventure, jeu d'action-aventure d'Infogrames pour PlayStation et PC.
- 2011 : Les Aventures de Tintin : Le Secret de La Licorne, jeu d'action-aventure développé par Ubisoft pour PlayStation 3, Xbox 360, PC, Nintendo 3DS et Wii, et par Gameloft pour Android et iOS. Tintin est doublé par Alexandre Gillet dans la version française.
- 2023 : Tintin Reporter - Les Cigares du Pharaon, jeu d'action-aventure point and click développé par Pendulo Studios et édité par Microids pour Windows, Playstation 4, Xbox One, Switch, Playstation 5, Xbox Series. Tintin est doublé par Benjamin Bollen dans la version française.

### Magasins

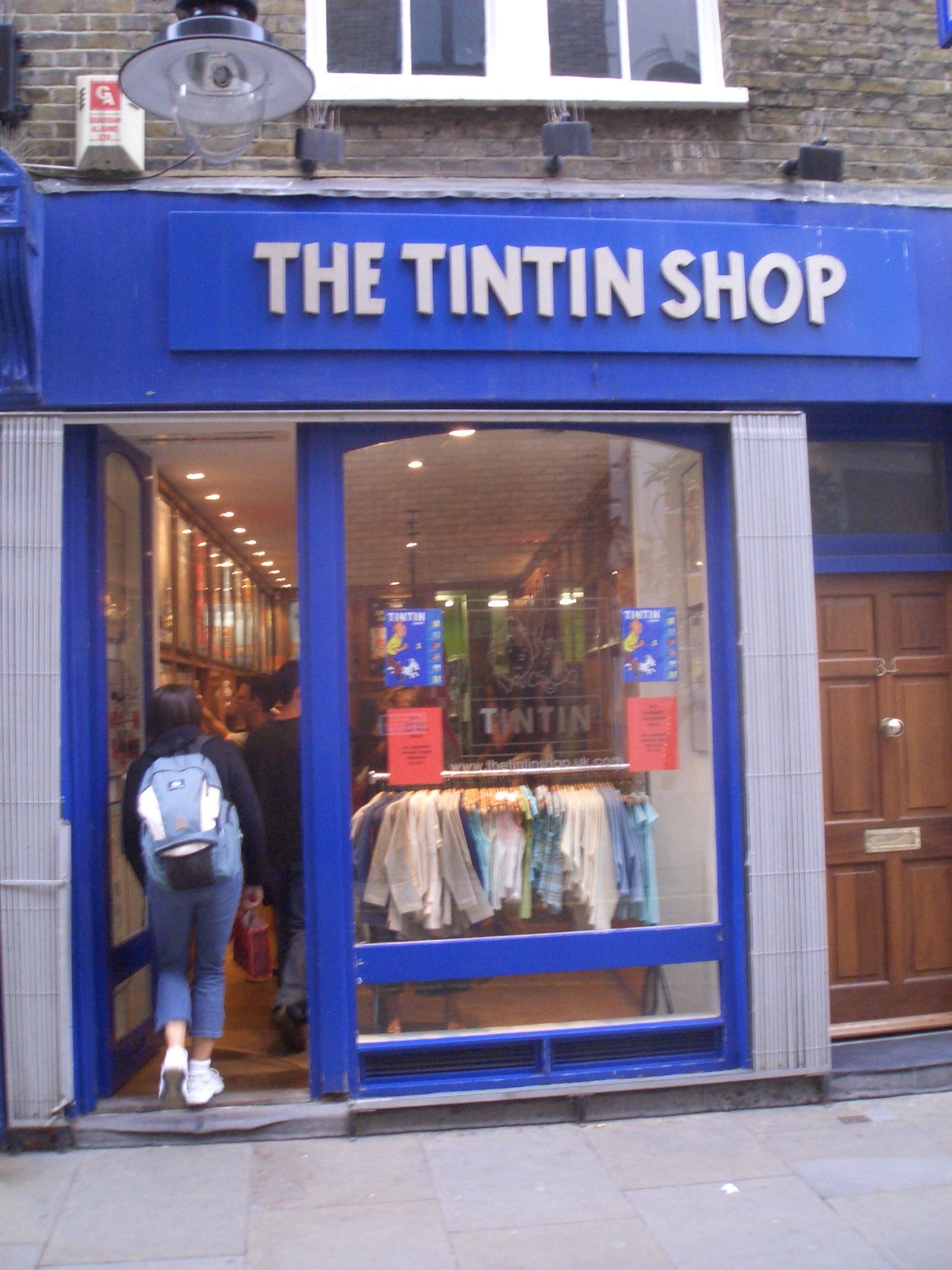
The Tintin Shop à Covent Garden.

Il existe des magasins consacrés à Tintin. Le premier « The Tintin Shop » a ouvert en 1984 à Londres (Covent Garden), puis d'autres magasins ont ouvert dans plusieurs villes, comme Bruxelles, Cheverny, Singapour ou encore Barcelone. On peut y acheter tous les livres dans une variété de langues, des tee-shirts, des tasses et beaucoup d'autres objets à thème.

## Postérité

### Succès et reconnaissance de la série

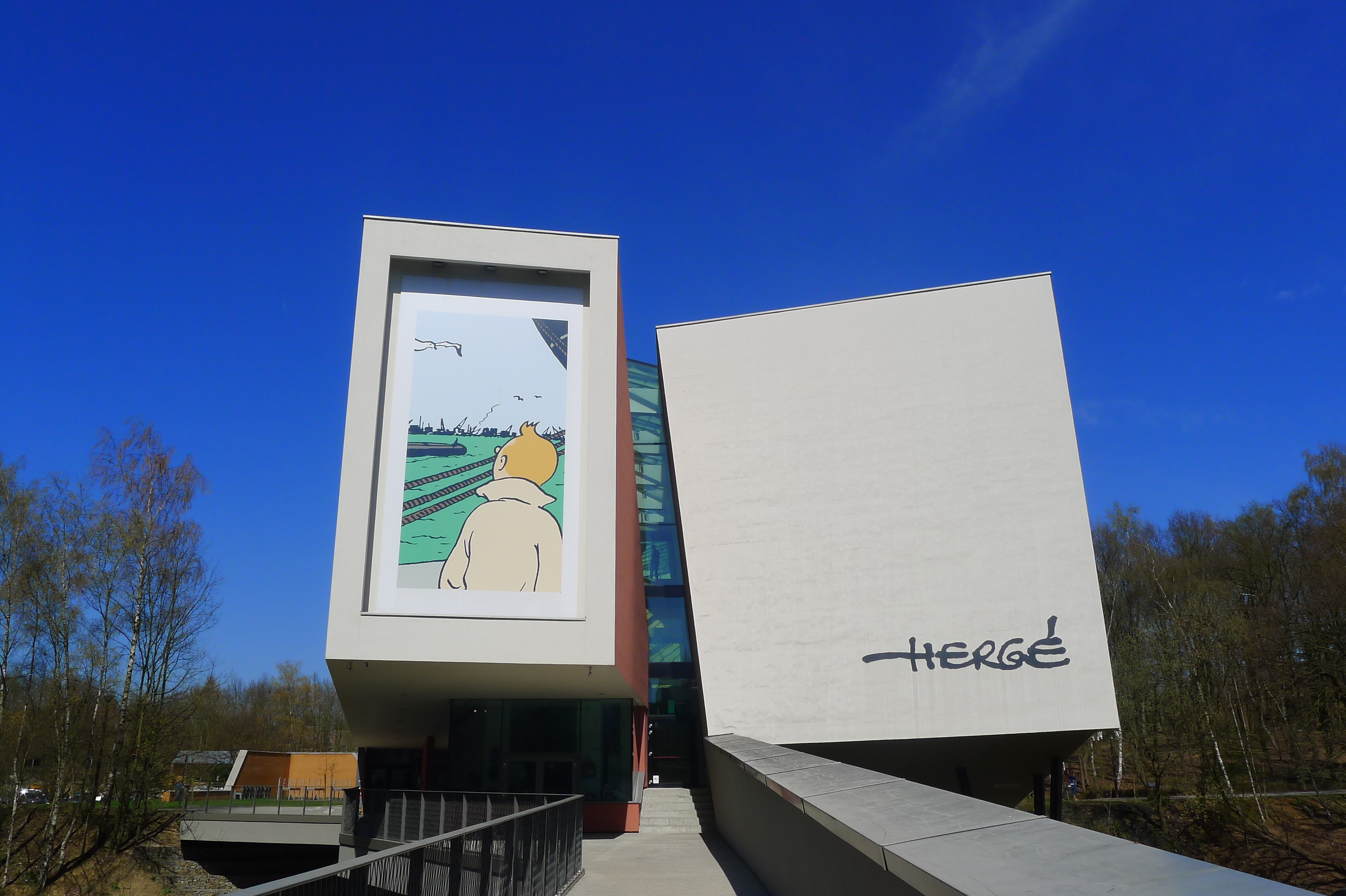
Le Musée Hergé de Louvain-la-Neuve, en 2013.

Dès la première aventure, Tintin rencontre un succès considérable à l'échelle de la Belgique : l'album de Tintin au pays des soviets est vendu à 10 000 exemplaires. La parution des aventures dans Le Soir à partir d'octobre 1940 contribue à augmenter fortement le nombre de ses lecteurs. Des années 1950 aux années 1960, Tintin accède au rang d'icône internationale : les traductions se multiplient, accroissant d'autant plus rapidement les ventes d'albums de la série. En 1957, la femme de lettres Marguerite Duras est l'une des premières à évoquer ce phénomène : « Les albums de Tintin des éditions Casterman tournent autour du monde. On peut dire qu'il y a une internationale Tintin. Que tous les enfants du monde civilisé ont une culture Tintin avant d'avoir la leur propre, qu'ils boivent le lait Tintin, tous uniformément, comme eau de fontaine ». L'année suivante, l'hebdomadaire Paris Match consacre un article à Hergé, puis en 1959, l'écrivain belge Pol Vandromme est le premier à lui consacrer une biographie, intitulée Le Monde de Tintin et parue chez Gallimard.
Les Bijoux de la Castafiore, qui paraît en 1963, accède au « statut d'album pour intellectuels », célébré par le philosophe Michel Serres qui lui consacre une étude de treize pages dans la revue Critique en 1970 sous le titre Les Bijoux distraits ou la cantatrice sauve, puis par Benoît Peeters dans l'essai Les Bijoux ravis en 1984. Hergé reçoit non seulement les hommages de la profession, comme au premier congrès international de la bande dessinée à New York en 1972, il est désormais considéré comme un « créateur littéraire majeur », comme en témoigne son invitation sur le plateau d'Apostrophes en janvier 1979, à l'occasion du cinquantième anniversaire de la série. Dès lors, les Aventures de Tintin soulèvent de nombreuses exégèses et de mutliples thèses universitaires. L'ouverture du musée Hergé à Louvain-la-Neuve en 2009 consacre autant la carrière du dessinateur que l'ensemble de son œuvre, tandis que des expositions dédiées à Tintin sont régulièrement organisées dans les musées du monde entier.
En 2008, la douzième planche de L'Affaire Tournesol intègre les collections permanentes du centre Georges-Pompidou et devient ainsi la première planche de bande dessinée à rejoindre l'inventaire de ce musée. Deux ans plus tard, elle représente le 9e Art lors de l'exposition Chefs-d'œuvre ? au centre Pompidou-Metz qui rassemble les grandes figures de l'histoire de l'art du XXe siècle.

### Hommages et récompenses
En 2006, la Fondation Hergé reçoit le prix Lumière de la vérité, décerné par le dalaï-lama, chef temporel et spirituel du gouvernement tibétain en exil, en récompense de sa contribution significative à la reconnaissance internationale de ce territoire, à travers l'album Tintin au Tibet, paru en 1960,.
En 2012, ce même album est classé au premier rang du classement des cinquante BD essentielles établi par le magazine Lire. Le Lotus bleu figure pour sa part à la dix-huitième place du classement des Cent livres du siècle établi en 1999 par une consultation populaire, à partir d'une liste proposée par des journalistes du Monde et des libraires de la Fnac.
Le parcours BD de Bruxelles comprend une fresque dédiée à Tintin. Située dans la rue de l'Étuve, elle reproduit une case de L'Affaire Tournesol, montrant le capitaine et Tintin s'échappant par l'escalier de service de l'hôtel où ils sont surveillés par les agents bordures. Une autre fresque, qui reproduit une case de Tintin en Amérique montrant le héros accroché à une locomotive, figure aux abords de la gare de Bruxelles-Midi. Elle est réalisée à l'occasion du centième anniversaire de la naissance d'Hergé, en 2007. Deux fresques présentant de nombreux personnages de la série ornent les murs de la station de métro Stockel à Bruxelles, tandis que le Centre culturel d'Uccle abrite une statue de Tintin réalisée par le sculpteur belge Nat Neujean.
La ville de Saint-Nazaire, en collaboration avec l'association « Les 7 soleils », installe en 1992 un circuit en sept étapes qui rend hommage aux Sept Boules de cristal, dont une partie de l'action se déroule dans cette ville.

### Influences

#### Parodies et pastiches
Il existe plusieurs parodies de Tintin, dont Tintin en Suisse, publiée aux éditions Sombrero, qui utilise des mots obscènes et de la pornographie. La série Les Aventures de Saint-Tin et son ami Lou, initiée par Gordon Zola et complétée par Bob Garcia et Pauline Bonnefoi, est également un pastiche de la bande dessinée.
En 2007, Antonio Altarriba publie un album parodique intitulé Le Lotus rose, dans lequel il imagine Tintin comme un trentenaire à la vie dissolue, tandis que les autres personnages des Aventures de Tintin ont tous évolué négativement. L'album est finalement retiré de la vente à la demande de la société Moulinsart
Tintin est aussi parodié dans le film d'animation Le Chat du rabbin, lors de son voyage au Congo.

#### Bande dessinée

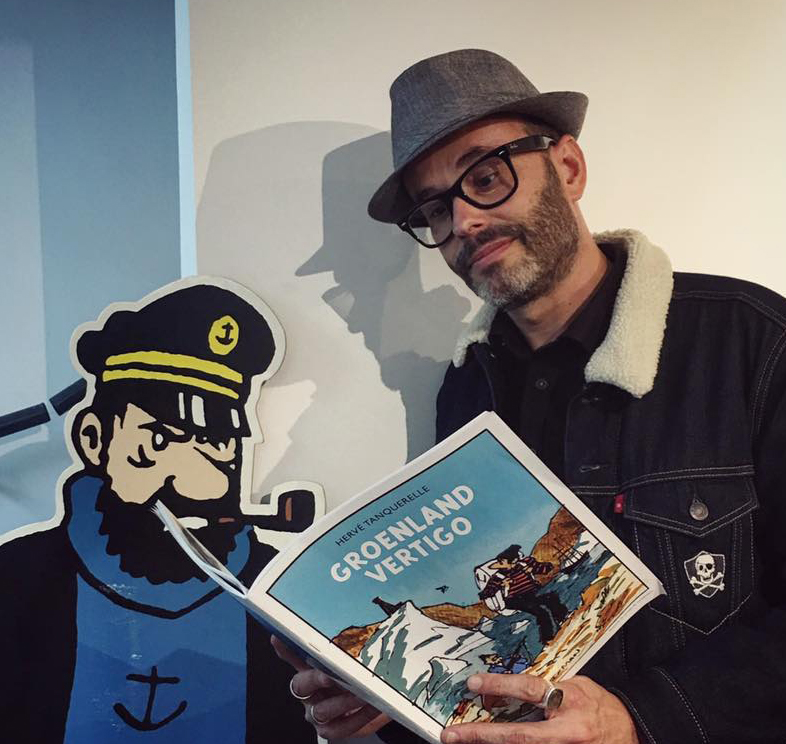
Le dessinateur Hervé Tanquerelle posant devant l'effigie du capitaine.

Le succès de la série en fait une référence pour plusieurs générations d'auteurs et de dessinateurs. Parmi les références à la culture belge glissées par René Goscinny et Albert Uderzo dans Astérix chez les Belges, publié en 1979, les Dupondt font une brève apparition dans la dernière case de la 27e planche. Ils y annoncent l'arrivée de Jules César selon leur mode d'expression caractéristique : « Jules César est arrivé en Belgique. ― Je dirais même plus : Cules Jésar est arrivé en Gelbique. » La forme et le lettrage de la bulle reprennent ceux adoptés par Hergé,. Les deux détectives sont également parodiés dans l'album Jesse James, 52e histoire de la série Lucky Luke, sous les traits de deux policiers-détectives de l'agence Pinkerton, nommés Cosmo Smith et Fletcher Jones. Ces deux personnages réapparaissent aux côtés de leur patron Allan Pinkerton dans l'album Lucky Luke contre Pinkerton.
En 2010, l'auteur américain Charles Burns publie Toxic, un roman graphique qui multiplie les références à L'Étoile mystérieuse. Le héros de ce récit découvre des œufs blancs avec des taches rouges semblables aux champignons dessinés par Hergé. Ces œufs sont d'ailleurs repris sur la couverture du livre,.
Riad Sattouf explique que le personnage principal de sa série Pascal Brutal, publiée entre 2006 et 2014, est inspiré d'un mélange entre le capitaine Haddock et des héros de films américains des années 1980 comme Sylvester Stallone et Arnold Schwarzenegger. Il en est de même pour l'un des personnages de Groenland Vertigo, un album réalisé par Hervé Tanquerelle en 2017 et qui rend hommage à l'univers de Tintin, en particulier l'aventure de L'Étoile mystérieuse. Haddock apparaît également accoudé à une table de bar, à l'arrière-plan d'une case du premier tome de La Vallée des Immortels, la dix-neuvième aventure de Blake et Mortimer, parue en 2018,.
Les différents auteurs de cette série multiplient d'ailleurs les hommages à l'univers de Tintin. La couverture de ce même album est un hommage appuyé à la scène du pousse-pousse dans Le Lotus bleu, tandis que le personnage de Tchang. Dans L'Onde Septimus, Tintin apparaît à l'arrière-plan d'une case, vraisemblablement bloqué à la douane. Le restaurant syldave Klow, situé à Bruxelles dans Le Sceptre d'Ottokar, de même que son patron Kroïszvitch, font une apparation dans la dix-neuvième planche de La Machination Voronov,,. Le restaurateur syldave bénéficie d'un autre clin d'œil dans la bande dessinée : dans le cinquième tome de la série Lou !, Laser Ninja, le professeur de syldave de la mère de l'héroïne est son sosie.
En 2022, dans l'album Spirou chez les fous, réalisé par Jul et Libon pour les éditions Dupuis, Spirou retrouve Fantasio à l'hôpital psychiatrique d'Angoulême, quand celui-ci, manifestement atteint de folie, se prend pour le capitaine Haddock.

#### Cinéma, musique et télévision
Le film L'Homme de Rio, sorti en 1964 et réalisé par Philippe de Broca, avec Jean-Paul Belmondo dans le rôle-titre, est reconnu comme étant largement inspiré de la série des Aventures de Tintin, et plus particulièrement de L'Oreille cassée,.
La série télévisée française Le Bureau des légendes, diffusée entre 2015 et 2020 sur Canal+, rend hommage à la série, et plus particulièrement au capitaine Haddock : les noms de code des membres de l'équipe sont tous extraits de la liste des jurons du capitaine. De même, l'acteur et réalisateur Bruno Podalydès, grand admirateur des Aventures de Tintin, y fait référence dans son film Dieu seul me voit (Versailles-Chantiers), en 1998 : le héros emmène une amie dans un restaurant syldave qui est la parfaite reconstitution du Klow du Sceptre d'Ottokar, avec le même serveur moustachu au gilet à carreaux.
Par ailleurs, le chanteur Leeroy écrit une chanson intitulée Capitaine Haddock pour son album Noir fluo, sorti en 2016, qu'il interprète avec Tété. Le musicien allemand Klaus Schulze, pionnier de la musique électronique, rend hommage à la série dans une composition de près de vingt minutes, intitulée L'Affaire Tournesol.

#### Politique
En 1997, à l'initiative de Dominique Bussereau, un groupe de députés français crée le « Club des parlementaires tintinophiles »,. Le 25 octobre 2011, dans la salle Victor-Hugo de l'Assemblée nationale à Paris, le club alors présidé par Serge Grouard organise un colloque intitulé « Tintin et la poudrière borduro-syldave ». À cette occasion, plusieurs orateurs comme les anciens ministres André Santini et Hubert Védrine, l'ambassadeur d'Allemagne Reinhard Schäfers, ou encore le député Louis Giscard d'Estaing expriment leurs vues de manière humoristique et parodique sur cette crise internationale,.
Les références à Tintin ne manquent pas dans le monde politique. En décembre 2007, à l'occasion de la visite à Paris du dirigeant libyen Mouammar Kadhafi, le journaliste du Monde Dominique Dhombres fait référence au personnage d'Abdallah en établissant un parallèle avec le campement de la suite du jeune prince dans le grand salon du château de Moulinsart, dans Coke en Stock, et l'installation d'une tente bédouine sur la pelouse de l'hôtel de Marigny à la demande du chef d'État libyen.
Le sparadrap qui colle aux doigts du capitaine dans L'Affaire Tournesol, et symbolise la figure de l'« l'homme rattrapé par ses actes », a donné naissance à l'expression « le sparadrap du capitaine Haddock », passée dans le langage courant et parfois utilisée par des journalistes politiques. Ainsi, la journaliste Jannick Alimi compare la campagne de l'élection présidentielle française de 2017 à L'Affaire Tournesol.

#### Autres

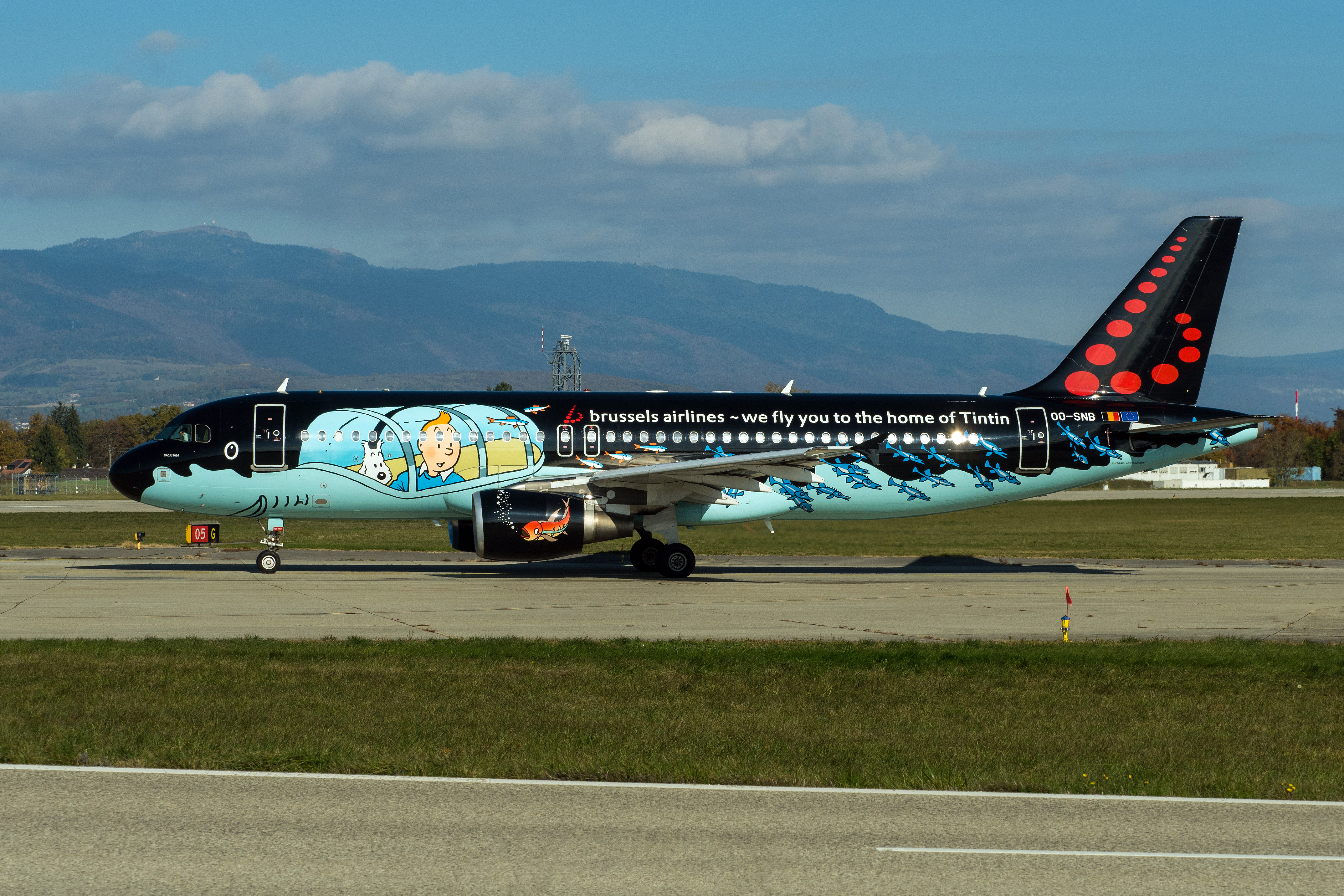
L'avion Rackham.

En 2015, la compagnie belge Brussels Airlines met en service un avion Airbus A320 baptisé « Rackham », sur le fuselage duquel est peint un requin noir long de 37 mètres inspiré du sous-marin mis au point par le professeur Tournesol dans Le Trésor de Rackham le Rouge, accompagné du visage de Tintin. Conçu par l'artiste André Eisele, ce décor réalisé dans un chantier à Ostrava, en Tchéquie, nécessite environ 1 500 heures de travail. Destiné à promouvoir la culture belge à l'international, cet avion réalise son vol d'essai le 16 mars 2015 entre Bruxelles et Toulouse. À bord, l'album est mis à la disposition des passagers en français, néerlandais et anglais.

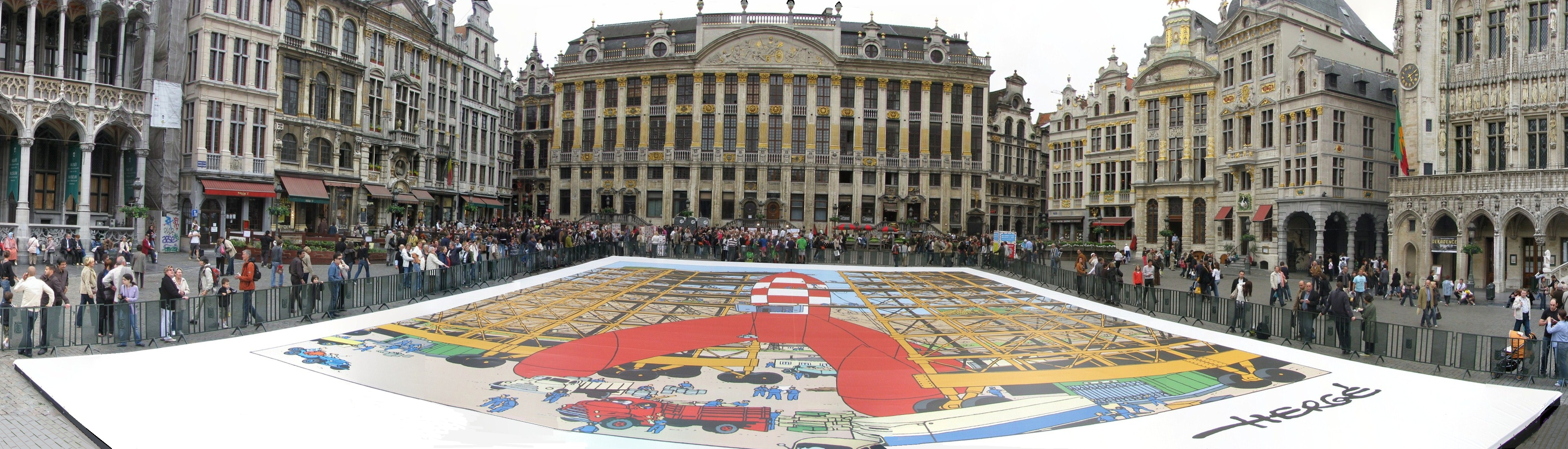
La plus grande planche de bande dessinée du monde, en 2009.

En 2009, dans le cadre de l'« année de la bande-dessinée à Bruxelles », une reproduction agrandie d'une planche d'Objectif Lune est installée temporairement sur la Grand-Place. D'une dimension de 32 m de haut et 21 m de large, elle établit alors le record de la « plus grande planche de BD du monde ».
En 1991, une réplique miniature de la fusée lunaire du professeur Tournesol, baptisée pour l'occasion RG1, est lancée depuis le village belge de Henri-Chapelle. En 1998, des étudiants en deuxième année de BTS construction navale du lycée Aristide-Briand de Saint-Nazaire conçoivent une réplique du sous-marin inventé par le professeur pour explorer l'épave de La Licorne dans Le Trésor de Rackham le Rouge. Des étudiants de l'Institut de créativité industrielle, de l'Agence nationale pour la formation professionnelle des adultes (AFPA) ainsi que des peintres des Chantiers de l'Atlantique sont associés au projet. L'objet est d'abord exposé à Saint-Nazaire l'année suivante, avant de figurer dans plusieurs expositions consacrées à l'univers de Tintin à travers l'Europe, puis de rejoindre définitivement les collections du musée Hergé à Louvain-la-Neuve.
En fonction de 1975 à 1980, une attraction dénommée Le Temple du Soleil dans le parc belge Walibi reconstitue le récit par le moyen d'une barque scénique pour les visiteurs. Une autre attraction, en fonction de 1980 à 1995, reconstitue l'aventure du Le Secret de La Licorne.
Les personnages de Tintin sont parfois mis en scène pour des événements publics ou culturels, à l'image du roi de Syldavie, Muskar XII, qui, en 2000, préside le gala Castafiore organisé par l'association des Pélicans noirs au Grand-Théâtre de Bordeaux. En 2010, dans la même ville, un Muskar XII de composition prononce un discours lors de l'inauguration de l'Esplanade du professeur Tournesol, aux côtés du maire Alain Juppé,. En 2012, le faux roi assiste à la première interprétation de l'hymne national syldave créé par l'Opéra de Bordeaux.
Lors de l'Euro 2024, l'équipe de Belgique de football arbore une tenue inspirée de Tintin : un maillot bleu ciel muni d'un col et liseré blanc, associé à un short marron et des chaussettes blanches hautes rappelant les culottes de golf.